# Ulm Hauptbahnhof

Ulm Hauptbahnhof, abgekürzt: Ulm Hbf, ist der zentrale Bahnhof der Großstadt Ulm und ein bedeutender Eisenbahnknoten in der Region Donau-Iller, die Teile von Baden-Württemberg und Bayern umfasst.
Täglich verkehren am Hauptbahnhof rund 335 Züge, darunter 75 Fernverkehrs- und 260 Regionalzüge. Auch ICE-Züge halten in Ulm, das an der sogenannten Magistrale für Europa von Paris nach Bratislava bzw. Budapest liegt.
Die Regionalzüge sind Teil des Donau-Iller-Nahverkehrsverbunds (DING). Der Hauptbahnhof Ulm stellt einen wichtigen Verkehrsknoten der Stadt dar. Er verfügt über zwölf Bahnsteiggleise, von denen fünf nicht durchgehend sind. Es gibt einen weiteren Bahnhof in Ulm-Söflingen im Westen der Stadt sowie den Haltepunkt Ulm Ost an der Bahnstrecke Aalen–Ulm und den Haltepunkt Ulm-Donautal in einem Industriegebiet am südwestlichen Stadtrand. Im Westen befindet sich außerdem der Ulmer Rangierbahnhof.
In der Nachbarstadt Neu-Ulm gibt es neben dem dortigen Bahnhof den Haltepunkt Finningerstraße und den Bahnhof Gerlenhofen.

## Lage

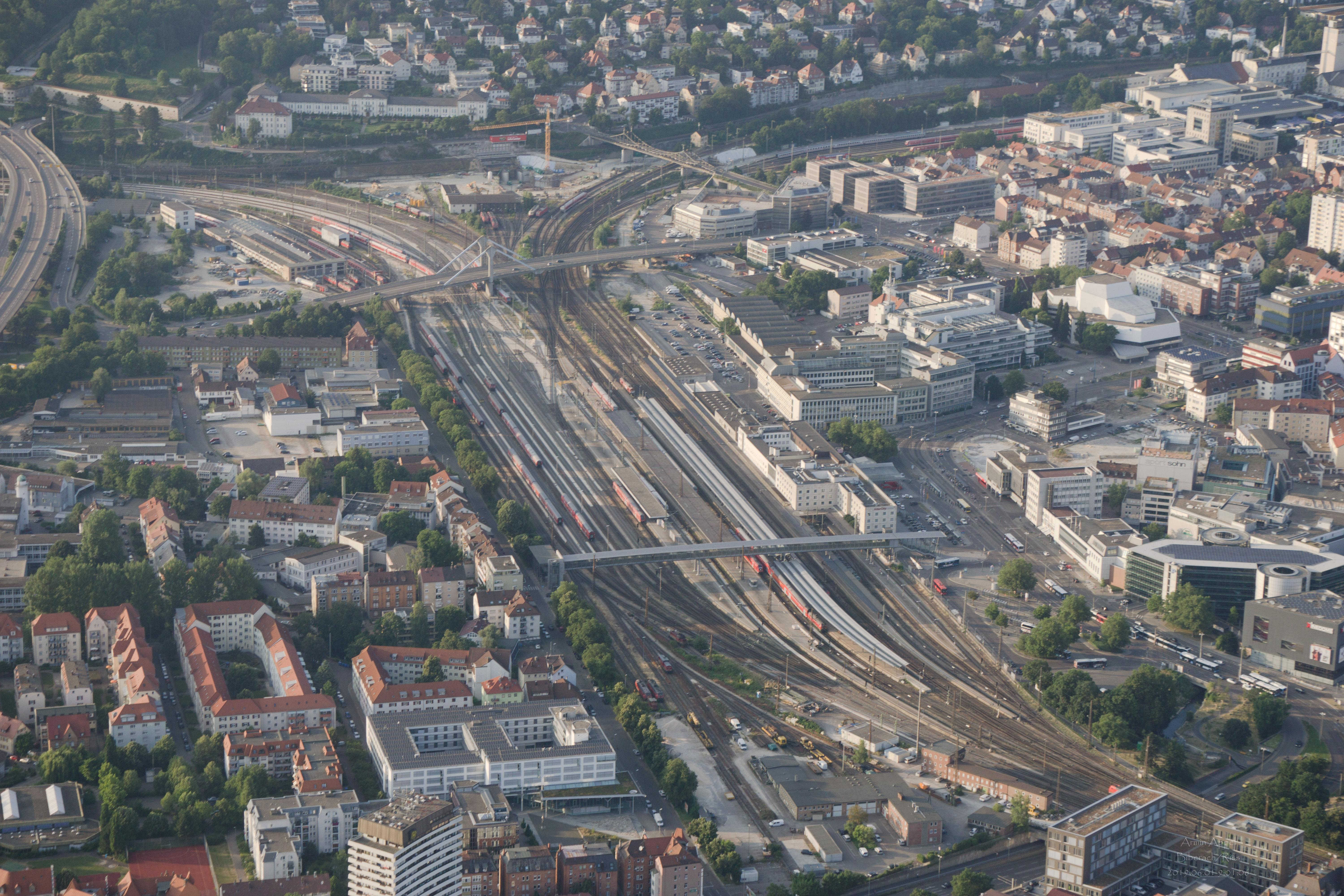
Blick von Süden auf das Bahnhofsareal vor den Umbaumaßnahmen; im Süden der neue Bahnhofsteg und weiter nördlich die Ludwig-Erhard-Brücke (Luftbild, 2015)

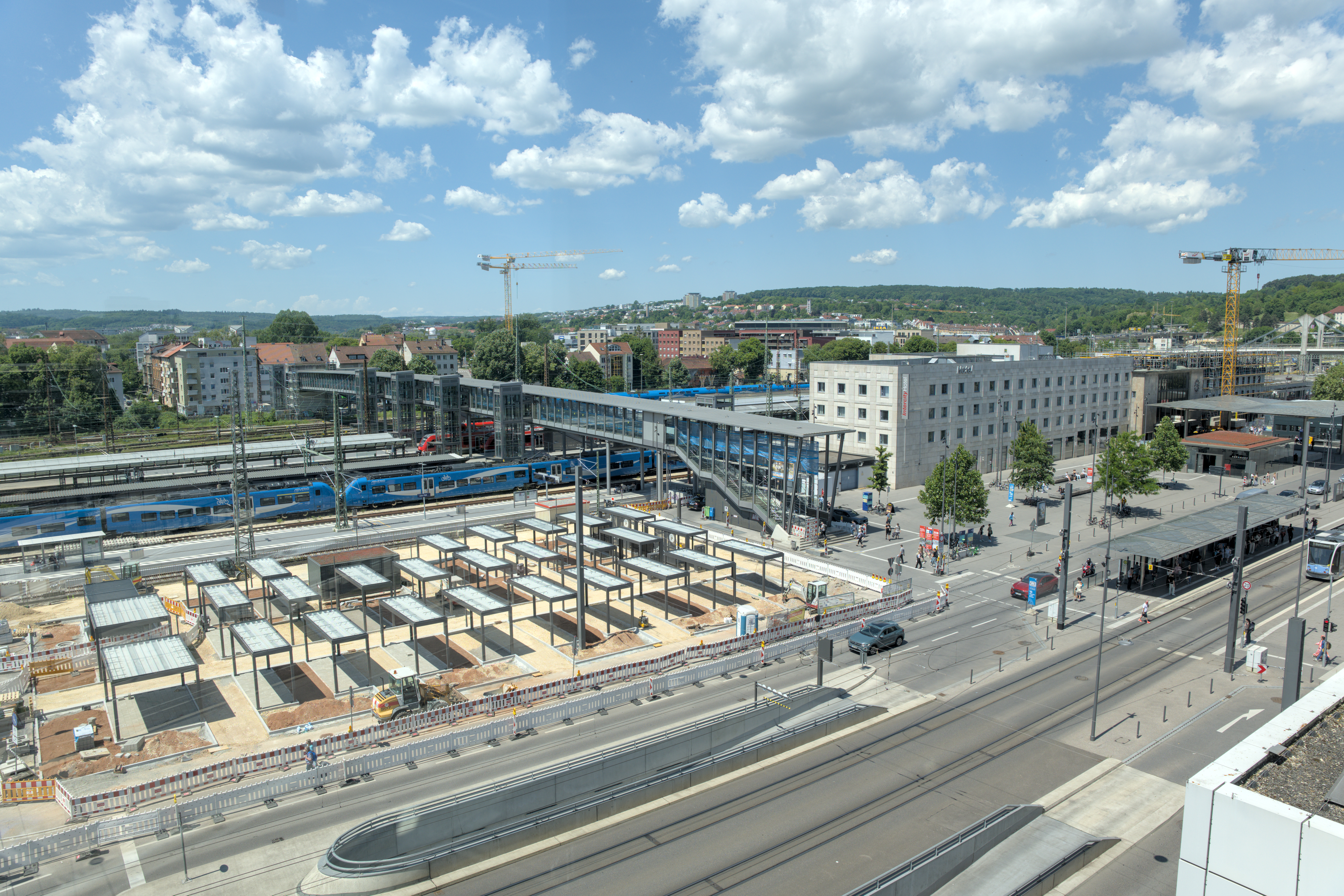
Bahnhofsgelände mit IC-Hotel und neu gestaltetem Vorplatz, Bahnhofsteg, im Bau befindlichen Fahrradanlagen und Zufahrt zur Tiefgarage (von Südosten, Mai 2025)

### Innerstädtische Lage
Der Ulmer Hauptbahnhof liegt im Westen der Innenstadt von Ulm. Das Bahnhofsgebäude befindet sich im Osten der Gleise am Bahnhofplatz. Östlich des Bahnhofes verläuft die Friedrich-Ebert-Straße, die am Bahnhofplatz in die Olgastraße übergeht. Gegenüber dem Empfangsgebäude mündet die Bahnhofstraße in den Bahnhofplatz ein, die den Bahnhof über die Hirschstraße mit dem etwa 500 Meter entfernten Münsterplatz verbindet. 
Westlich des Bahnhofes verläuft die Schillerstraße. Im Norden überquert die Bundesstraße 19, die an dieser Stelle Karlstraße heißt, die Gleisanlagen über die Ludwig-Erhard-Brücke (früher Blaubeurer-Tor-Brücke). Im Süden werden die Gleise von der Neuen Straße durch die Ehinger-Tor-Unterführung unterquert und von der Zinglerstraße mit der Zinglerbrücke überquert. Im Südosten des Intercity-Hotels befindet sich der Zentrale Omnibusbahnhof Ulm (ZOB Ulm), wo 2025 größere Umbaumaßnahmen stattfinden.

### Bahnstrecken
Der Ulmer Hauptbahnhof ist Knotenpunkt mehrerer bedeutender Eisenbahnstrecken. Die Filstalbahn von Neu-Ulm über Ulm Hbf, Geislingen (Steige), Göppingen und Plochingen nach Stuttgart (VzG 4700) trifft im Hauptbahnhof auf die Bahnstrecke Augsburg–Ulm (VzG 5302), die Bahnstrecke Ulm–Friedrichshafen (VzG 4500), die Bahnstrecke Ulm–Sigmaringen (VzG 4540) und die Bahnstrecke Aalen–Ulm (VzG 4760). Am 11. Dezember 2022 erfolgte die Freigabe der Schnellfahrstrecke Wendlingen–Ulm, damit erhielt Ulm einen Anschluss an das Hochgeschwindigkeitsnetz der Deutschen Bahn.
Im Einzelnen treffen in Ulm folgende Kursbuchstrecken aufeinander:
- 750[2]: Ulm–Geislingen–Göppingen–Plochingen–Stuttgart
- 750.1[3]: Ulm–Wendlingen
- 751[4]: Ulm–Biberach (Riß)–Aulendorf–Ravensburg–Friedrichshafen–Lindau
- 755[5]: Ulm–Ehingen (Donau)–Sigmaringen–Tuttlingen–Donaueschingen
- 757[6]: Ulm–Langenau–Heidenheim–Aalen
- 975[7]: Ulm–Memmingen–Kempten
- 976[8]: Ulm–Neu-Ulm–Weißenhorn
- 977[9]: Ulm–Neu-Ulm–Günzburg
- 980[10]: Ulm–Günzburg–Augsburg–München
- 993[11]: Ulm–Günzburg–Donauwörth–Ingolstadt–Regensburg

Etwa 40.000 Reisende pro Tag bzw. 14,8 Millionen pro Jahr nutzen den Bahnhof. Mit rund 28.600 Reisenden pro Tag war er 2005 der neuntgrößte Bahnhof in Baden-Württemberg.

## Geschichte

### Bis 1850: Planung und Bau
Im April 1830 beauftragte der württembergische König Wilhelm I. das Finanz- und das Innenministerium von Stuttgart mit der Prüfung einer Verkehrsverbindung zwischen Rhein und Donau. Dabei wurden die Möglichkeiten eines Kanals und einer Eisenbahnstrecke untersucht. 1834 legte die Kommission das Ergebnis vor. Dieses sah eine Bahnstrecke von Cannstatt über Aalen und Ulm nach Friedrichshafen vor. Eisenbahn-Pionier Friedrich List sprach sich währenddessen für die kürzere Direktstrecke über die Schwäbische Alb, anstatt über Aalen, aus.
Im August 1835 schlossen sich die Ulmer Bürger zu einer Initiative für den Bahnbau zusammen. Daraufhin wurde am 21. Dezember 1835 die Ulmer Eisenbahngesellschaft gegründet, die sich für den Ulmer Eisenbahnanschluss einsetzte und bereits am Gründungstag 80.000 Gulden ausgab. Am 18. April 1843 wurde der Bau der Strecke von Stuttgart über die Schwäbische Alb nach Ulm beschlossen. Diese Streckenführung hatte sich gegen die längere Variante über Aalen durchgesetzt. Allerdings kam es zu Auseinandersetzungen über die Lage des Ulmer Bahnhofs. Der Festungsbaumeister Moritz von Prittwitz und der Stadt- und Münsterbaumeister Ferdinand Thrän favorisierten eine Bahnhofsvariante im Norden des Zentrums in West-Ost-Richtung. Da bei dieser Variante die weiterführende Strecke nach Friedrichshafen über bayerisches Gebiet hätte führen müssen, planten die württembergischen Ingenieure stattdessen einen Bahnhof in Nord-Süd-Richtung im Westen der Innenstadt in der heutigen Lage. Obwohl dabei die Grundstückspreise höher waren und neun städtische Verbindungswege gestört wurden, während es bei der Nordvariante nur drei gewesen wären, entschied man sich für diese Variante. Die westlichen Stadtteile sind dadurch bis heute von der Innenstadt abgetrennt.
Um den ersten Bahnanschluss zum Bodensee vor Bayern und Baden fertigzustellen, betrieb Württemberg ab dem Sommer 1847 vorrangig den Bau der Württembergischen Südbahn über Biberach (Riß) nach Friedrichshafen. Im August 1848 begannen die ersten Erd- und Fundamentierungsarbeiten für den Bahnhof Ulm. Im März 1849 konnte mit den Hochbauten begonnen werden. Die Erd-, Spreng- und Hochbauarbeiten wurden von den staatlichen Eisenbahnbauämtern an freie Unternehmer (Akkordanten) vergeben. Wegen möglicher Hangrutschungen am Kuhberg wurde kurz vor dem Ulmer Bahnhof die Donau verlegt und die Bahntrasse der Südbahn im aufgeschütteten alten Flussbett errichtet. Die Wirtschaft in Ulm profitierte vom Bahnbau, da unter anderem die gastronomischen Betriebe in der Stadt durch diesen mehr Geld verdienten. Am 17. Mai 1850 kam bei einer Probefahrt zum ersten Mal eine Lokomotive aus Biberach in Ulm an.

### 1850–1866: Eröffnung und Anschluss an weitere Bahnstrecken

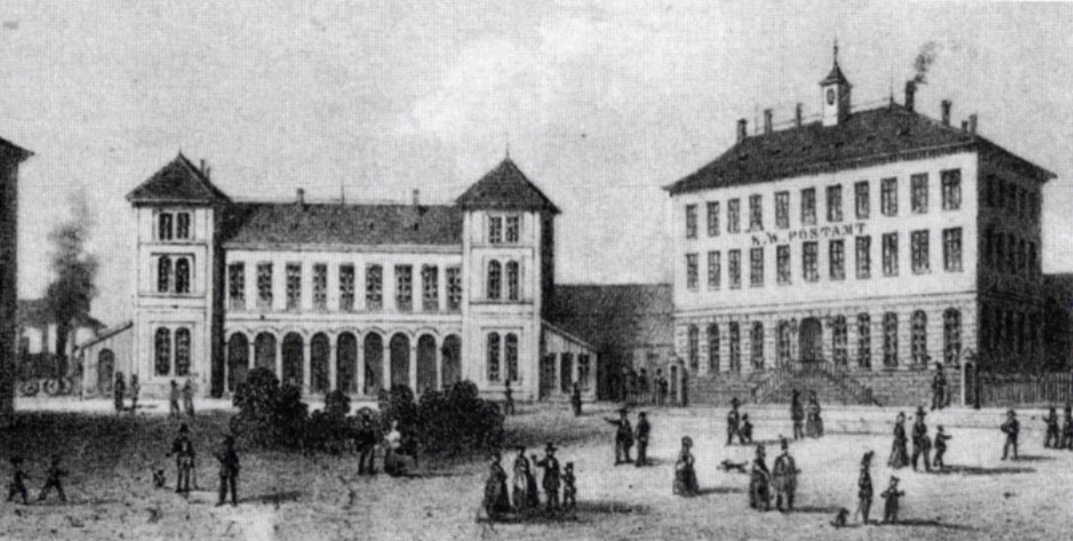
Erster Ulmer Bahnhof von 1850 und Postamt im Jahr 1855

Der Bahnhof Ulm wurde am 1. Juni 1850 zusammen mit dem letzten Abschnitt der Südbahn von Biberach (Riß) nach Ulm offiziell eröffnet. Am 29. Juni 1850 konnten die Königlich Württembergischen Staats-Eisenbahnen mit der Fertigstellung der Geislinger Steige auch die Württembergische Ostbahn, heute Filstalbahn genannt, über Göppingen nach Stuttgart in Betrieb nehmen. Damit war die erste durchgehende Eisenbahnstrecke Württembergs fertiggestellt, auf der durchgehende Züge von Heilbronn nach Friedrichshafen fahren konnten. Die Geislinger Steige zwischen Geislingen und Amstetten, die der Überwindung des Albaufstiegs diente, war aus damaliger Sicht eine technische Meisterleistung und erregte in ganz Europa Aufsehen.
In Richtung Stuttgart und Friedrichshafen fuhren auf dem dreigleisigen Bahnhof jeweils drei Züge pro Tag. Die Fahrzeit zwischen Ulm und Stuttgart betrug vier Stunden, zwischen Ulm und Friedrichshafen drei Stunden und 15 Minuten. Im Dezember 1850 konnte das Empfangsgebäude des Architekten Ludwig Friedrich Gaab eröffnet werden, das im romantisch-klassizistischen Stil gehalten war. Zwei versetzt zum Empfangsgebäude angeordnete Einstieghallen wurden 1851 errichtet. Außerdem entstanden ein Lokomotivschuppen, ein Wagenschuppen, ein Güterschuppen, eine Wasserstation und einige weitere Gebäude. Am 16. April 1851 wurde der Eisenbahntelegraph der Öffentlichkeit zugänglich gemacht. Am 9. Oktober 1851 eröffnete die Bahnhofinspektion Ulm einen Gepäckträgerdienst.

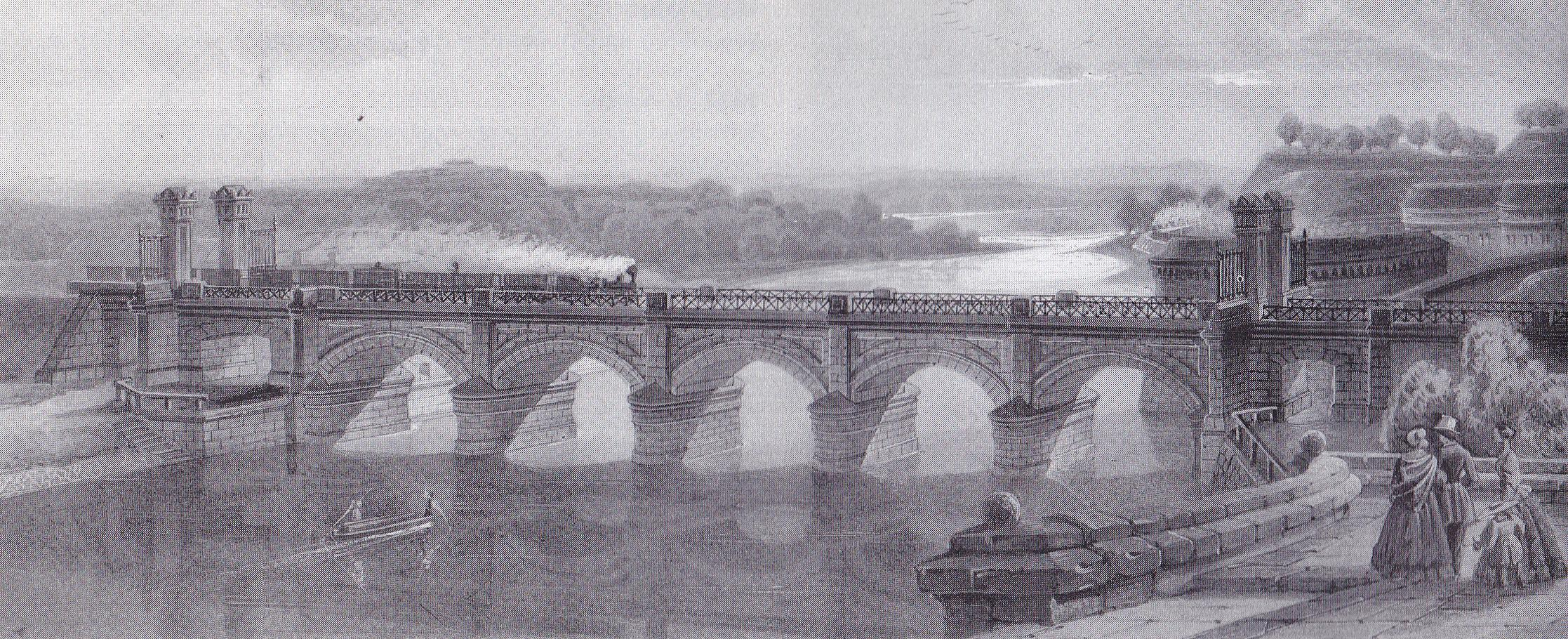
Eisenbahnbrücke über die Donau um 1855

Am 25. April 1850 vereinbarten das Königreich Bayern und das Königreich Württemberg in einem Staatsvertrag, die Bahnstrecke München–Augsburg nach Ulm weiterzuführen und dort an das württembergische Bahnnetz anzuschließen. Im März 1852 begannen die Bauarbeiten für die Eisenbahnbrücke über die Donau. Am 25. Dezember 1853 kam der erste Zug auf dem Bahnhof Neu-Ulm an. Am 26. September wurde der Bahnhof schließlich zusammen mit dem Abschnitt Neu-Ulm–Burgau der Bayerischen Maximiliansbahn offiziell eröffnet. Da die Donaubrücke noch nicht fertiggestellt war, verkehrte eine Pferdedroschke zwischen dem Ulmer und dem Neu-Ulmer Bahnhof. Am 1. Mai 1854 konnte die von Anfang an zweigleisig ausgelegte Donaubrücke vollendet werden. Sie bestand aus Keupersandstein, war 123 Meter lang und 8,55 Meter breit. Sie wurde zu Ehren der amtierenden Könige von Württemberg und Bayern Wilhelm-Maximilian-Brücke genannt und war auf beiden Seiten durch eiserne Tore verschließbar. Am 1. Juni wurde daraufhin die gesamte Maximiliansbahn von Ulm über Augsburg nach München eröffnet, und der Ulmer Bahnhof wurde zum Bahnknotenpunkt. Auf der neuen Strecke verkehrten täglich vier Züge pro Richtung, wobei Eilzüge drei Stunden 30 Minuten und Personenzüge fünf bis sechs Stunden brauchten. Der Bahnhof wurde als Grenzbahnhof und Wechselstation zwischen Bayern und Württemberg von beiden Königreichen getrennt betrieben. Die Königlich Bayerischen Staatseisenbahnen erhielten im Süden des Empfangsgebäudes einen eigenen Flügelbahnhof mit Stumpfgleisen, der den Namen Bayerischer Bahnhof bekam. Da die bayerische Zeit der württembergischen um zehn Minuten voraus war, existierten am Bahnhof zwei verschiedene Uhrzeiten. Ende 1856 wurde die Strecke zwischen Ulm und Neu-Ulm zweigleisig ausgebaut.
Am 17. Mai 1856 wurde Ulm an den internationalen Handelsverkehr angeschlossen. Dadurch konnten Holz, Getreide, Tabak, Zement, Ziegel und Kohle für die Dampfmaschinen per Bahn antransportiert werden. Dies wurde nötig, da die Wasserkraft der Blau nicht mehr für den steigenden Energiebedarf ausreichte. Bereits von 1852 bis 1855 hatte Ulm seine Exporte verdoppelt. Im Februar 1856 wurde das Postamt und am 1. Mai 1857 das erste Hotel (Hôtel de Russie) am Bahnhof eröffnet, das später den Namen Zum Russischen Hof erhielt. Am 12. Oktober 1862 wurde das zweite Gleis der Filstalbahn von Ulm nach Stuttgart nach vier Jahren Bauzeit in Betrieb genommen. Nachdem bereits am 1. Januar 1861 das Königlich-Bayerische Bahnamt nach Neu-Ulm verlegt worden war, ging der Betrieb des bisherigen württembergisch-bayerischen Gemeinschaftsbahnhofes am 1. Dezember 1863 mit Ausnahme des Fahr- und Lokomotivdienstes vollständig auf Württemberg über. Damit die 1867 fertiggestellte Bahnhofstraße errichtet werden konnte, wurde die Blau ab Januar 1865 teilweise überwölbt. Ende 1866 musste ein Teil der Festungsmauer aus dem Mittelalter abgebrochen werden, um dem Bahnhof einen direkten Zugang zur Innenstadt zu verschaffen. 1866 errichtete der Privatunternehmer Philipp Berblinger am Ende der Karlstraße den Berblinger Bau mit 36 Wohnungen als ersten Ulmer Eisenbahner-Wohnblock.

### 1867–1891: Erste und zweite Ausbauphase

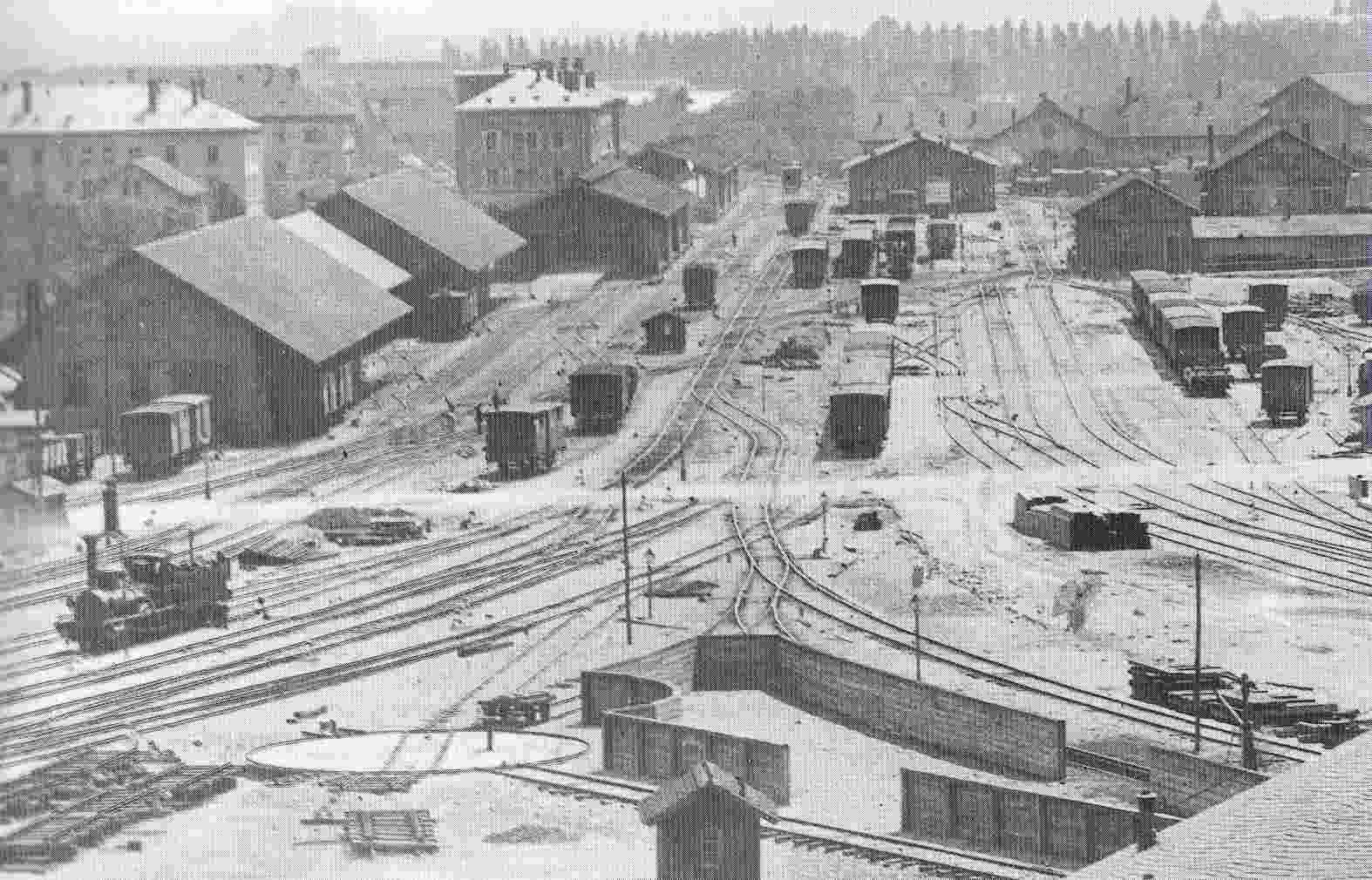
Bahnhof und Betriebswerkstätten Ulm 1870

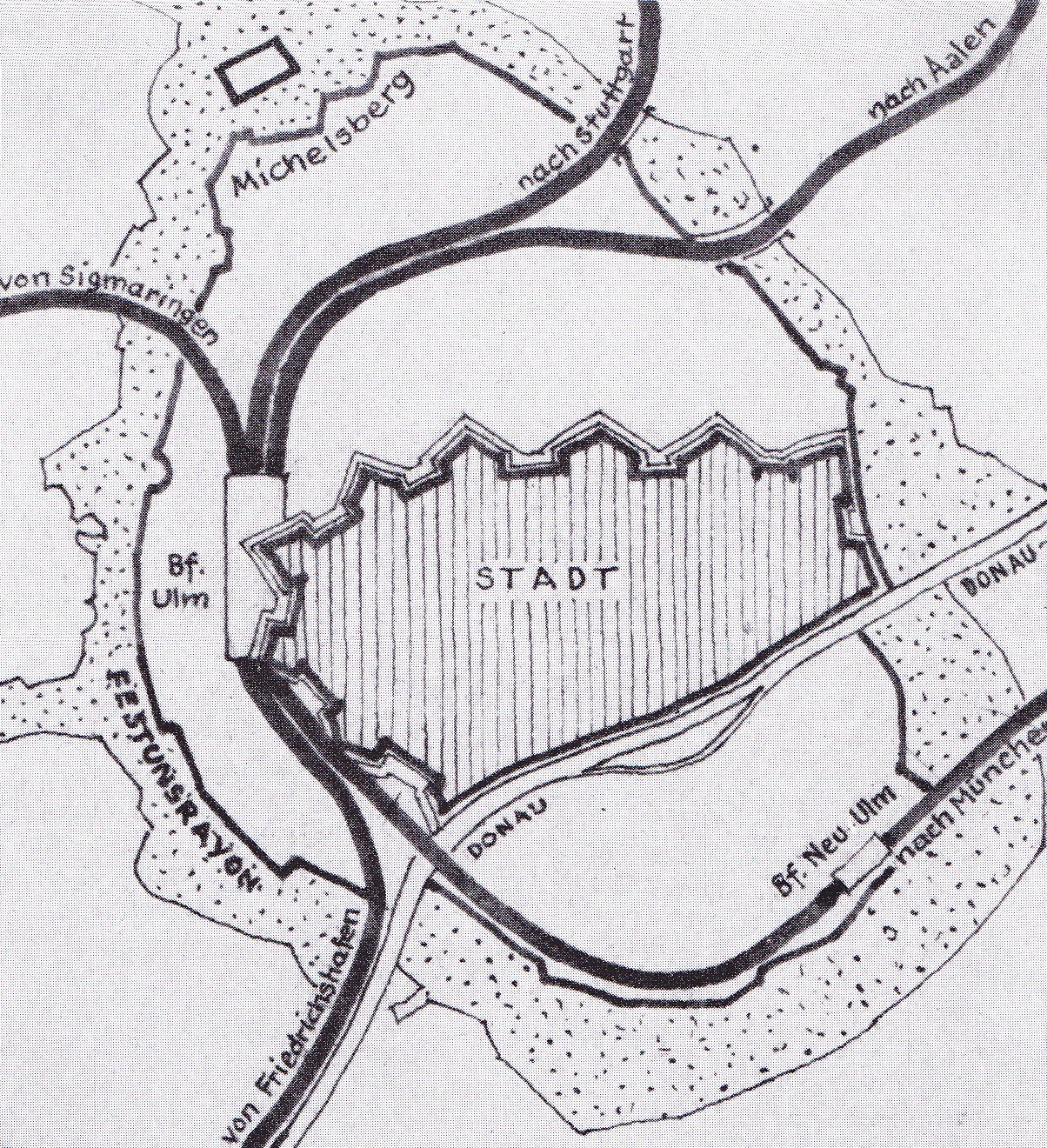
Karte der Eisenbahnstrecken in Ulm und Neu-Ulm

Von 1867 bis 1880 erweiterten die Königlich Württembergischen Staatsbahnen den Bahnhof in einer ersten Ausbauphase, in der 1867 das Bahnhofsgebäude umgebaut wurde. Dabei wurden gusseiserne Arkaden und Eckpavillons angebaut, wodurch das Gebäude nun 75,2 Meter lang und 13,7 Meter breit war. Zwischen 1872 und 1874 errichtete die Staatsbahn eine eiserne, zweischiffige Bahnsteighalle, welche die zwei bisherigen Einstiegshallen ersetzte. Am 25. März 1867 wurde der Bau der Strecke nach Blaubeuren begonnen, wofür der Festungswall am Kienlesberg durchbrochen werden musste. Am 2. August 1868 wurde diese Verbindung feierlich eröffnet. 1869 folgte die Verlängerung nach Ehingen (Donau), 1870 nach Scheer an der Grenze zu den Hohenzollernschen Landen, und 1873 konnte schließlich der Abschnitt Scheer–Sigmaringen fertiggestellt werden. 1874 fuhren täglich von Ulm nach Stuttgart sechs Züge, von Stuttgart nach Ulm sieben Züge, zwischen Ulm und Friedrichshafen fünf Zugpaare, zwischen Ulm und Augsburg sechs Zugpaare, zwischen Ulm und Kempten vier Zugpaare sowie zwischen Ulm und Blaubeuren fünf Zugpaare. Von 1868 bis 1871 wurde das Bahnbetriebswerk, das sich bisher westlich der Bahnsteige befunden hatte, nach Norden in das Bogendreieck zwischen Sigmaringer Strecke und Filstalbahn verlegt.
Am 25. Juni 1875 erfolgte die erste Probefahrt auf der neu errichteten Brenzbahn von Aalen über Heidenheim nach Ulm, die daraufhin am 5. Januar 1876 eröffnet wurde. Eine frühere Eröffnung war aufgrund der Brenzbahnklausel vom 21. Februar 1861 nicht möglich. In dieser hatte Württemberg sich verpflichtet, zwölf Jahre lang keine Schienenverbindung zwischen der Bahnstrecke Stuttgart–Nördlingen und Ulm einzurichten, da sonst die württembergische Strecke von Nördlingen zum Bodensee kürzer wäre als die bayerische Ludwig-Süd-Nord-Bahn. Am 24. Januar 1877 wurde der den Bahnhof überquerende Bahnhofsteg beim Hotel Zum Russischen Hof fertiggestellt, dessen Bauarbeiten im Juli 1875 begonnen hatten. Im August 1877 wurde die im Norden des Bahnhofs über die Gleise führende Blaubeurer-Tor-Brücke eröffnet, die den bisherigen schienengleichen Übergang der Karlstraße ersetzte. Die Fahrbrücke war eine Eisenfachwerkbrücke, 225,6 Meter lang und zehn Meter breit. 1879 wurde das neben dem Bahnhof liegende Postgebäude umgebaut und erweitert. Am 20. September 1886 wurde mit dem Haltepunkt Ulm Stuttgarter Tor nördlich der Innenstadt an der Brenzbahn, der heute Ulm Ost heißt, eine weitere Station im Ulmer Stadtgebiet eröffnet.
1888 begann die zweite Ausbauphase, die bis 1891 andauerte und für die 2.600.000 Mark ausgegeben wurden. 1888 wurden im Nordosten des Bahnhofs Ulm die noch heute existierende Abstellgruppe Ost zwischen der Wilhelmstraße und der Filstalbahn eröffnet. Am 26. März 1889 wurde die elektrische Beleuchtung am Bahnhof in Betrieb genommen, die durch ein mit Dampfmaschinen betriebenes, bahneigenes Elektrizitätswerk an der Schillerstraße mit Strom versorgt wurde. Von 1889 bis 1890 wurde das Empfangsgebäude erneut umgebaut. Die gusseisernen Arkaden wurden durch eine 42 Meter lange und acht Meter breite Vorhalle ersetzt, die für die Fahrkartenschalter genutzt wurde. Im Jahr 1891 errichteten die Württembergischen Staatsbahnen die Bahnsteigunterführung, die die bisherigen schienengleichen Übergänge ersetzte. In diesem Jahr besaß der Bahnhof Ulm nach dem Ende der zweiten Ausbauphase 22 Gleise, von denen vier dem Reiseverkehr, fünf dem Güterverkehr und 13 dem Rangierverkehr dienten.

### 1891–1913: Verlegungspläne und Bau des Rangierbahnhofs

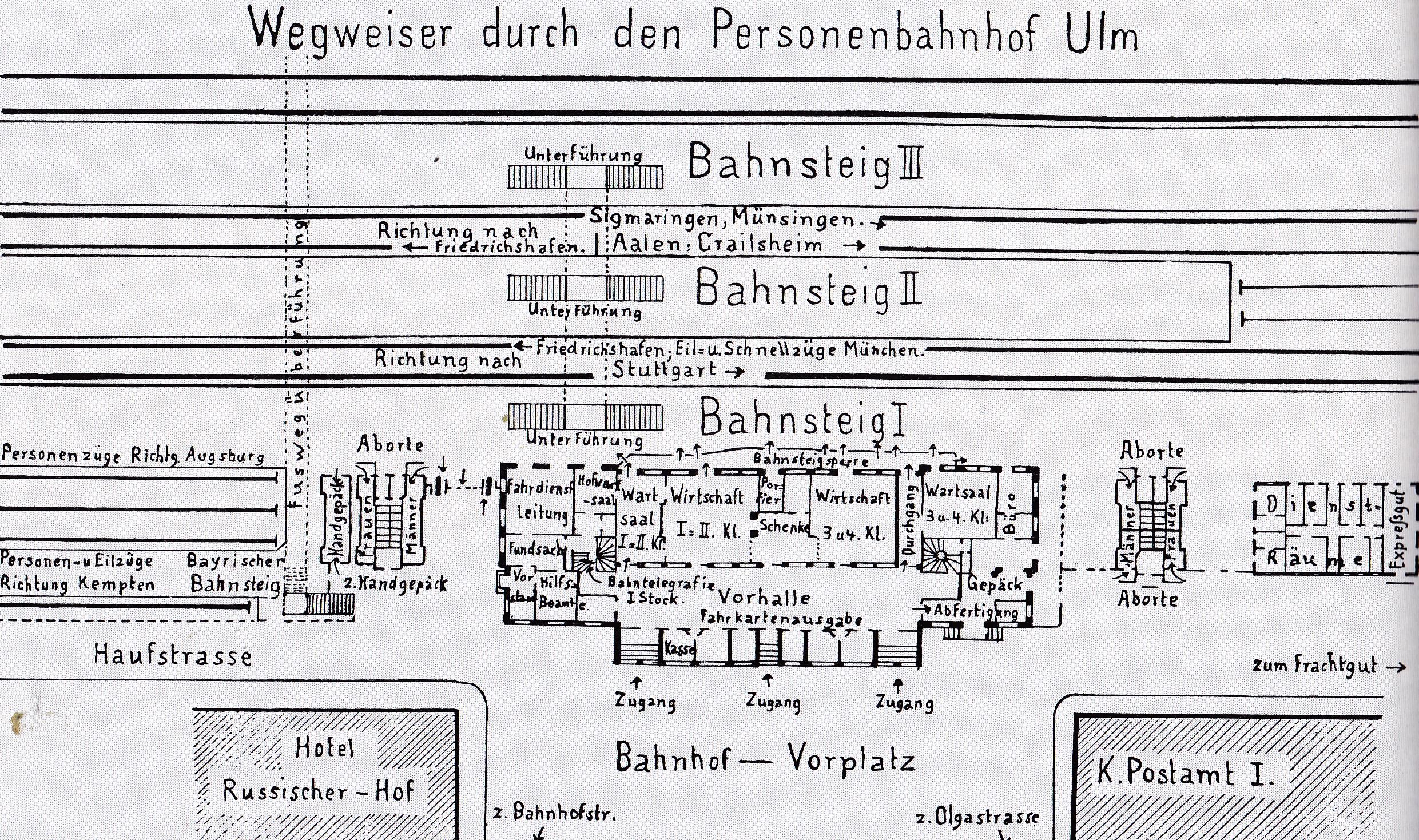
Bahnhofsplan um 1890

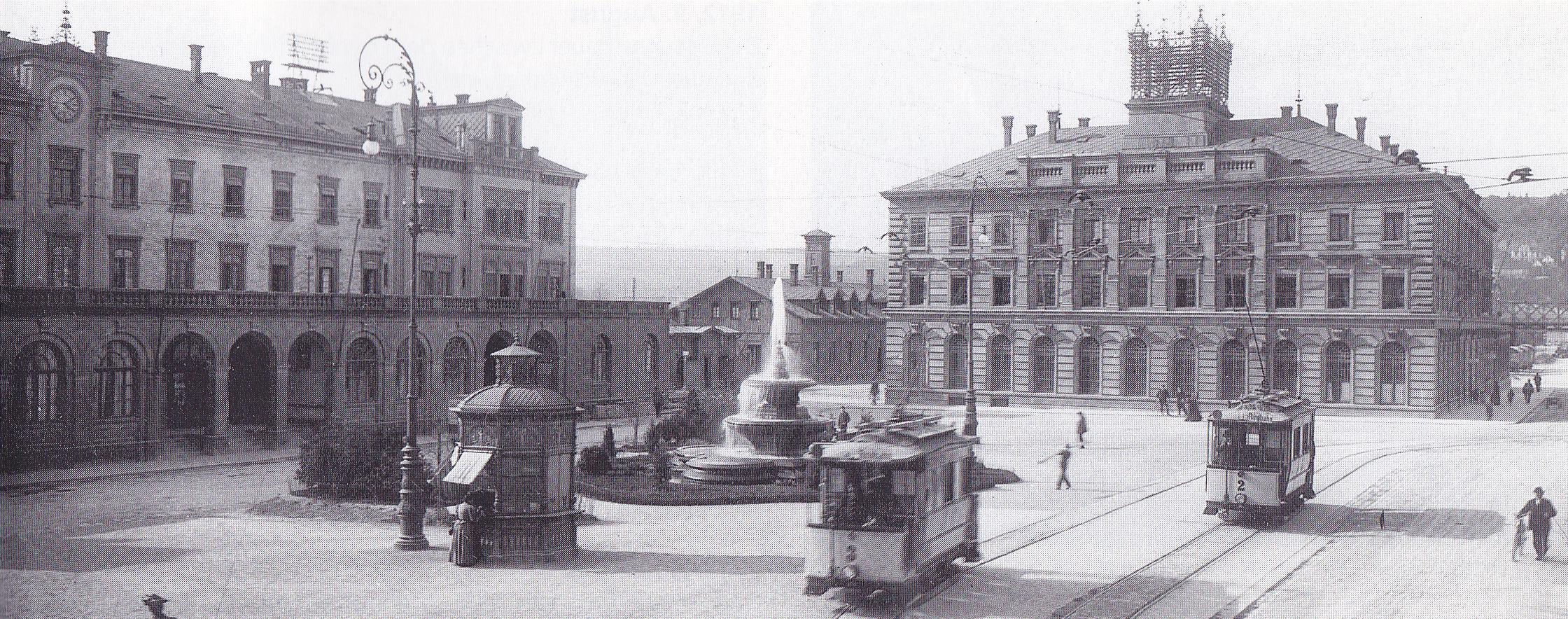
Bahnhofplatz mit Empfangsgebäude, Hauptpost und Schalenbrunnen 1904

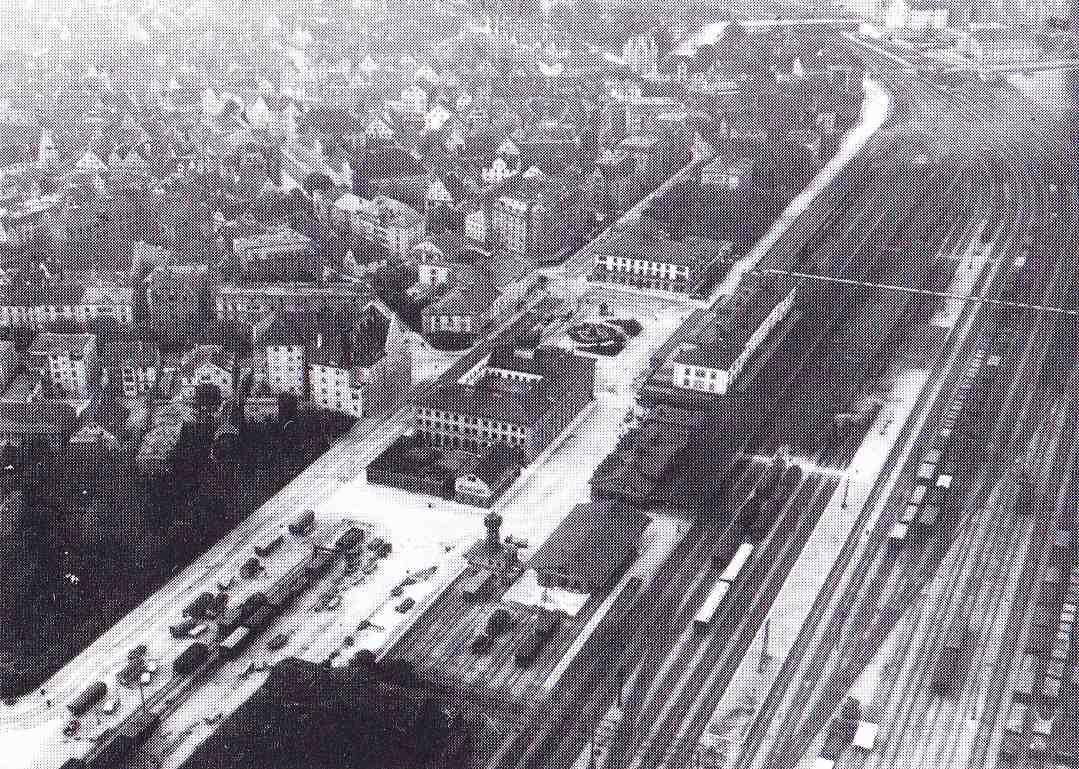
Luftansicht des Bahnhofs 1905

Am 1. August 1891 wurde das Ulmer Hauptpostamt am Bahnhofplatz zum Bahnpostamt. Im März 1892 wurde der zweigleisige Ausbau der Maximiliansbahn zwischen Augsburg und Neu-Ulm fertiggestellt, sodass nun die gesamte Strecke von München über Ulm nach Stuttgart zweigleisig befahrbar war. Zum 1. Oktober 1893 führten die Württembergischen Staatsbahnen die Bahnsteigkarten zum Betreten der Bahnsteige ein. Am 3. November 1894 fuhr von Ulm nach Blaubeuren zum ersten Mal ein Motortriebwagen der Maschinenfabrik Esslingen, der von einem Daimler-Ottomotor angetrieben wurde. Am 27. April 1897 fuhr in Ulm zum letzten Mal ein Ordinarischiff nach Wien ab, da die Donauschifffahrt sich nicht mehr gegen die Eisenbahn durchsetzen konnte. Am 15. Mai 1897 wurde die Straßenbahn Ulm eröffnet, deren erste Strecke auch über den Bahnhofsvorplatz verlief. Im September 1898 wurde ein von Atlanten bekrönter Schalenbrunnen auf dem Vorplatz aufgestellt, der von der Firma Schwenk gestiftet worden war. Innerhalb eines Jahres benutzten vom 1. April 1898 bis zum 31. März 1899 1.211.199 Reisende die Ulmer Bahnhöfe, womit Ulm in Württemberg an vierter Stelle lag. Im Güterverkehr lag Ulm mit 390.864 Tonnen umgeschlagener Güter auf dem dritten Platz.
In den Jahren 1899 und 1900 erwog die Stadt Ulm, den Bahnhof um vier Meter höherzulegen, um die Verkehrsprobleme der Verbindung zwischen der Innenstadt und dem Ulmer Westen zu lösen. Dieses Projekt wurde von mehreren Experten positiv eingeschätzt, aber wegen der hohen Kosten von mindestens zwölf Millionen Mark nicht weiter verfolgt. Stattdessen gab es von 1901 bis 1902 den Plan, den Personenbahnhof zusammen mit dem geplanten Rangierbahnhof an die Blaubeurer Straße in Ost-West-Richtung zu verlegen und das bisherige Bahngelände zu bebauen. Dabei sollten die Strecken nach Augsburg und Friedrichshafen durch einen Tunnel am Kuhberg an den neuen Bahnhof angeschlossen werden und Neu-Ulm umfahren werden. An dieser neuen Strecke sollte im Stadtteil Söflingen ungefähr an der heutigen Königstraße ein neuer Südbahnhof errichtet werden. Auch dieses Projekt wurde von der Eisenbahnverwaltung wegen zu hoher Kosten abgelehnt.
1901 wurde mit dem am Bahnhofplatz gegenüber dem Empfangsgebäude gelegenen Münsterhotel ein weiteres Bahnhofshotel eröffnet. Am 1. Oktober 1904 wurde die von 1903 bis 1904 erbaute Mohrenkopfbrücke über die südlichen Ausfahrgleise des Bahnhofs fertiggestellt, die später nach dem Festungsgouverneur Rudolf von Zingler in Zinglerbrücke umbenannt wurde. Zuvor war zwischen der Stadt und der Staatsbahn jahrelang um die Ausführung als Überführung oder Unterführung gestritten worden. Mit Eröffnung der Brücke wurde der schienengleiche Übergang an der Ehinger Straße geschlossen. Ab März 1906 plante die Stadt Ulm eine Gleisunterführung zwischen der Bahnhofstraße im Osten und der Schillerstraße im Westen des Bahnhofs, die jedoch nicht verwirklicht wurde.

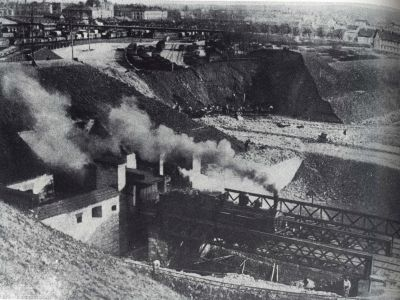
Dampflokomotive beim Tunnel am Blaubeurer Tor um 1905

Da die bisherige Güterbehandlungsanlage den steigenden Güterverkehr nicht mehr aufnehmen konnte, wurde ein im Osten des Ulmer Bahnhofes an der Sigmaringer Strecke gelegener Güter- und Rangierbahnhof dringend benötigt. 1899 erstanden die Königlich Württembergischen Staats-Eisenbahnen 67.259 Quadratmeter Festungsgelände, um es für den Rangierbahnhof zu nutzen. Am 25. September 1902 gestattete der württembergische König Wilhelm II. der Eisenbahnverwaltung, die benötigten Grundstücke zwangszuenteignen, sodass 1903 mit dem Bau des Rangierbahnhofes begonnen werden konnte. Im Oktober 1906 nahmen die Württembergischen Staatsbahnen auf einem Teil des neuen Rangierbahnhofs den Betrieb auf. Am 28. April 1907 wurde der neue Bahnhof Ulm-Söflingen an der Sigmaringer Strecke am westlichen Ende des Rangierbahnhofs in Betrieb genommen, der den bisherigen Söflinger Bahnhof von 1868 ersetzte. Im Juli 1907 wurde die zur Überquerung der Filstalbahn und der Brenzbahn dienende Neutorbrücke im Norden des Ulmer Bahnhofs vollendet, die 112 Meter lang, 11,6 Meter breit und 600 Tonnen schwer war. Während die Eisenkonstruktionen und Pfeiler der Staatseisenbahn gehörten, wurde die Fahrbahn von der Stadt Ulm unterhalten. Am 7. Januar 1908 wurde in der Bahnhofsvorhalle der erste Fahrkartenautomat aufgestellt. Im Spätsommer 1910 wurde die Bahnhofsmission Ulm gegründet. Am 12. Juni 1911 erfolgte schließlich die endgültige Fertigstellung des Rangierbahnhofs. Zur Unterscheidung wurde der Bahnhof Ulm in Ulm Hauptbahnhof umbenannt. Am 19. März 1912 wurde der zweigleisige Ausbau der Sigmaringer Strecke von Ulm bis Söflingen und 1913 der bereits 1905 begonnene zweigleisige Ausbau der Südbahn von Ulm nach Friedrichshafen abgeschlossen.
Um die Industrie- und Gewerbegebiete im Osten und Westen der Stadt an den Rangierbahnhof anzubinden, wurden Gleisanschlüsse erforderlich. 1907 wurden die 3,8 Kilometer langen Industriegleise Ulm-West erbaut, die mit fünf Stammgleisen 40 Firmen anbanden. Von 1910 bis 1911 wurden die bereits 1897 projektierten 1,3 Kilometer langen Industriegleise Ulm-Ost errichtet, die bis zum 9. Mai 1979 in Betrieb waren und dann abgebaut wurden.

### 1914–1939: Erster Weltkrieg und Elektrifizierung

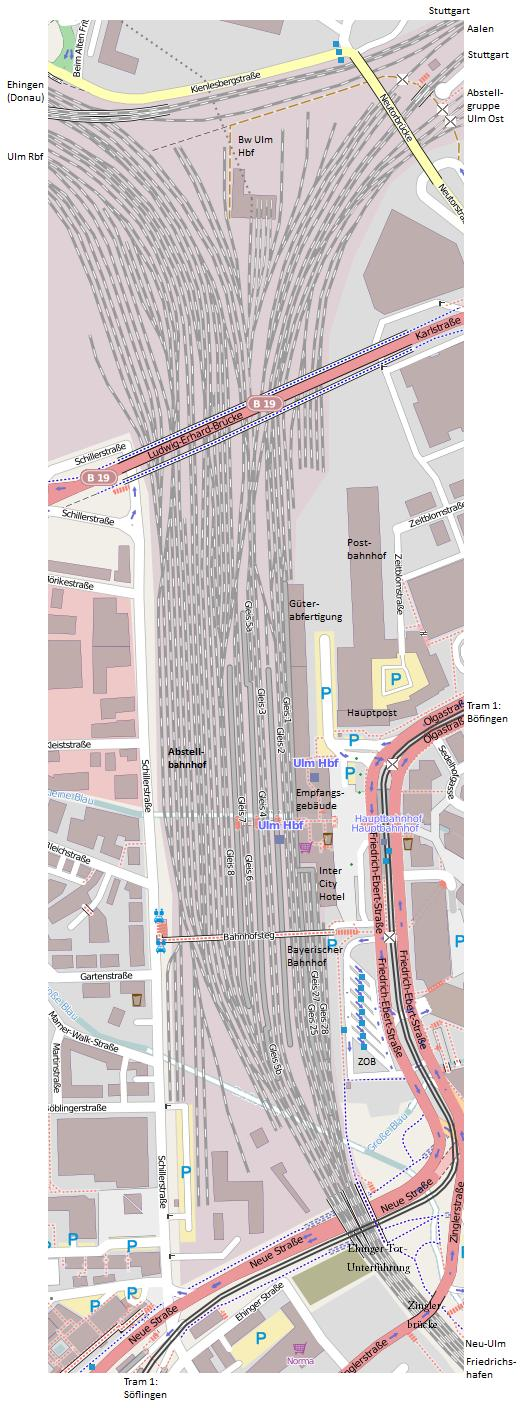
Karte des Ulmer Hauptbahnhofs (2012, vor Umbau)

Im Ersten Weltkrieg wurden von 1914 bis 1918 unter anderem Truppen, militärischer Nachschub, Kriegsgefangene und Automobile durch den Bahnhof transportiert. Am 19. Oktober und vom 5. bis zum 15. November 1919 musste wegen Kohlenmangels erstmals der Personenverkehr auf sämtlichen württembergischen Bahnstrecken eingestellt werden. Am 1. April 1920 wurden aus der Königlich-Württembergischen Staatseisenbahn und allen anderen deutschen Länderbahnen die Deutschen Reichseisenbahnen, die dann 1924 in der Deutschen Reichsbahn-Gesellschaft aufgingen. Im Januar und Februar 1922 kam es wegen Streiks und Kohlenmangels erneut zu Einschränkungen im Bahnverkehr. 1923 wurde der Bahnhofplatz umgestaltet. Ab Juli 1930 bewältigte der D 208 als schnellster württembergischer Zug die 104 Kilometer lange Strecke Ulm–Friedrichshafen in 78 Minuten.
Im September 1931 mussten bei der Elektrifizierung der Bahnstrecke von Stuttgart über Ulm nach Augsburg die Gleise unter der Zingler-, der Neutor- und der Wallgrabenbrücke abgesenkt werden, da sich die Mindestdurchfahrhöhe aufgrund der Montage der Fahrleitung um 1,20 Meter erhöhte. Im selben Monat wurde der Doppeltunnel an der Filstalbahn, der früher zur Unterführung der Festungsmauer gedient hatte, abgebrochen und eines der alten Tunnelportale im April 1932 am Bahnhof Ulm Ost aufgestellt. Der Bahnhofsteg vom Bahnhofplatz zur Schillerstraße musste im Februar 1932 um 1,20 Meter angehoben werden, um die Oberleitung darunter durchzuführen. Im April 1933 wurde das Empfangsgebäude neu verputzt, um es auf die feierliche Fertigstellung der Elektrifizierung vorzubereiten. Am 25. April 1933 wurde der elektrische Betrieb auf der Maximiliansbahn Augsburg–Ulm eröffnet, und der Personenzug 906 mit der Lokomotive E 32 31 traf als erster elektrischer Zug aus Augsburg am Ulmer Hauptbahnhof ein. Am 5. Mai 1933 konnte ebenfalls der elektrische Betrieb auf der Filstalbahn Stuttgart–Ulm mit dem Eintreffen des ersten elektrischen Zuges aus Stuttgart aufgenommen werden. Die offiziellen Feierlichkeiten zur Elektrifizierung der gesamten Bahnstrecke von Stuttgart nach Augsburg fanden jedoch erst am 30. Mai 1933 statt. Die von 1877 stammende Blaubeurer-Tor-Brücke im Norden des Bahnhofs wurde im Juni 1932 abgerissen und durch einen als Stahlkonstruktion ausgeführten Neubau ersetzt, der am 13. Juli 1933 eröffnet wurde. Mit einer Länge von 226 Metern, einer Breite von 17,7 Metern und einem Gewicht von 1600 Tonnen war er die größte Brücke in Ulm. Im Oktober 1986 wurde sie abgerissen und durch die am 26. Oktober 1989 eröffnete Ludwig-Erhard-Brücke ersetzt.
Am 10. November 1933 wurden auf der 86 Kilometer langen Strecke Augsburg–Ulm und auf dem 71 Kilometer langen Abschnitt Ulm–Plochingen der Filstalbahn Probefahrten durchgeführt, bei denen die beiden Strecken jeweils bei einer Geschwindigkeit von bis zu 152 km/h in 54 Minuten zurückgelegt wurden. Im Januar 1935 fanden auf der Bahnstrecke Stuttgart–Ulm Versuchsfahrten mit dem ersten neuen Einheits-Wechselstrom-Triebwagen statt, bei denen auf der Geislinger Steige 100 km/h statt den bisherigen 35 km/h erreicht wurden, womit die Filstalbahn ohne Halt in einer Stunde zurückgelegt werden konnte. 1937 begann der zweigleisige Ausbau des Abschnittes Söflingen–Herrlingen der Sigmaringer Strecke, der 1939 vollendet wurde. Vom 1. November 1937 bis zum 31. März 1941 verkehrte eine Schnellbuslinie der Deutschen Reichsbahn von Stuttgart nach Ulm über die neue Reichsautobahn. Am 17. Dezember 1938 wurden die Umbauarbeiten am Bahnhofsgebäude, die im Sommer begonnen worden waren, abgeschlossen. Dabei wurde die Bahnhofswirtschaft der dritten Klasse durch einen 13 Meter breiten Durchgang zu den Bahnsteigen ersetzt und die Bahnhofswirtschaft der zweiten Klasse zu einem Toilettenraum umgebaut. Am 14. April 1939 musste die Bahnhofsmission durch einen Erlass des Reichsverkehrsministeriums zugunsten der bereits 1936 eingerichteten Bahnhofsdienste der NS-Frauenschaft ihre Arbeit aufgeben.

### 1939–1949: Zerstörung im Zweiten Weltkrieg und Wiederaufbau
Nach dem Beginn des Zweiten Weltkrieges am 1. September 1939 wurden am 1. Dezember 1941 zum ersten Mal Ulmer Juden deportiert. Bis zum Februar 1945 transportierte die Deutsche Reichsbahn in den insgesamt sieben Deportationen 116 Ulmer Juden zu den Konzentrationslagern, wobei die meisten zum Ghetto Theresienstadt gebracht wurden. Ab dem 23. März 1942 wurden private Bahnreisen immer weniger geduldet. Am 16. März 1944 erfolgte der erste Luftangriff auf den Ulmer Hauptbahnhof, bei dem Schäden im südlichen Bereich des Bahnhofs entstanden und zwei Bahnbedienstete getötet wurden. Diesem folgten weitere Angriffe in den Monaten Juli, August und September, die jedoch nicht zur Einstellung des Bahnbetriebs führten. Am 17. Dezember 1944 wurden beim schwersten Luftangriff auf Ulm 65 Spreng- und etwa 3500 Brandbomben auf die Bahnanlagen abgeworfen. Es wurden sämtliche Gleisanlagen, das Bahnhofsgebäude von 1850 und alle Nebengebäude zerstört, sodass ein weiterer Bahnbetrieb nicht möglich war und der gesamte Betrieb auf die Vorbahnhöfe verlegt werden musste. Erst am 9. Januar 1945 konnte der gesamte Reisezugverkehr wieder aufgenommen werden. Am 25. Februar 1945 gab es erneut einen Luftangriff auf den Bahnhof, bei dem die Wallstraßenbrücke zerstört wurde und dem bis zum 19. April acht weitere folgten. Am 19. April 1945 erfolgte der nächste schwere Luftangriff auf den Haupt- und Rangierbahnhof, der zur vollständigen Einstellung des Betriebs führte. Am 23. April 1945 verließen alle Eisenbahnbediensteten den Bahnhof und gingen nach Laupheim. Am 24. April 1945 wurde beim Einmarsch der US-Truppen die Eisenbahnbrücke über die Donau zwischen Ulm und Neu-Ulm gesprengt. Alle Objekte, die die US Air Force zuvor zur Zerstörung bestimmt hatten, waren zerstört worden.
Im Mai 1945 wurde eine hölzerne Behelfsbrücke als Ersatz für die gesprengte Eisenbahnbrücke über die Donau errichtet. Im selben Monat wurde die in einer Bahnhofsbaracke beheimatete Christliche Bahnhofshilfe gegründet, die Mitte 1946 im Durchschnitt täglich 3000 Reisende betreute. Von April 1949 bis zum Abriss der Baracke Mitte Dezember 1952 übernachteten dort insgesamt 28.200 Personen. Am 16. Mai 1945 verkehrten wieder erste Dienstzüge für die Franzosen und Amerikaner zwischen Friedrichshafen und Ulm und am 8. Juni 1945 übernahm die Deutsche Reichsbahn den Betrieb auf der Bahnstrecke von Kornwestheim über Stuttgart und Ulm nach Augsburg. Ab dem 29. Juni konnten wieder elektrische Züge von Ulm nach Neu-Ulm fahren, jedoch wurde am 30. Juni der zivile Reiseverkehr zwischen der französischen und der amerikanischen Besatzungszone verboten, was unter anderem die Südbahn betraf. Am 21. August 1945 fuhren am Hauptbahnhof Ulm täglich 24 Personenzüge, von denen die meisten als Besatzungs- und Dienstzüge verkehrten. Am 3. September konnte der zivile Güterverkehr wiederaufgenommen werden. Zum 19. Dezember 1945 wurde wegen Kohlemangels der private Personenverkehr kurzzeitig ganz eingestellt, um die lebenswichtigen Nahrungsmitteltransporte weiter durchführen zu können, und am 1. April 1946 wurden nach der Wiederaufnahme des Verkehrs die Fahrpreise um 150 Prozent erhöht. Am 29. April konnte der Rangierbahnhof Ulm wiedereröffnet und die Bahnsteigunterführung am Hauptbahnhof wieder zugänglich gemacht werden. Von 1945 bis 1959 war Ulm wegen seiner Lage als letzte Stadt vor der französischen Besatzungszone und bedeutender Verkehrsknotenpunkt die wichtigste Lagerstadt in Süddeutschland. In den Jahren 1945 bis 1948 kamen über 200.000 Kriegsheimkehrer und 300.000 Flüchtlinge aus Osteuropa am Ulmer Bahnhof an.
Ab dem 18. Mai 1946 konnte auf der von Schutt freigeräumten Bahnhofstraße wieder Verkehr stattfinden. Im Sommerfahrplan 1946 wurde Ulm von 60 Reisezügen am Tag bedient, und ab dem 16. Juni 1946 wurde wieder durchgehender Personenverkehr auf der Bahnstrecke Stuttgart–Ulm durchgeführt. Von Oktober bis Dezember 1946 wurde auf dem Bahnhofsplatz hinter der Baracke der Reichsbahn eine weitere Baracke errichtet, die als Bahnhofsgaststätte diente. Dabei wurden Backsteine des im Krieg zerstörten Hotels Zum Russischen Hof als Baumaterial benutzt. 1947 erstellte die Stadt Ulm Pläne zur Verlegung des Hauptbahnhofs, konnte sich jedoch nicht durchsetzen. Es gelang ihr allerdings, die von der Reichsbahn geplante Erweiterung der Bahnanlagen nach Osten zu verhindern. Im März 1947 wurde die Bahnhofhotel-Gaststätte, die in einem Behelfsbau untergebracht war, als Ersatz für das zerstörte Bahnhofshotel eröffnet. Im selben Monat wurde die mit einer Dampflokomotive befahrene Ulmer Trümmerbahn zwischen der Innenstadt und der Friedrichsau in Betrieb genommen, die bis 1955 1,2 Millionen Kubikmeter Trümmerschutt in die Aufbereitungsanlagen brachte und am 31. März 1955 wieder stillgelegt wurde. Im April 1948 wurde die Ruine des Hauptpostamtes am Bahnhofplatz enttrümmert und bis zum 12. Dezember 1948 am Freiladegleis eine Baracke für die Post errichtet. Am 23. Mai 1949 wurde der von 1877 stammende Bahnhofsteg abgerissen. Dieser war am Ende des Krieges schwer beschädigt worden, aber noch begehbar. Als Ersatz sollte anfangs die Bahnsteigunterführung zur Schillerstraße auf der Westseite der Gleise verlängert werden. Der Plan wurde jedoch zugunsten eines neuen Bahnhofstegs aufgegeben.

### 1949–1981: Neubau und Erweiterungen des Empfangsgebäudes
Am 7. September 1949 wurde die Deutsche Bundesbahn als Nachfolgerin der Deutschen Reichsbahn für das Gebiet der Bundesrepublik Deutschland gegründet. Im Oktober 1949 wurden bei der 1945 errichteten Behelfsbrücke über die Donau die bisherigen Holzträger durch Stahlträger ersetzt. Am 7. November 1950 wurde das neue Bundesbahnhotel mit 130 Räumen, das von der Ulmer Bevölkerung den Spitznamen Bubaho erhielt, nach einer Bauzeit von 18 Monaten eröffnet. 1950 wurden am Ulmer Hauptbahnhof 1,16 Millionen Fahrkarten verkauft. Am 6. April 1951 wurde im Ulmer Hauptbahnhof eine Rangierfunkanlage in Betrieb genommen. Am 21. März 1952 wurde ein Railroad Transportation Office für die US-Soldaten eingerichtet. Im Dezember 1952 erfolgte der Abriss der Bahnhofsbaracken, um an dieser Stelle mit dem Neubau des Bahnhofsgebäudes beginnen zu können. Am 19. Dezember 1953 konnten die Bundesbahnmitarbeiter das neue Empfangsgebäude beziehen. Im Jahr 1955 wurden die Güterabfertigung und die Stückgut-Umladeanlage wiederaufgebaut. Am 16. Mai 1955 konnte das neue Hauptpostamt am Bahnhofplatz, dessen Bau am 6. Oktober 1952 begonnen hatte, eröffnet werden und am 9. Juli 1955 wurde der am 5. August 1954 begonnene Neubau des Bahnhofstegs fertiggestellt. Nachdem der Ungarnaufstand niedergeschlagen worden war, wurde der Bahnhof ab dem 30. November 1956 über mehrere Wochen von Zügen mit ungarischen Flüchtlingen durchfahren. Am 31. Oktober 1957 wurde der Neubau der Eisenbahnbrücke über die Donau, der am 24. November 1955 begonnen worden war, eröffnet. Die Donaubrücke gehörte zu diesem Zeitpunkt mit 160 Zügen pro Tag zu den meistbefahrenen Brücken Süddeutschlands.
Im April 1959 wurde der 1947 errichtete Behelfsbau der Bahnhofhotel-Gaststätte abgerissen, da diese durch das Bundesbahnhotel ersetzt worden war. Am 28. Juli 1960 fasste der Ulmer Gemeinderat den Beschluss zum Bau einer Straßenunterführung im Süden des Ulmer Bahnhofs (Ehinger-Tor-Unterführung) und zum Neubau der etwas weiter südlich gelegenen Zinglerbrücke. Zum 13. Oktober 1962 wurde der Ulmer Postbahnhof eröffnet. Am 11. Januar 1964 begann der Endausbau des Empfangsgebäudes, wobei die Erweiterung des Nordflügels zwei Jahre dauern sollte. Allerdings wurden die Bauarbeiten im April aufgrund finanzieller und statischer Probleme wieder eingestellt. Nachdem der im Süden des Bahnhofsgebäudes liegende Zentrale Omnibusbahnhof Ulm am 22. Dezember 1961 provisorisch in Betrieb genommen worden war, konnte er im September 1964 endgültig fertiggestellt werden. Wegen seiner hohen Verkehrsdichte wurde der Ulmer Hauptbahnhof am 1. Juli 1966 in die höchste Rangklasse 1 der Deutschen Bundesbahn eingeordnet. Im Dezember 1966 wurde das Innere des Empfangsgebäudes renoviert. Am 22. September 1966 wurde südlich des Bahnhofs die von der Neuen Straße durchfahrene Ehinger-Tor-Unterführung, deren Bau im November 1964 begonnen worden war, im Rohbau fertiggestellt. Ab dem 22. Mai 1967 benutzte die Ulmer Straßenbahn, die bisher über die Zinglerbrücke fuhr, die Unterführung und am 29. Mai 1967 wurde sie für den Straßenverkehr freigegeben.
Im Januar 1968 wurde die alte Zinglerbrücke im Süden des Hauptbahnhofs abgebrochen, sodass am 5. Dezember 1968 die neue Zinglerbrücke eröffnet werden konnte. Im September 1969 wurden die 1964 eingestellten Erweiterungsarbeiten am Nordflügel des Empfangsgebäudes wiederaufgenommen, jedoch am 7. Mai 1971 erneut wegen finanzieller Probleme eingestellt. Im Juni 1970 wurden die nicht mehr benötigten Baracken für die Abfertigung des Reisegepäcks abgerissen. Nachdem am 26. August 1969 die Bauarbeiten für eine Fußgängerunterführung unter dem Bahnhofplatz begonnen hatten, wofür die unter dem Hauptbahnhof verdolt hindurchführende Kleine Blau verlegt werden musste, wurden im Oktober 1970 die Überreste von Befestigungsanlagen aus dem 14. und 16. Jahrhundert entdeckt. Am 21. Dezember 1970 konnte die Unterführung, die den Hauptbahnhof mit der Innenstadt und der Straßenbahn- und Bushaltestelle verbindet, eröffnet werden.
Am 18. August 1971 begann die Aufstockung des Bahnhofsgebäudes, um die Bettenanzahl des Bundesbahnhotels für die in München stattfindenden Olympischen Sommerspiele 1972 zu vergrößern. Diese wurde am 7. Juli 1972 abgeschlossen. Im September 1971 wurden die Bauarbeiten am Nordteil des Empfangsgebäudes aufgrund von Beschwerden der Eisenbahner-Gewerkschaft erneut wiederaufgenommen und im Februar 1973 konnte der Nordflügel fertiggestellt werden. Am 1. Mai 1973 wurden die Bahnsteigsperren abgeschafft. Am 16. Mai 1976 fuhr um 11:15 der letzte mit einer Dampflokomotive bespannte Personenzug nach Sigmaringen am Hauptbahnhof Ulm ab. Im Februar 1978 wurden die Bahnsteige 1 bis 3 von 38 Zentimetern auf 76 Zentimeter erhöht, der Bahnsteig 3 auf 320 Meter verlängert und ein vierter Bahnsteig errichtet, wofür die Bahnsteigunterführung verlängert werden musste.
Bis zum 12. Oktober 1981 modernisierte die Deutsche Bundesbahn die Filstalbahn Stuttgart–Ulm und nahm auf ihr durchgehend den Gleiswechselbetrieb auf.

### Seit 1982: Schnellfahrstrecken-Planungen und Modernisierung, Eröffnung Schnellfahrstrecke 2022
Ab Juli 1985 plante die Deutsche Bundesbahn eine Schnellfahrstrecke von Stuttgart nach München, wobei von Süßen bis Günzburg eine Neubaustrecke vorgesehen war, die Ulm nördlich umgehen und in Beimerstetten mit der Bestandstrecke verbunden werden sollte. Diese Planungen stießen jedoch auf heftigen Widerstand bei den Einwohnern von Ulm und Neu-Ulm, sodass eine Verlegung des Hauptbahnhofs und des Güterbahnhofs an die Neubaustrecke im Norden des Ulmer Stadtteils Jungingen vorgeschlagen wurde. Am 15. Oktober 1990 hielt die Deutsche Bundesbahn die Realisierung der Ulmer Umfahrung für unwahrscheinlich. Am 7. September 1993 beschloss die Bundesbahn endgültig, die Umfahrung Ulms nicht zu verwirklichen. Im Oktober 1991 wurde eine weitere Variante für die Schnellfahrstrecke von Stuttgart nach Ulm vorgeschlagen. Neben der bisherigen Variante, die nun K-Trasse genannt wurde und inzwischen ohne die Umfahrung Ulms geplant war, gab es die H-Trasse, die für den Fernverkehr eine Neubaustrecke über die Schwäbische Alb vom Stuttgarter Hauptbahnhof bis direkt zum Ulmer Hauptbahnhof parallel zur Autobahn A8 vorsah, die Filstalbahn sollte weiterhin dem Regional- und Güterverkehr dienen. Am 8. Dezember 1992 entschied sich der Bahnvorstand für die H-Trasse.
Im Rahmen beider Trassenvarianten der Neubaustrecke war um 1993 eine Unterfahrung des Ulmer Hauptbahnhofs vorgesehen. Die neuen Bahnanlagen sollten diagonal unterhalb der Bestandsgleise entstehen und längs zur Donau hin geneigt werden, um diese zu unterfahren und im Bereich des Neu-Ulmer Stadtteils Pfuhl wieder an die Oberfläche zu treten.

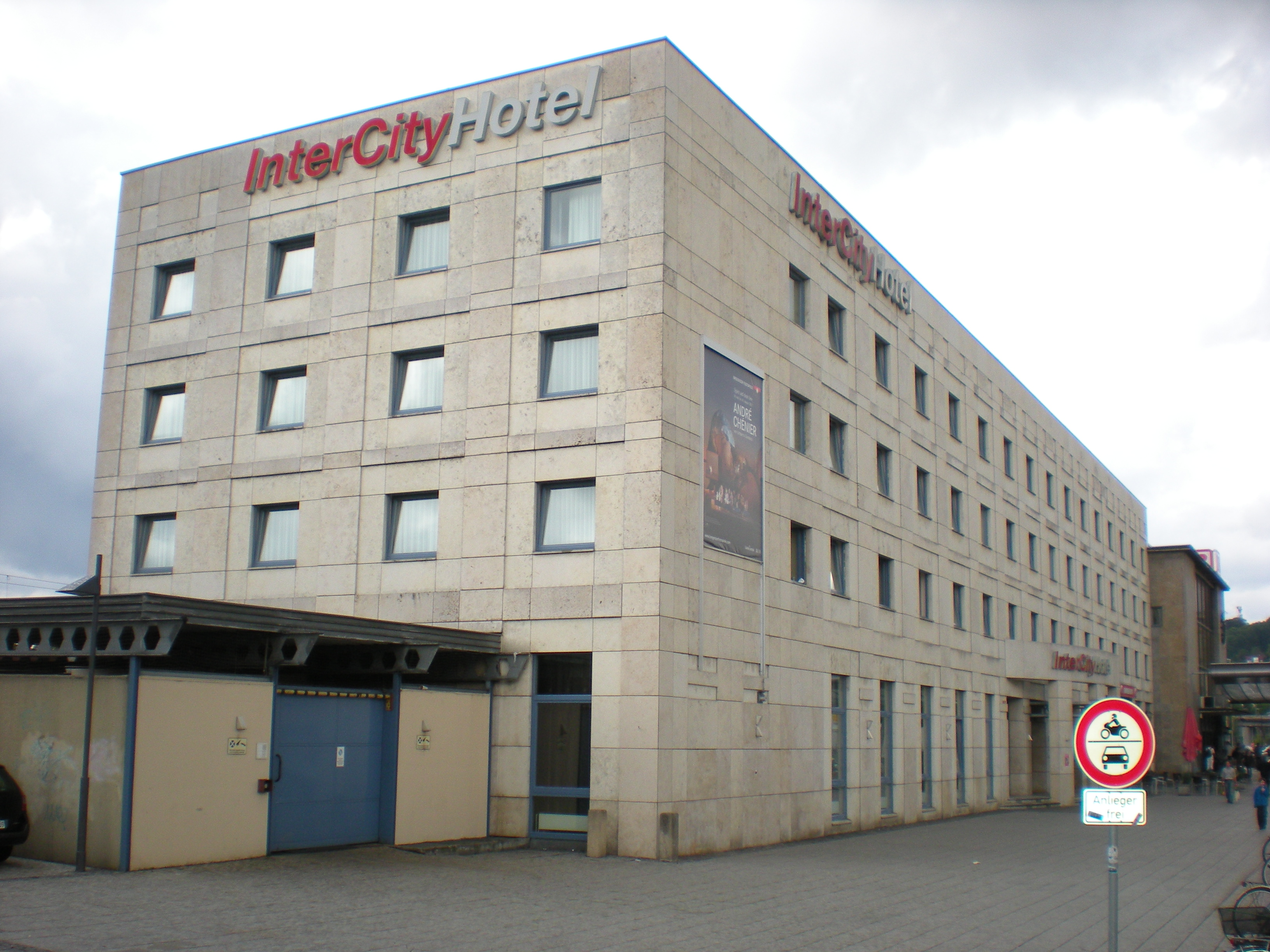
InterCityHotel im Jahr 2012

Ab Mai 1986 plante man, den Zentralen Omnibusbahnhof in den Untergrund zu verlegen und die freigewordene Fläche mit einem Bürokomplex zu bebauen. Am 21. Januar 1992 gab die Stadt Ulm diese Planungen auf. Am 25. September 1986 ging das Handgepäck-Förderband an den Treppen des Bahnsteigtunnels in Betrieb. Für den 1991 aufgenommenen ICE-Verkehr wurde im April 1991 das alte Bundesbahnhotel, das seit 1982 den Namen InterCityHotel trug, abgerissen und bis 1992 ein neues InterCityHotel errichtet, das am 1. September 1992 eröffnet wurde. Am 22. Oktober 1992 nahm das Fahrgastinformationssystem mit einer computergesteuerten Zuganzeigetafel in der Bahnhofshalle seinen Betrieb auf. Am 11. Dezember 1993 fuhr zwischen Stuttgart und Ulm probeweise ein neuer Neigetechnikzug Pendolino der Baureihe 610. Bis zum 4. Dezember 1993 wurde der Bahnhofplatz neugestaltet und ein Glasdach vor dem Haupteingang errichtet.

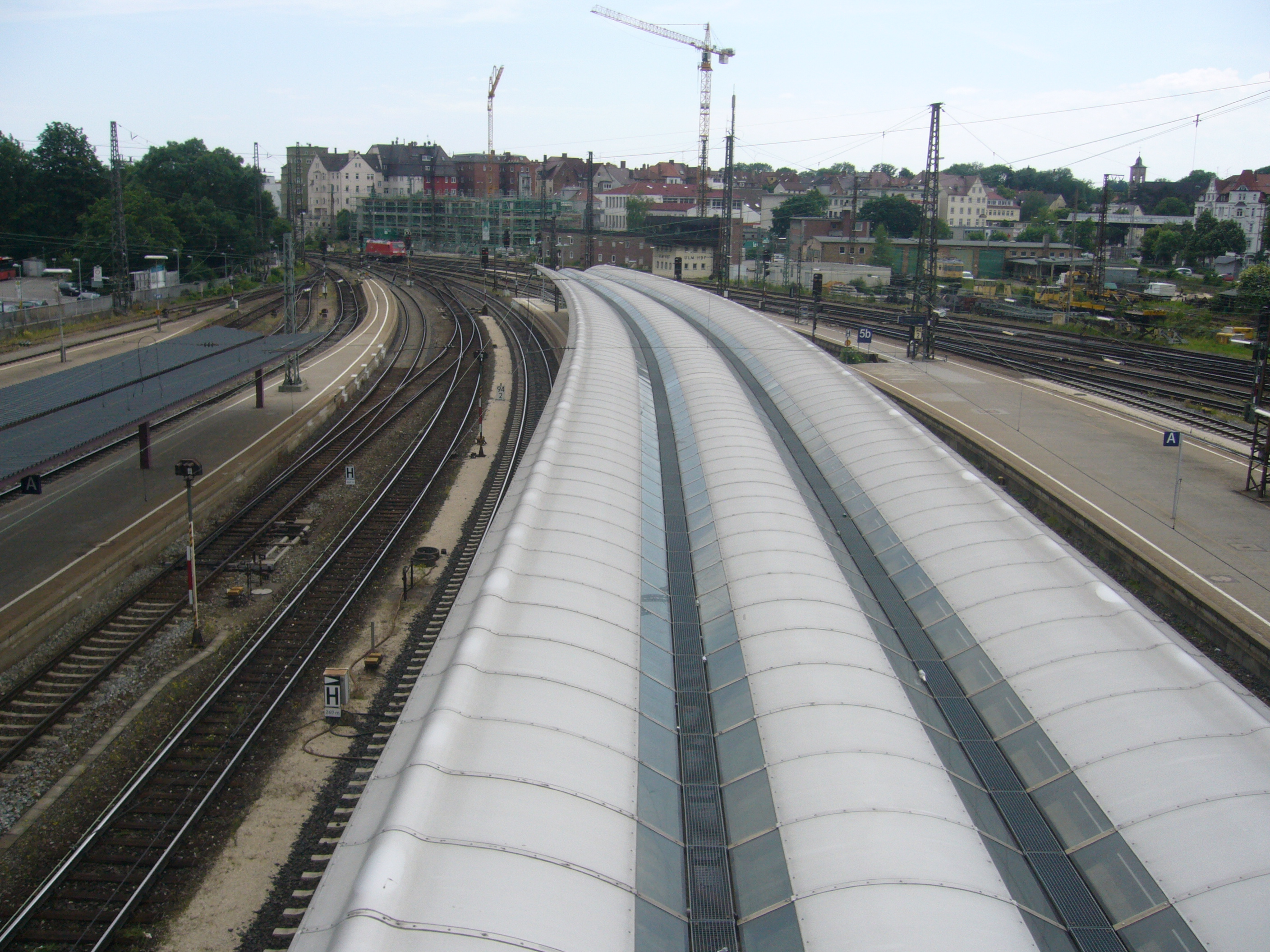
Neues Dach des zweiten Bahnsteigs (Sicht vom neuen Bahnhofsteg)

Am 1. Januar 1994 wurde die Deutsche Bahn AG als Nachfolger der Deutschen Bundesbahn und der Deutschen Reichsbahn in den Neuen Bundesländern gegründet. Am 29. November 1994 eröffnete die Deutsche Bahn am Ulmer Bahnhof ein neues Reisezentrum und am 8. April 1995 erhielt der Hauptbahnhof Ulm als erster Bahnhof in Baden-Württemberg ein Blindenleitsystem mit Rillenplattenstreifen. Ab 28. Mai verkehrten einige Regionalzüge zwischen Stuttgart und Ulm mit Doppelstockwagen. Im August 1995 wurden die Fahrradparkplätze am Hauptbahnhof überdacht. Zum 31. Dezember 1997 wurde die Güterabfertigung und am 23. Januar 1998 der Postbahnhof stillgelegt. Ab dem 24. Mai 1998 übernahmen die Neigetechnikzüge Pendolino der Baureihe 611 planmäßig zwischen Ulm und Sigmaringen die Regionalzüge. Im März 2000 wurden die im August 1998 begonnenen Bauarbeiten am Bahnsteig B mit den Gleisen 2 und 3 vollendet, bei denen dieser unter anderem eine neue Glasüberdachung erhielt.
2005 wurde an der Filstalbahn der an der nördlichen Ulmer Stadtgrenze zu Dornstadt gelegene Umschlag- und Containerbahnhof Ulm Ubf mit vier 700 Meter langen Gleisen eröffnet, an dem im Jahr bis zu 100.000 TEU abgefertigt werden können. Damit gehört er zu den 13 ganzzugfähigen Großhubs in Deutschland. 2008 wurde der alte Bahnhofsteg abgerissen und durch einen im Sommer 2011 fertiggestellten Neubau ersetzt.
Am 11. Dezember 2022 wurde die Schnellfahrstrecke zwischen Wendlingen und Ulm in Betrieb genommen.

### Unfälle
Am 10. Mai 1921 entgleiste beim Syrlinsteg im Norden des Hauptbahnhofs ein Güterzug, es entstand ein größerer Sachschaden. Am 4. Juli 1928 entgleiste der von Stuttgart kommende Schnellzug D 59 bei der Einfahrt in den Bahnhof im Gleisbogen bei Gefälle, wobei zwei Personen leicht verletzt wurden. Als Grund wurden vorhergehende Gleisarbeiten angegeben.
Am 1. November 1955 durchfuhr der von Beimerstetten kommende Güterzug Gdg 7998 den Ulmer Hauptbahnhof aufgrund ungenügender Bremswirkung mit 120 km/h und prallte von hinten auf den gerade den Bahnhof Neu-Ulm verlassenden Güterzug Dg 6201. Die Lokomotive des auffahrenden Zuges sowie 35 Güterwagen entgleisten und wurden größtenteils vollständig zerstört. Dieser bisher schwerste Ulmer Eisenbahnunfall forderte zwei Tote und fünf Verletzte und es entstand ein Sachschaden von 1,5 Millionen D-Mark. Die Bahnstrecke nach München war mehrere Tage nicht befahrbar.
Nur zwei Jahre später ereignete sich ein weiterer schwerer Unfall, als am 6. November 1957 der von Friedrichshafen kommende Eilzug E 4697 im Ulmer Hauptbahnhof den Prellbock des Gleises 5b überfuhr und den Bahnsteig sowie das Bahnsteigdach beschädigte. Der Lokführer wurde durch in das Führerhaus eindringende Stahlträger des Bahnsteigdaches getötet.
Am 10. September 2009 explodierte bei Sondierungsbohrungen für den neuen Bahnhofsteg am Hausbahnsteig eine Fliegerbombe aus dem Zweiten Weltkrieg, die in rund sieben Meter Tiefe lag, wobei ein Arbeiter verletzt wurde.

## Aufbau

### Empfangsgebäude

#### Erstes Empfangsgebäude (1850–1945)

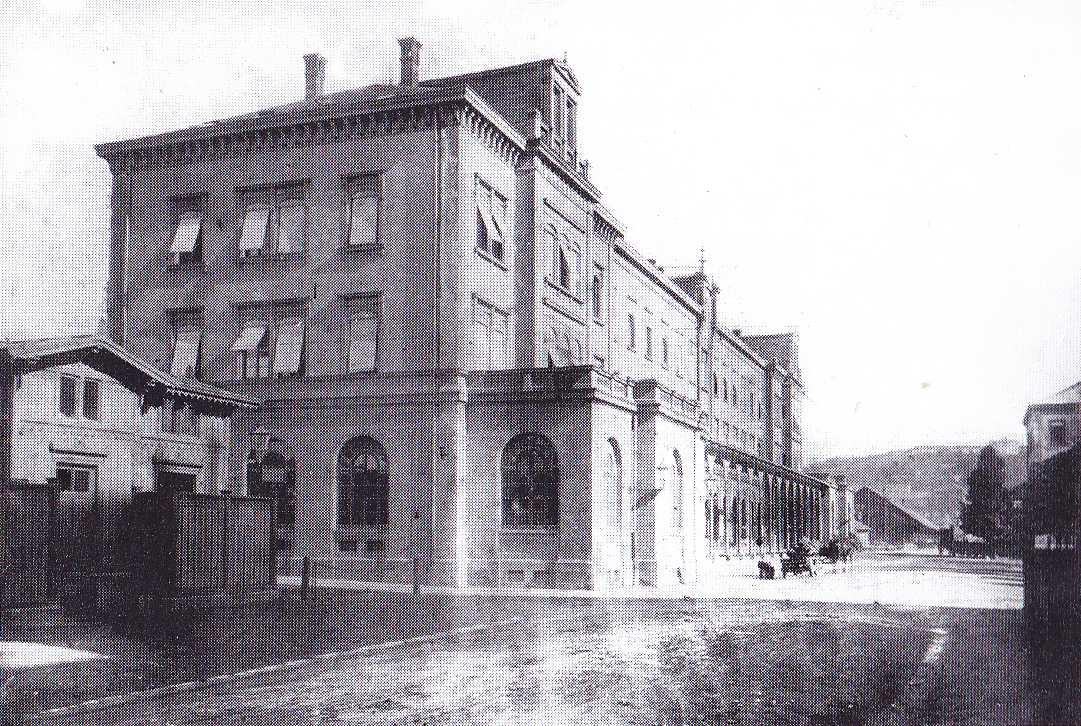
Bahnhofsgebäude Ulm 1876 nach der ersten Ausbauphase

Das erste Ulmer Empfangsgebäudes wurde durch den Architekten Ludwig Friedrich Gaab entworfen. Im März 1849 begann der Bau und im Dezember 1850 eröffneten die Königlich Württembergischen Staats-Eisenbahnen das Gebäude, das im romantisch-klassizistischen Stil gehalten war. Es bestand aus einem zweigeschossigen Mittelbau mit Satteldach, der von dreigeschossigen Seitentürmen mit Pyramidendach eingerahmt wurde. Auf der Straßenseite schloss der Mittelbau mit einer Arkadenreihe ab, über die der Zugang zum Gebäude erfolgte. Das Gebäude enthielt im Erdgeschoss eine Vorhalle, zwei Wartesäle, eine Bahnhofsrestauration, einen Gepäckraum, ein Zimmer für das Dienstpersonal, einen Raum für den Portier und zwei Kassenzimmer mit Vorzimmer. Im Obergeschoss befanden sich Magazin- und Wohnräume. Als Materialien wurden Werkstein, Ziegel und Bruchstein verwendet.
In der ersten Ausbauphase des Bahnhofs ließen die Württembergischen Staatsbahnen das Bahnhofsgebäude 1867 umbauen. Dabei wurde auf der Straßenseite ein gusseiserner Arkadengang errichtet. Im Norden und Süden wurden Eckpavillons an das Gebäude angebaut, wodurch das Gebäude nun 75,2 Meter lang und 13,7 Meter breit war. Mittig wurde auf das Dach eine Giebelgaube mit einer großen Uhr aufgesetzt. Von 1889 bis 1890 wurde das Empfangsgebäude in der zweiten Ausbauphase erneut umgebaut. Die gusseisernen Arkaden wurden durch eine 42 Meter lange und acht Meter breite Vorhalle ersetzt, die zur Straße erneut mit Arkaden abschloss. In der Vorhalle brachten die Württembergischen Staatsbahnen die Fahrkartenschalter unter. Außerdem wurden die Eckpavillons erweitert. Das Empfangsgebäude enthielt im Jahr 1890 nach Abschluss der zweiten Ausbauphase im Mittelbau die Vorhalle, zwei Bahnhofswirtschaften, einen Wartesaal und einige Diensträume. Im südlichen Eckpavillon befanden sich weitere Diensträume, während der nördliche Pavillon einen zweiten Wartesaal und die Gepäckabfertigung beinhaltete. Die Bahnhofstoiletten sowie die Handgepäck- und Expressgutabfertigung befanden sich in eigenen Nebengebäuden.
Im Sommer 1938 begann die Deutsche Reichsbahn mit Umbauarbeiten am Bahnhofsgebäude, die sie am 17. Dezember 1938 abschloss. Dabei wurde die Bahnhofswirtschaft der dritten Klasse durch einen 13 Meter breiten Durchgang zu den Bahnsteigen ersetzt. Die Bahnhofswirtschaft der zweiten Klasse wurde hingegen zu einem Toilettenraum umgebaut.
Im Zweiten Weltkrieg wurde das Empfangsgebäude bei einem schweren Luftangriff am 17. Dezember 1944 fast vollständig zerstört. Nach dem Krieg wurden die Ruinen des Gebäudes abgerissen. Ersatzweise richtete die Deutsche Reichsbahn provisorische Bahnhofsbaracken ein, die teilweise aus den Trümmern der zerstörten Gebäude entstanden.

#### Zweites Empfangsgebäude (seit 1953)

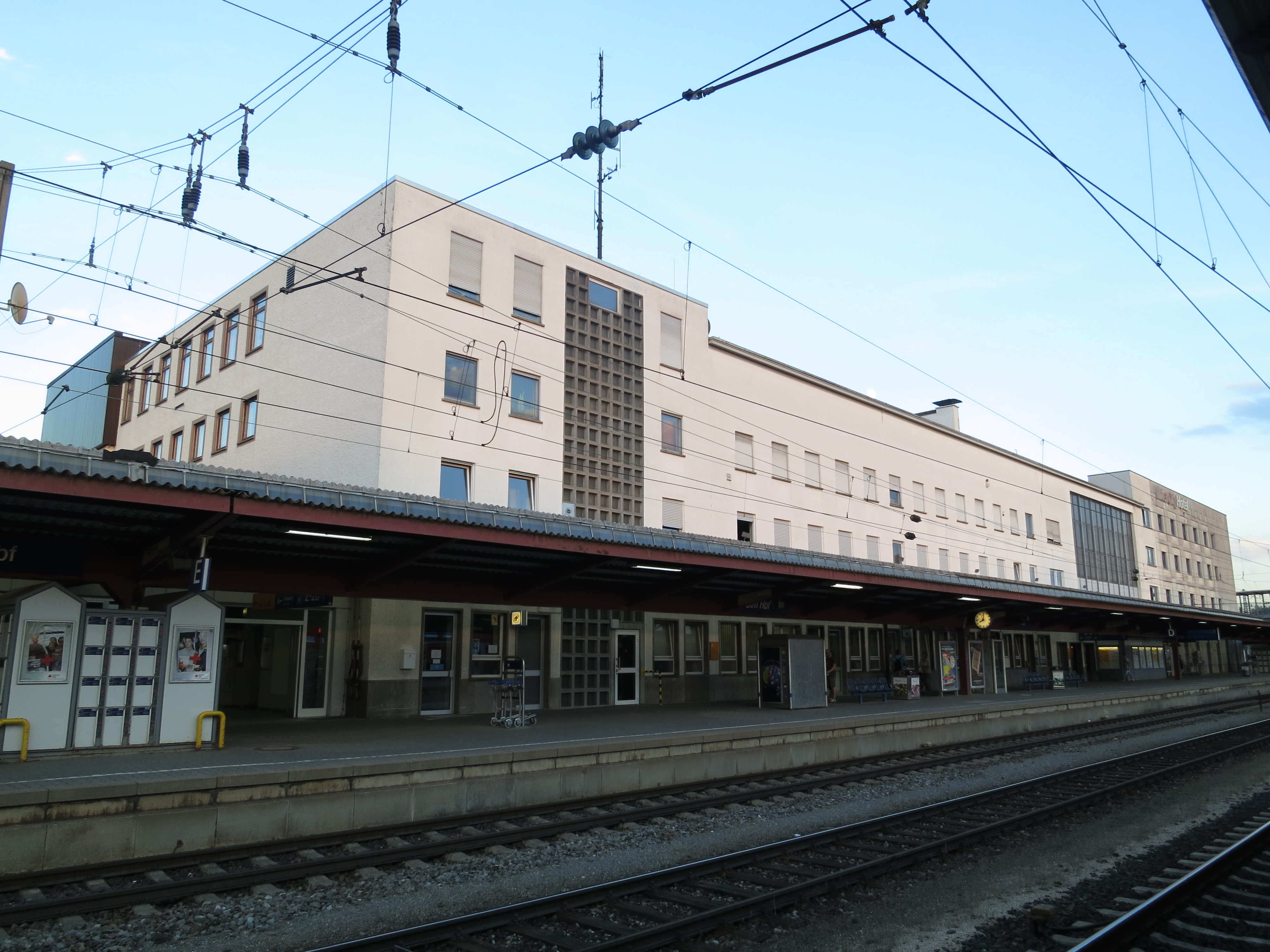
Empfangsgebäude von der Gleisseite

Das im Osten der Gleise liegende, bisher vierstöckige Empfangsgebäude gliedert sich in das InterCityHotel im Süden, den zentralen Teil mit der Empfangshalle sowie den Nordflügel.
Im Dezember 1952 wurden die nach dem Zweiten Weltkrieg errichteten provisorischen Bahnhofsbaracken abgerissen, um an dieser Stelle mit dem Neubau des Empfangsgebäudes beginnen zu können. Am 19. Dezember 1953 eröffnete die Deutsche Bundesbahn nach einer Bauzeit von zwölf Monaten das neue Bahnhofsgebäude. Viele Ulmer Bürger waren mit dem Empfangsgebäude und der zeitgleichen Neugestaltung des Bahnhofplatzes unzufrieden. So wurde es von Carl Ebner, dem Ersten Vorsitzenden des Verkehrsvereins Ulm/Neu-Ulm, als „das bisher größte Eisenbahnunglück Ulms“ bezeichnet. Am 11. Januar 1964 begann der Endausbau des Empfangsgebäudes, wobei die Erweiterung des Nordflügels zwei Jahre dauern sollte. Allerdings wurden die Bauarbeiten im April aufgrund finanzieller und statischer Probleme wieder eingestellt. Im September 1969 wurden die Erweiterungsarbeiten am Nordflügel wiederaufgenommen, jedoch am 7. Mai 1971 erneut wegen finanzieller Probleme eingestellt. Am 18. August 1971 begann die Aufstockung des Bahnhofsgebäudes, um die Bettenanzahl des Bundesbahnhotels für die in München stattfindenden Olympischen Sommerspiele 1972 zu vergrößern. Diese wurde am 7. Juli 1972 abgeschlossen. Im September 1971 nahm man die Bauarbeiten am Nordteil des Empfangsgebäudes aufgrund von Beschwerden der Eisenbahner-Gewerkschaft erneut wieder auf und im Februar 1973 konnte der Nordflügel mit Diensträumen und einer Kantine fertiggestellt werden. Vom 22. Oktober 1973 bis zum 5. Dezember 1974 wurde das Empfangsgebäude umgebaut, um die Handgepäcksaufbewahrung und die Reisegepäcksabfertigung in die Haupthalle zu verlegen. Im Mai 1978 eröffnete die Deutsche Bundesbahn ein Touristik-Büro im Empfangsgebäude und am 22. Oktober 1992 nahm sie eine computergesteuerte Abfahrtstafel mit Fallblattanzeige in der Bahnhofshalle in Betrieb. Am 29. November 1994 eröffnete die Deutsche Bahn in der Bahnhofshalle ein neues Reisezentrum und am 20. März 1996 einen mit neuer Technik ausgestatteten Service Point.
In der Empfangshalle des Gebäudes befand sich eine große zweiteilige LCD-Abfahrtstafel sowie die Treppe zur Bahnsteigunterführung. Im Süden der Empfangshalle befand sich seit 1992 der sogenannte „Markt im Bahnhof“ mit verschiedenen Läden. Der Haupteingang zur Empfangshalle war fast komplett verglast. Der Bahnhofplatz vor dem Haupteingang war bis zum 4. September 1993 mit einem bis zur Straße reichenden Glasdach überdacht. Unter dem Glasdach befand sich die Treppe zur Straßenunterführung, die den Bahnhof mit der Straßenbahn- und Bushaltestelle sowie mit der Innenstadt verbindet. Im direkt an die Empfangshalle anschließenden Nordflügel befanden sich weitere Läden, das Reisezentrum und eine Verbindung zur ehemaligen Güterhalle. Das mit 135 Zimmern ausgestattete InterCityHotel wurde am 1. September 1992 als Ersatz für das im April 1991 abgerissene alte Bundesbahnhotel, das an gleicher Stelle stand, eröffnet.

### Bahnsteige und Bahnsteiggleise

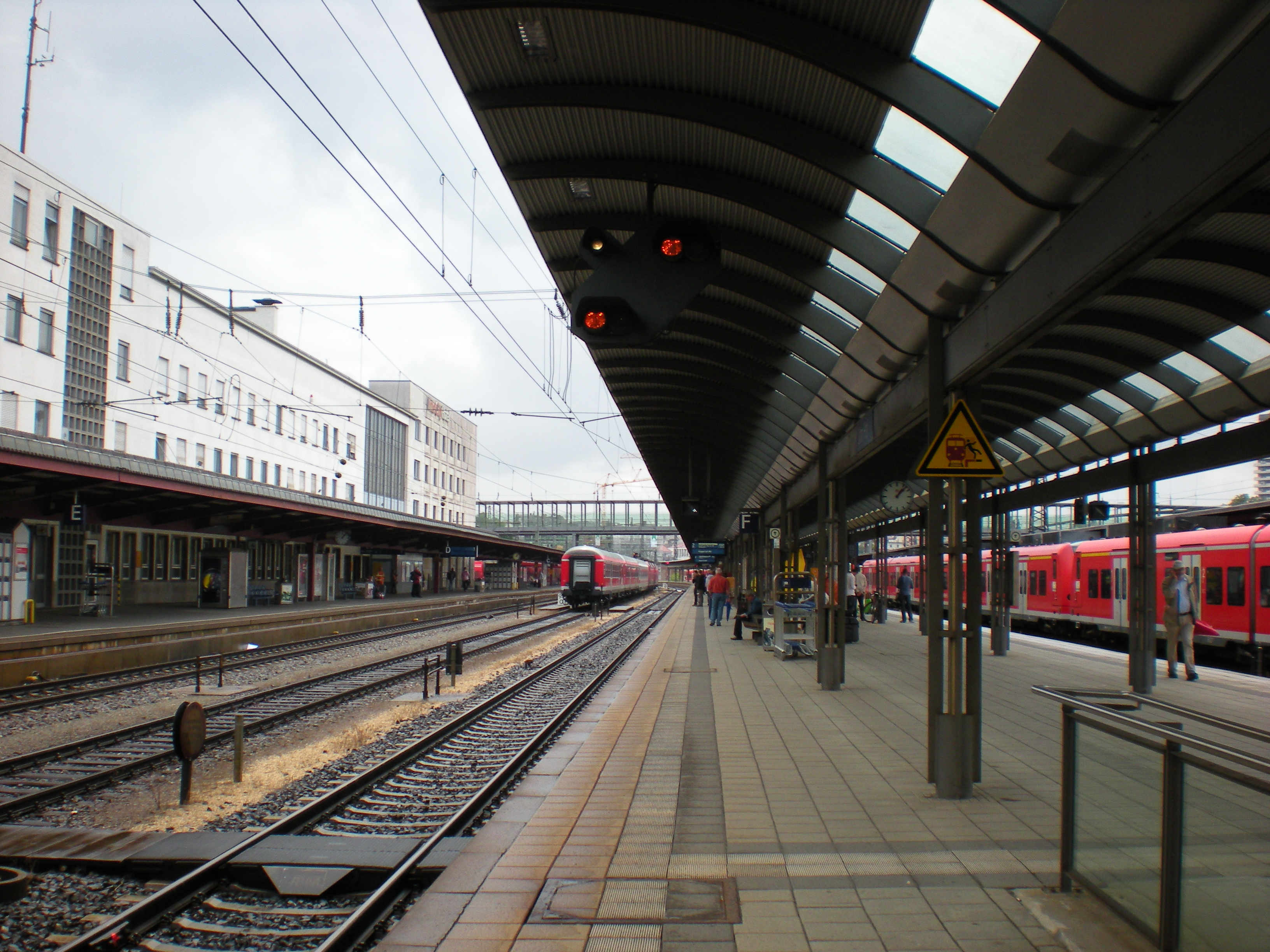
Bahnsteige

Der Bahnhof besitzt sieben Gleise an vier Bahnsteigen und fünf Stumpfgleise, wobei sich Gleis 1 am Hausbahnsteig befindet. Die Stumpfgleise 5a im Norden und 5b im Süden befinden sich am Mittelbahnsteig der Gleise 4 und 6. Die Stumpfgleise 25, 26, 27, 28 und 29 gehören zum Bayerischen Bahnhof, der sich im Süden des Empfangsgebäudes westlich des ZOB befindet und von den Regionalzügen nach Bayern bedient wird. Die Gleise 26 und 29 besitzen keinen Bahnsteig und dienen als Abstellgleise. Die DB teilt einige Gleise in die Abschnitte Nord und Süd ein, damit zwei Züge gleichzeitig auf einem Gleis halten können. Alle Bahnsteige sind überdacht und verfügen über digitale Zugzielanzeiger. Die Mittelbahnsteige sind über eine Unterführung mit dem Bahnhofsgebäude verbunden. Weiter nördlich verbindet der ehemalige Gepäcktunnel den Hausbahnsteig mit den Mittelbahnsteigen, der barrierefrei mit Rampen ausgestattet ist. Er führt jedoch nicht bis zum Bahnsteig der Gleise 7 und 8, sodass diese darüber nicht barrierefrei zu erreichen sind. Seit Mai 2019 existieren Treppen und Aufzüge zum Fußgängersteg über die Gleise. Der Steg führt vom Bahnhofplatz zur Schillerstraße und ermöglicht den barrierefreien Zugang zu allen Gleisen.
| Gleis | Nutzbare Länge in m | Bahnsteighöhe in cm | Nutzung |
| ----- | ------------------- | ------------------- | --- |
| 1     | 426                 | 76                  | Fernverkehr in Richtung Stuttgart, Regionalbahnen nach Geislingen |
| 2     | 461                 | 76                  | Fernverkehr in Richtung München, sowie vereinzelte Züge in Richtung Weißenhorn |
| 3     | 425                 | 76                  | Regionalverkehr in Richtung Stuttgart, Friedrichshafen, Biberach und Weißenhorn |
| 4     | 322                 | 76                  | Regionalbahnen in Richtung Biberach Gleis 4 Nord: Regionalverkehr in Richtung Stuttgart, Aalen und Munderkingen Gleis 4 Süd: Regionalverkehr in Richtung Memmingen, Kempten und Oberstdorf                   |
| 5a    | 107                 | 76                  | Regionalverkehr in Richtung Aalen und Munderkingen |
| 5b    | 109                 | 76                  | Regionalverkehr in Richtung Memmingen, Weißenhorn oder Illertissen |
| 6     | 461                 | 76                  | Regionalbahnen in Richtung Langenau Gleis 6 Nord: Regionalverkehr in Richtung Munderkingen, Aalen und Villingen Gleis 6 Süd: Regionalverkehr in Richtung Biberach, Friedrichshafen, Memmingen und Weißenhorn |
| 7     | 335                 | 76                  | Regionalverkehr in Richtung Villingen, Donaueschingen, Langenau, Memmingen und Weißenhorn |
| 8     | 335                 | 76                  | Regionalverkehr in Richtung Munderkingen, Biberach, Friedrichshafen, Memmingen und Weißenhorn |
| 25    | 236                 | 76                  | Regionalverkehr in Richtung München |
| 27    | 186                 | 38                  | Regionalverkehr in Richtung Ingolstadt und München |
| 28    | 134                 | 38                  | Regionalverkehr in Richtung Ingolstadt und Krumbach |

### Abstellgleise und Zufahrt zum Rangierbahnhof

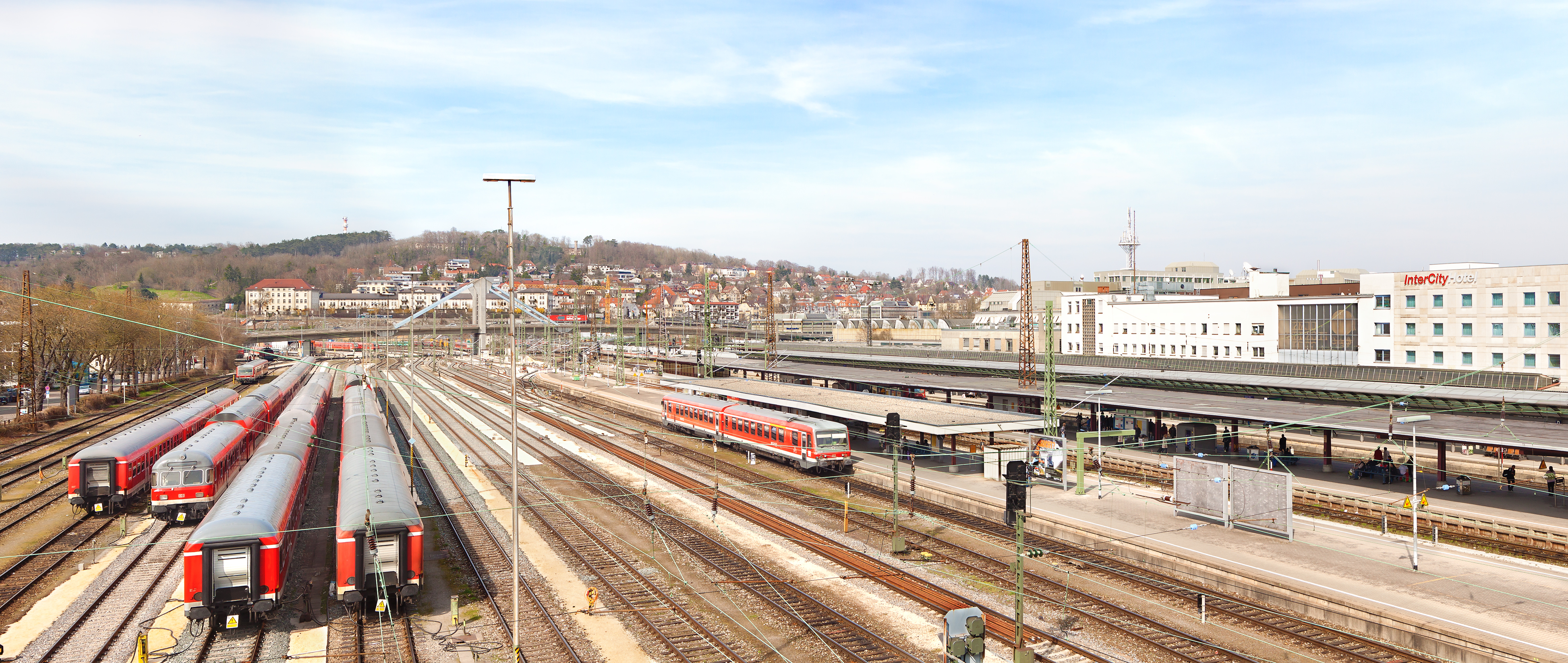
Abstellgleise und westlichster Bahnsteig von Süden aus gesehen

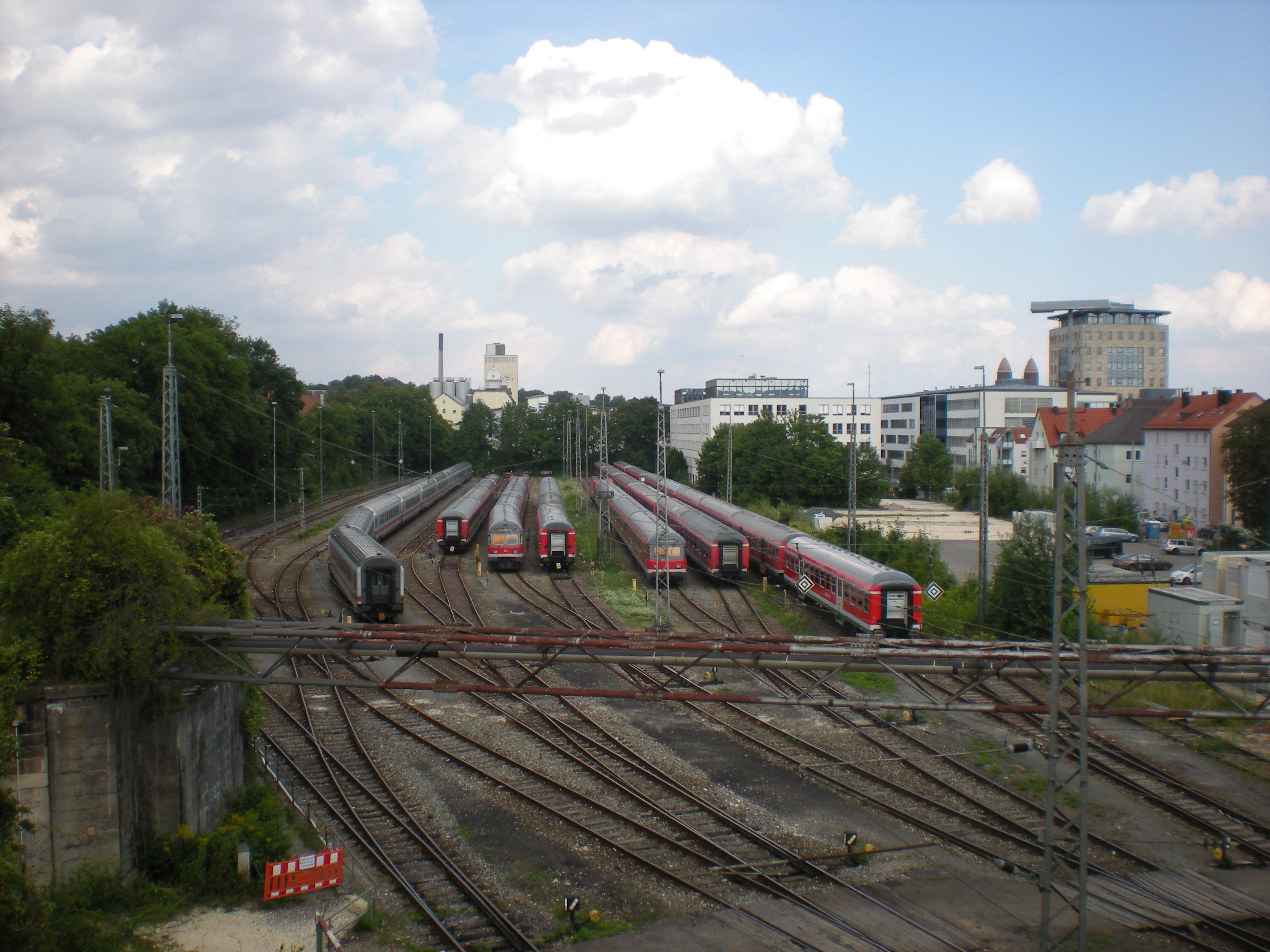
Abstellgruppe Ulm Ost

Im Süden und Norden der Bahnsteige existieren mehrere als Abstellgleise genutzte Stumpfgleise. Im Westen der Bahnsteige befinden sich ein weiteres Abstellgleis sowie die beiden 1,7 Kilometer langen zweigleisigen Verbindungsstrecken zum Ulmer Rangierbahnhof, die im Süden an die Bahnsteiggleise angebunden sind. Westlich davon liegt die mit einer Weiche an den Bahnhof angebundene Abstellanlage mit 20 Abstellgleisen, die hauptsächlich für Wagen des Regionalverkehrs benutzt werden.
Im Norden des Bahnhofs zweigen nach Osten die Gleise zur Abstellgruppe Ulm Ost ab, die 1888 eröffnet wurde. Sie besteht aus 12 Abstellgleisen, die hauptsächlich dem Abstellen von Wagen des Regionalverkehrs dienen. Im Süden der Abstellgruppe befinden sich die vier ehemaligen Zollgleise, deren Gebäude 2006 abgerissen wurde. Parallel zu den Bahnsteiggleisen befinden sich drei weitere Abstellgleise, von denen zwei nur von der Abstellgruppe Ost erreicht werden können, das dritte hat außerdem eine Gleisverbindung zum Bahnsteiggleis 1.

### Bahnhofsteg
Der Bahnhofsteg ist ein Fußgängersteg, der die Gleisanlagen und Bahnsteige südlich des Empfangsgebäudes überquert und den Bahnhofplatz im Osten mit der Schillerstraße im Westen des Bahnhofs verbindet. Er stellt die derzeit kürzeste Fußgängerverbindung vom Bahnhof zu den Gebieten im Westen dar. Nachdem die Bauarbeiten für den ersten Bahnhofsteg am Ulmer Hauptbahnhof im Juli 1875 begonnen hatten, wurde der 135,8 Meter lange und 2,72 Meter breite Übergang beim Hotel Zum Russischen Hof am 24. Januar 1877 fertiggestellt. Bei der Elektrifizierung des Bahnhofs musste der Bahnhofsteg im Februar 1932 um 1,20 Meter angehoben werden, um die Oberleitung darunter hindurchzuführen. Am Ende des Zweiten Weltkriegs wurde der Bahnhofsteg durch einen Luftangriff beschädigt, war aber noch begehbar und wurde deshalb erst am 23. Mai 1949 abgerissen. 

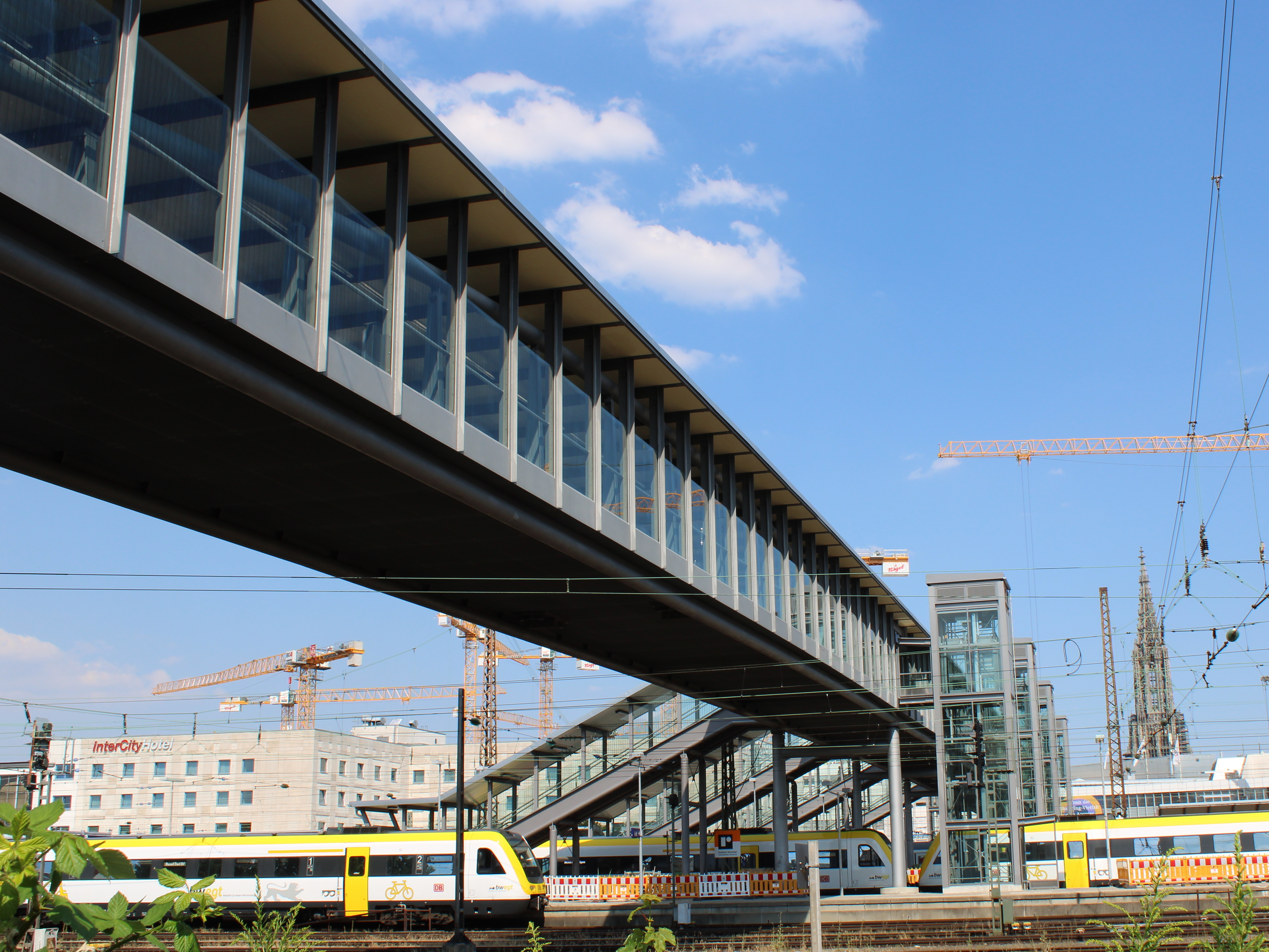
Der neue Bahnhofsteg (2019)

Als Ersatz sollte anfangs die Bahnsteigunterführung zur Schillerstraße auf der Westseite der Gleise verlängert werden, der Plan wurde jedoch zugunsten eines neuen Bahnhofstegs aufgegeben. Am 5. August 1954 wurde mit dem Neubau begonnen und am 9. Juli 1955 wurde der Bahnhofsteg fertiggestellt. Im August 1995 wurde er mit neuen Lampen ausgestattet.
2008 wurde der alte Bahnhofsteg abgerissen und im Sommer 2011 – geplante Fertigstellung war Ende 2009 – durch einen 6,5 Millionen Euro kostenden Neubau an gleicher Stelle ersetzt. Im Unterschied zum alten Bahnhofsteg ist der verglaste Neubau überdacht und barrierefrei über Aufzüge an beiden Enden zu erreichen. Nach seiner Eröffnung diente auch dieser neue Steg rund sieben Jahre lang zunächst lediglich der Überquerung der Gleisanlagen; ein Zugang zu den Bahnsteigen war nicht möglich.
Ab September 2018 wurden die Bahnsteige der Gleise 2/3, 4/6 und 7/8 mit überdachten Treppen und Aufzügen barrierefrei an den Bahnhofsteg angeschlossen. Die Aufzüge wurden im Juni 2019 in Betrieb genommen.

### Güterabfertigung
Die erste Ulmer Güterabfertigung entstand im Eröffnungsjahr 1850 im Osten der Gleisanlagen. Sie lag nördlich des Empfangsgebäudes und bestand aus einem Güterschuppen mit drei Ladegleisen und einer Drehscheibe. Wegen des steigenden Güterverkehrs wurden die Anlagen fortan ständig erweitert. Dabei entstanden auch neue Güterverladeanlagen im Westen des Bahnhofs. Im Zweiten Weltkrieg wurde die Güterabfertigung größtenteils zerstört.

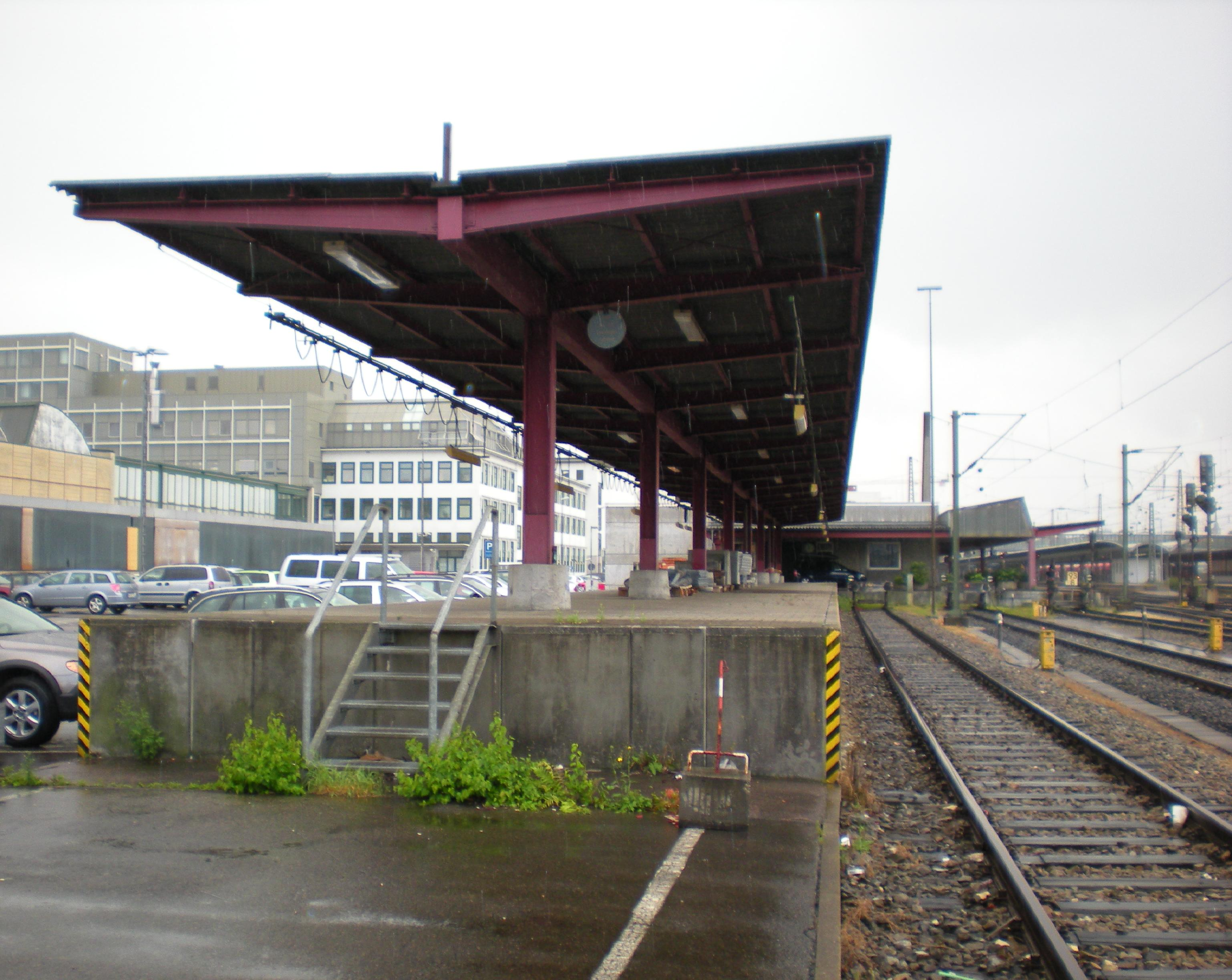
Laderampe am Nordende des Bahnhofs

Die Ulmer Güterabfertigung und die Stückgut-Umladeanlage wurden im Jahr 1955 wiedereröffnet. Dafür wurden bis zum 29. Januar 1954 an der Güterabfertigung zwei neue Hallen zum Sortieren ankommender Güter errichtet. Die Hallen waren jeweils 50 Meter lang und 22,5 Meter breit und wurden noch 1954 auf 108 Meter verlängert. Die Güterabfertigung befand sich im Norden des Bahnhofs, östlich der Gleise, und war über mehrere Stumpfgleise von Norden erreichbar. Am 1. Juni 1970 wurde die 292,8 Meter lange und 19,5 Meter breite Umladehalle 5 der Ulmer Güterabfertigung fertiggestellt, in der täglich 1100 Tonnen umgeladen werden konnten. Am 31. Dezember 1997 wurde die Güterabfertigung stillgelegt und die Anlagen der Stückgutgesellschaft Bahntrans ins Donautal verlegt. Die Güterhallen am Hauptbahnhof wurden bis auf eine abgerissen.
Die stehen gebliebene, von 1954 stammende Güterhalle wird nicht mehr als solche benutzt und beherbergt unter anderem die Bundespolizei. An der Stelle der zweiten 1954 errichteten Güterhalle befindet sich ein Parkplatz, östlich davon der ehemalige Postbahnhof. In der ehemaligen Güterhalle befindet sich außerdem ein Durchgang für die Reisenden vom Hausbahnsteig zum Parkplatz. Im Norden der Ladehalle befindet sich noch die ehemalige Laderampe.

### Postbahnhof

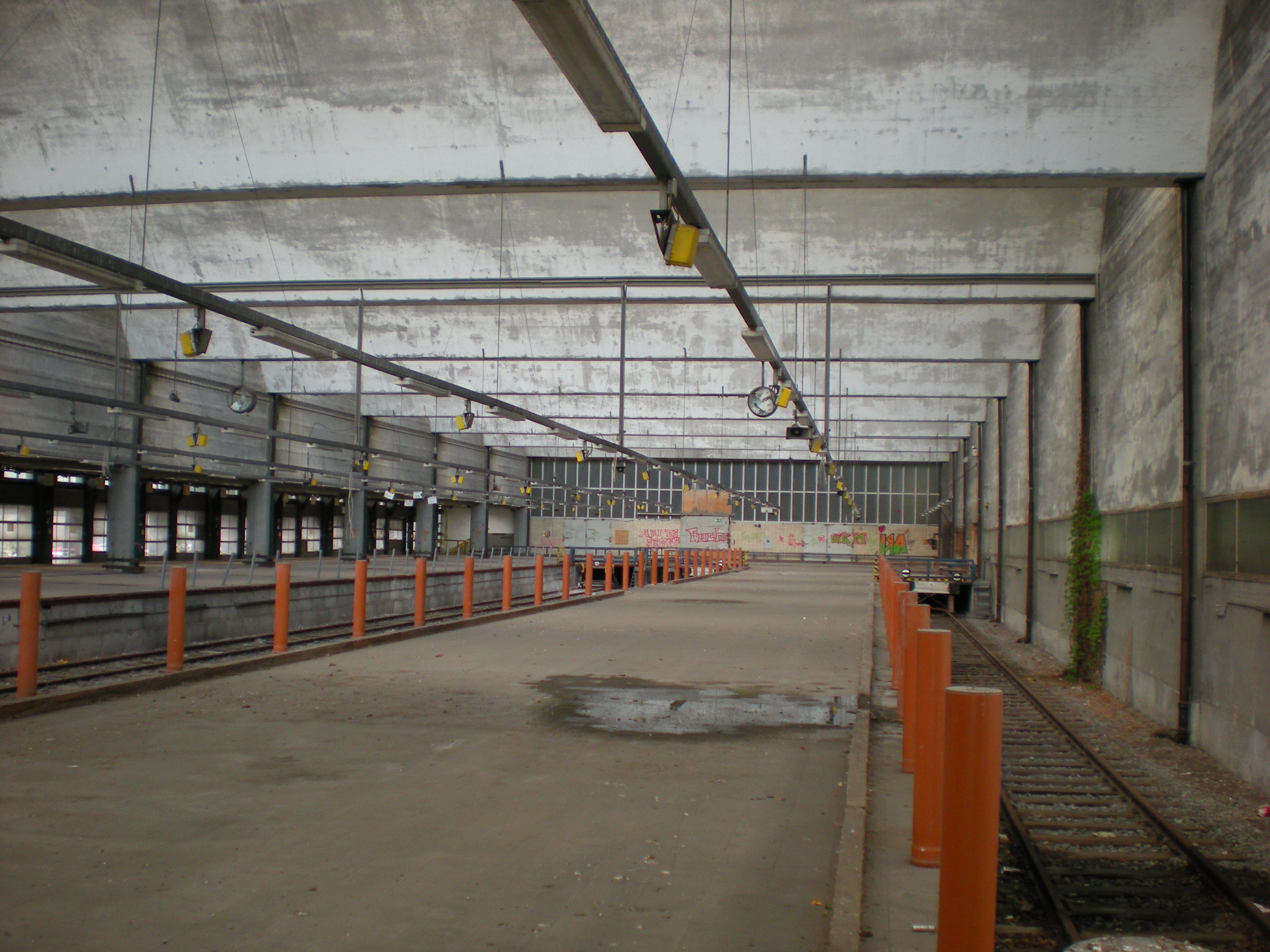
Ehemalige Halle des Postbahnhofs (2012)

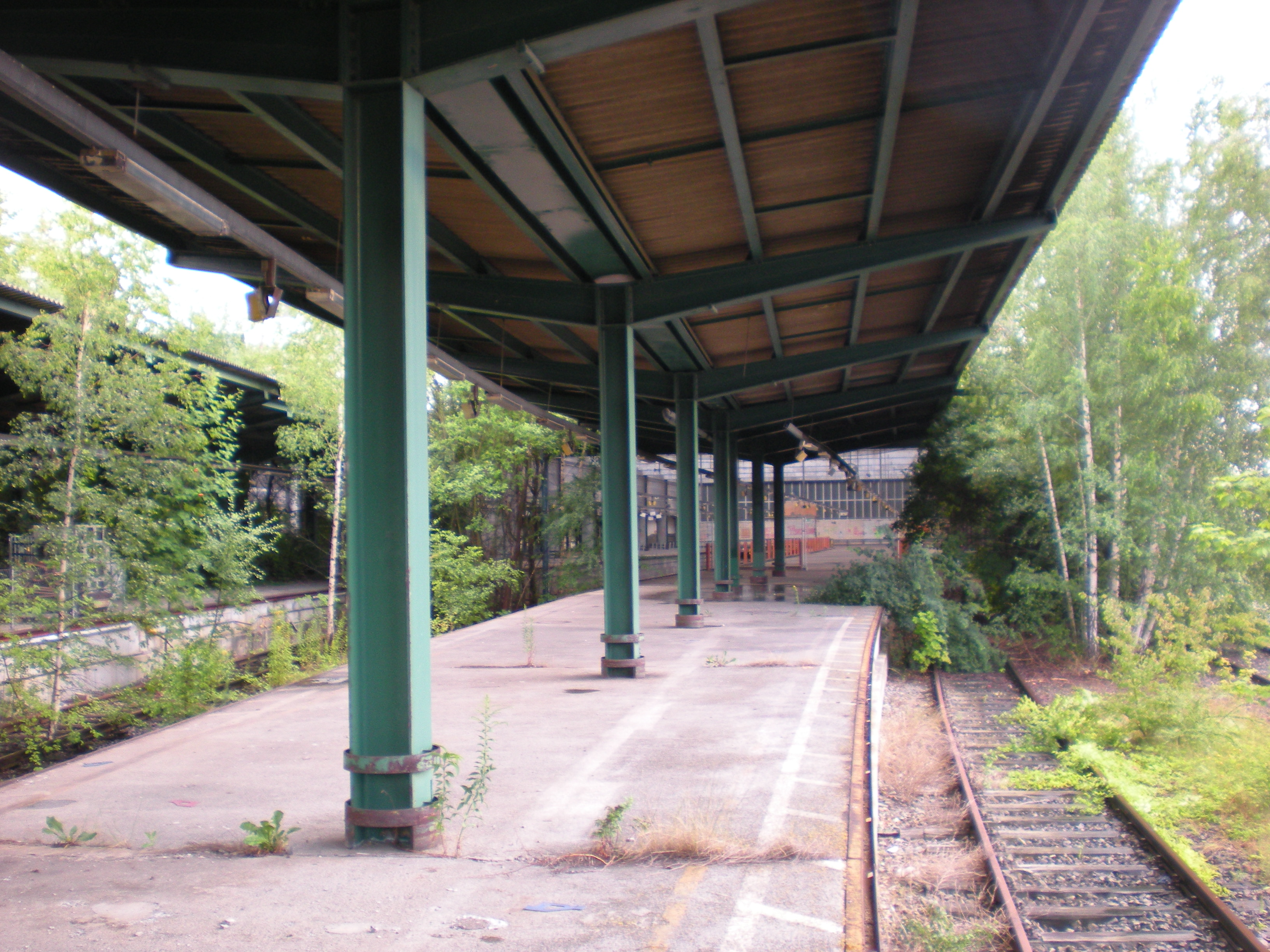
Bahnsteig des ehemaligen Postbahnhofs (2012)

Am 1. August 1891 wurde das bereits im Februar 1856 eröffnete Ulmer Hauptpostamt, das sich an der Nordseite des Bahnhofsplatzes befand, zum Bahnpostamt. Es wurde von den Fahrenden Postämtern auf den Strecken Ulm–Stuttgart, Ulm–Friedrichshafen, Ulm–Sigmaringen–Immendingen und Ulm–Aalen–Lauda bedient. Dafür wurde im Norden des Postamtes ein eigener Postbahnhof für die Bahnpost errichtet.
Nach der Zerstörung im Zweiten Weltkrieg wurde das Postamt am 16. Mai 1955 und der Postbahnhof am 13. Oktober 1962 wiedereröffnet. Der Postbahnhof bestand nun aus drei Gleisen, die sich in einer Halle befanden, einem Rampengleis außerhalb der Halle sowie einem kurzen Abstellgleis. Der Postbahnhof war über zwei Gleise an die Abstellgruppe Ost angebunden, sodass zur Einfahrt in den Ulmer Hauptbahnhof das Wenden der Züge erforderlich war. Am 23. Januar 1998 wurde der Postbahnhof stillgelegt. Seit 2012 ist der Postbahnhof nicht mehr an das Netz der Deutschen Bahn angebunden, da ein Teil der Gleise zwischen dem Postbahnhof und der Abstellgruppe Ost abgebaut wurde.
2023 kaufte der Ulmer Milliardär Ludwig Merckle das Areal, um es als Gewerbefläche (Büros, Hotels, Gastronomiebetriebe und Handel) zu verwenden. Am 11. Juni 2024 wurde ein Bebauungsplanvorentwurf aufgestellt, der am 9. Juli 2024 vom Fachbereichsausschuss „Stadtentwicklung, Bau und Umwelt“ als vorhabenbezogener Bebauungsplan „Ulmer Posthöfe“ ausgewiesen wurde.

### Bahnbetriebswerke
Das erste Ulmer Bahnbetriebswerk wurde am 29. Juni 1850 im Westen des Bahnhofs eröffnet. Von Gleis 3 des Bahnhofs führte eine Gleisverbindung zu einer dem Empfangsgebäude gegenüberliegenden Drehscheibe, von der jeweils vier parallele Gleise zum Lokomotivschuppen im Norden und zur Wagenremise im Süden führten. Die durch die Schuppen geführten Gleise wurden dahinter jeweils mit Weichen zusammengefasst und in den Nordkopf und Südkopf des Bahnhofs eingeführt. Dadurch war es möglich, aus Richtung Stuttgart direkt in den Lokomotivschuppen und aus Richtung Friedrichshafen direkt in den Wagenschuppen einzufahren.
Mit der Eröffnung der Bayerischen Maximiliansbahn am 1. Juni 1854 benötigten auch die Königlich Bayerischen Staatseisenbahnen ein Bahnbetriebswerk. Dieses wurde nach einem Staatsvertrag vom 25. April 1850 durch die württembergische Regierung errichtet und von den Bayerischen Staatseisenbahnen betrieben. Das im Südwesten des Bahnhofs liegende Betriebswerk bestand aus einer rechteckigen Wagenremise mit 13 parallelen Gleisen im Süden, einem rechteckigen Lokschuppen mit acht parallelen Gleisen und einer westlich angebauten Werkstatt im Norden sowie einer dazwischen liegenden Schiebebühne. Aus dem Lokschuppen führten drei Gleise nach Norden zu einer Drehscheibe, von der Verbindung zu den Bahnhofsgleisen bestand. Da die Kapazitäten des Betriebswerkes mit zunehmenden Verkehr nicht mehr ausreichten, beschlossen die Bayerischen Staatseisenbahnen 1868, ein neues Bahnbetriebswerk in Neu-Ulm zu errichten, das am 15. Februar 1871 eröffnet wurde. Dadurch wurde das Ulmer Betriebswerk von den Bayerischen Staatsbahnen nicht mehr benötigt und fortan von den Königlich Württembergischen Staatseisenbahnen für die Abstellung und Ausbesserung von Wagen weiterverwendet. In den Jahren 1874 und 1875 wurden die Gebäude abgerissen, um an dieser Stelle Güterverladeanlagen zu errichten.

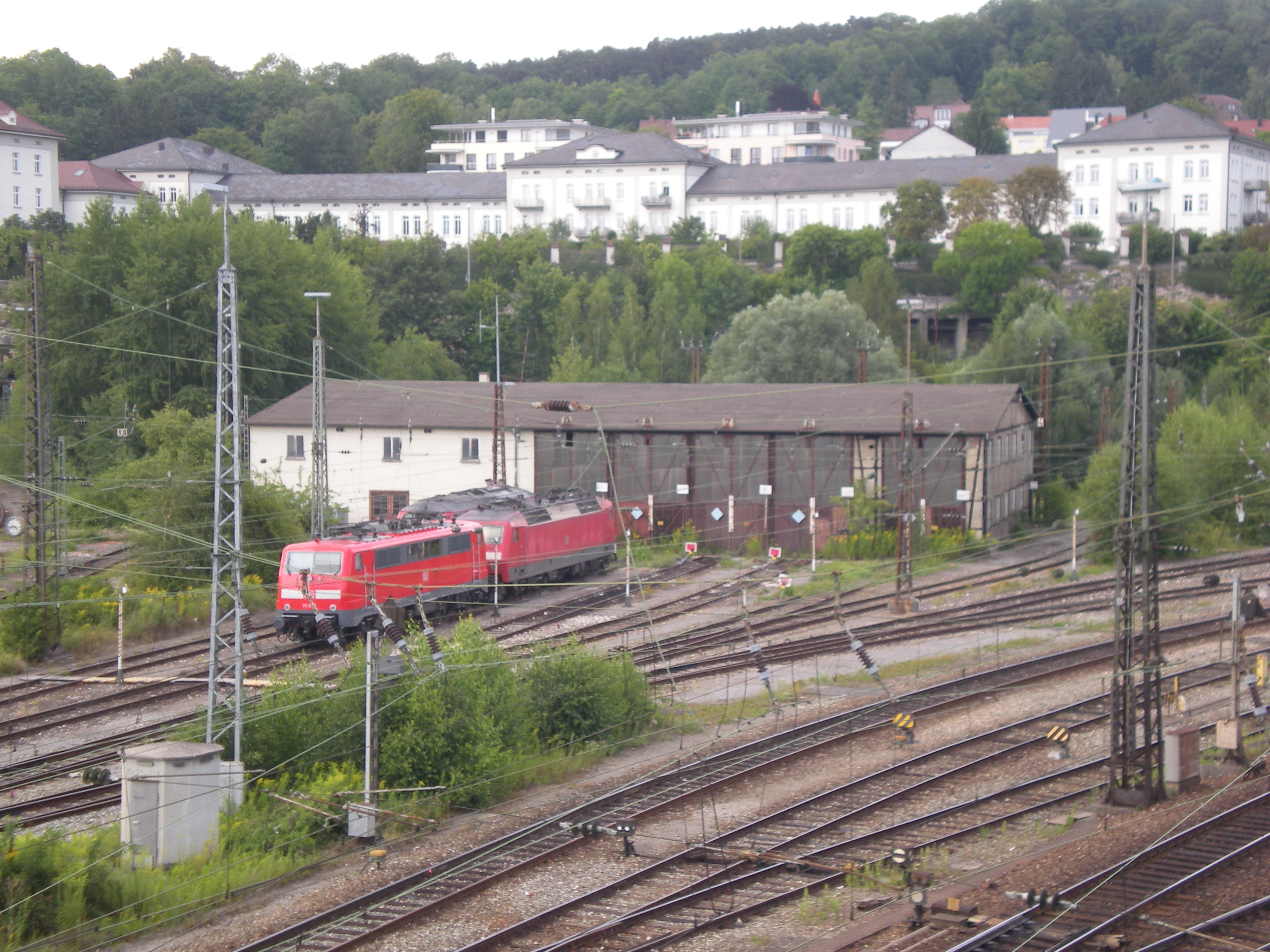
Lokschuppen des Bw Ulm Hbf

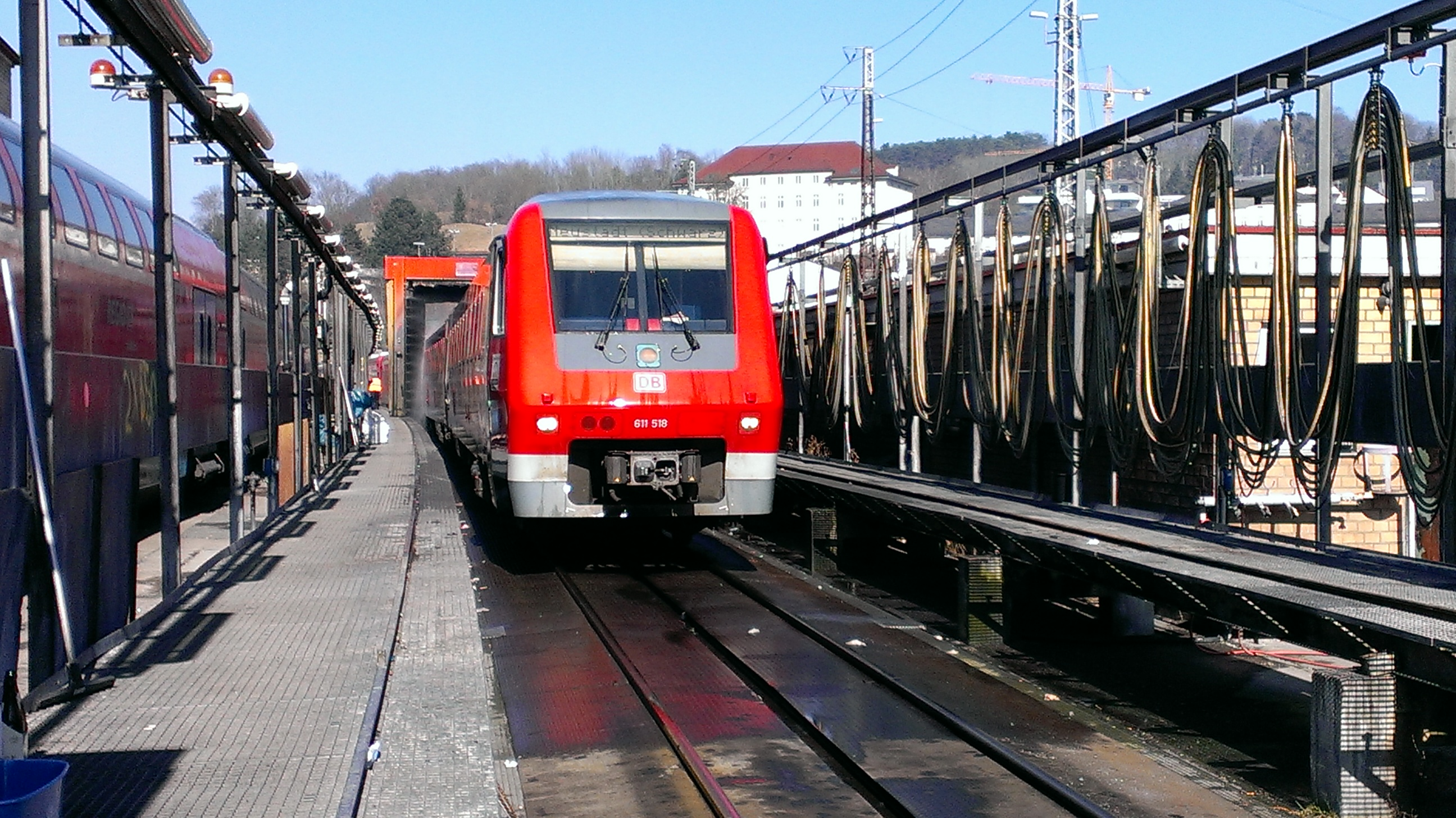
Ein Dieseltriebwagen der Baureihe 611 wird vor seiner Fahrt ins Donautal im Wagenwerk gereinigt

Mit der Zunahme des Verkehrs reichten auch die Betriebsanlagen der Königlich Württembergischen Staatseisenbahnen nicht mehr aus. Somit wurde in den Jahren 1868 bis 1971 während der ersten Ausbauphase des Bahnhofs ein neues Bahnbetriebswerk im Norden im Bogendreieck zwischen Filstalbahn und Sigmaringer Strecke errichtet, das als Bw Ulm Hbf bezeichnet wird. Es bestand aus zwei Ringlokschuppen mit Drehscheiben im Westen und Osten sowie einem Rechteckschuppen in der Mitte. Mit der Aufnahme des elektrischen Betriebes im Mai 1933 wurde der Rechteckschuppen für Elektrolokomotiven benutzt. Im Zweiten Weltkrieg wurden die Anlagen zerstört, die beiden Ringlokschuppen und die Behandlungsanlagen für Dampflokomotiven wurden nicht wieder aufgebaut. Die erhaltene Drehscheibe des westlichen Ringlokschuppens wurde noch bis 1952 weiterverwendet und dann abgebaut, während die zerstörte östliche Drehscheibe nicht wiederhergestellt wurde. Der mit fünf Grubengleisen ausgestattete rechteckige Elektrolok-Schuppen wurde wiederaufgebaut. Die Mitarbeiter des Betriebswerkes mussten nach dem Krieg in Baracken untergebracht werden, bis 1976 ein neues Gebäude entstand, in dem sich Unterrichts- und Sozialräume befanden. 1958 wurden die Elektrolokomotiven nach Kornwestheim und Stuttgart umbeheimatet und der Lokschuppen fortan als Werkstatt für Rangierdiesellokomotiven der Baureihe V 60 verwendet. 1968 wurde die Diesellokwerkstatt ins Bahnbetriebswerk des Ulmer Rangierbahnhofs Bw Ulm Rbf verlegt. Danach wurde der Lokschuppen als Abstellplatz für Elektrolokomotiven und für kleine Wartungs- oder Ausbesserungsarbeiten an diesen benutzt.
Nach dem Abriss des zur Abstellung und Ausbesserung der Wagen genutzten ehemaligen bayerischen Betriebswerks errichteten die Königlich Württembergischen Staats-Eisenbahnen im Nordwesten des Ulmer Bahnhofs neue Wagenschuppen und Abstellgleise. Nach der Zerstörung des Wagenwerks im Zweiten Weltkrieg wurde in den Jahren 1967 und 1968 eine neue Wagenhalle mit vier durchgehenden Grubengleisen erbaut, die bis heute benutzt wird.

### Stellwerke

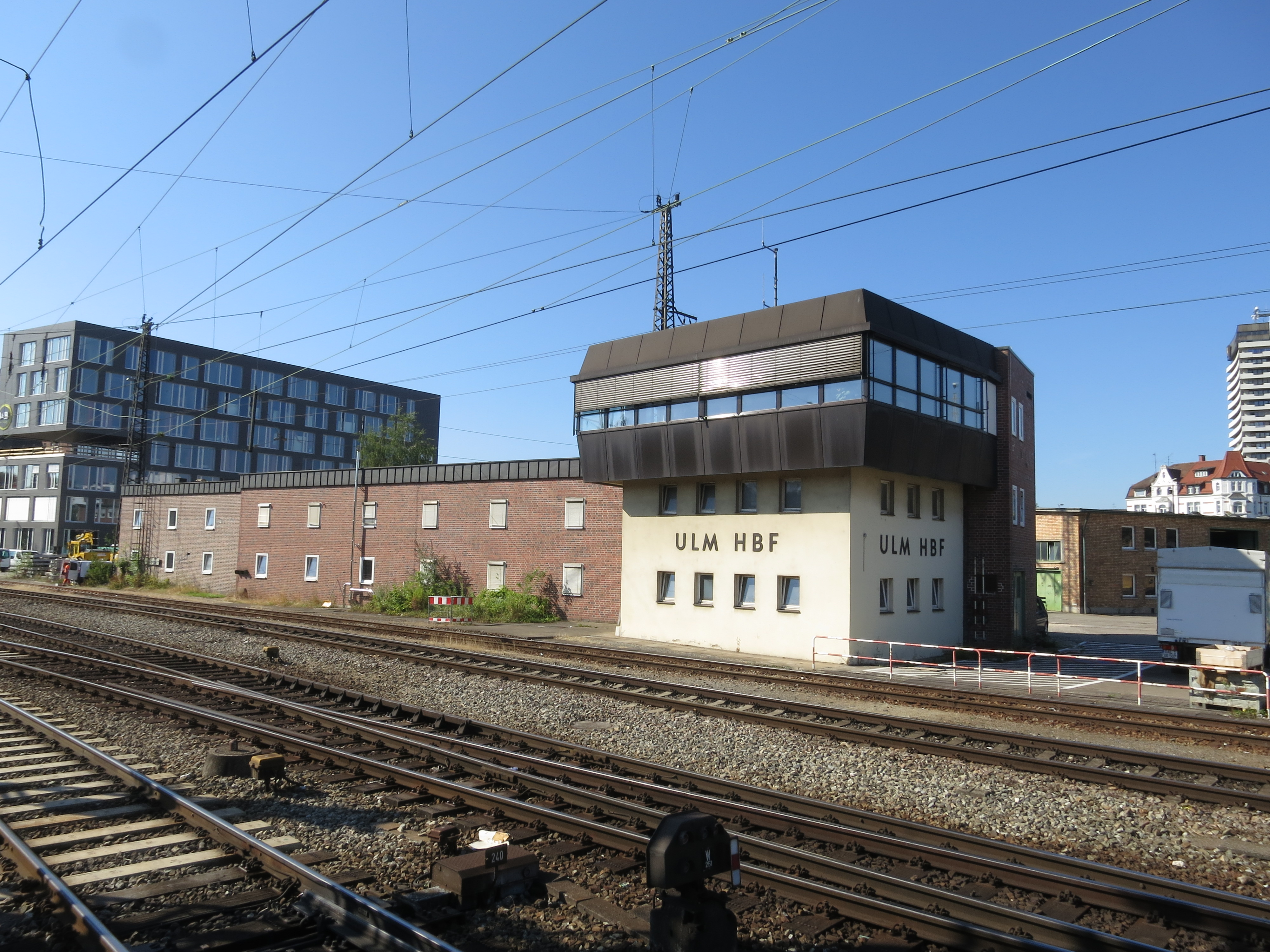
Zentralstellwerk im Süden des Bahnhofs

Im Ulmer Bahnhofsbereich befinden sich noch zwei in Betrieb stehende Stellwerke.
Bis 1951 wurde der Bahnhof durch mechanische Stellwerke gesteuert. Am 15. April 1951 nahm die Deutsche Bundesbahn das Stellwerk Mitte als erstes Gleisbildstellwerk in Württemberg in Betrieb. Von 1967 bis zum 10. Oktober 1971 stellte sie den Hauptbahnhof auf ein Spurplandrucktastenstellwerk der Standardbauart S 60 mit einer rund sieben Meter langen Stelltafel um, das die Bezeichnung Stellwerk Süd erhielt. Dadurch konnten zwölf Personalstellen eingespart werden. Am 20. Juli 1986 wurde das Stellwerk Mitte stillgelegt, sodass die Betriebsführung auf dem Ulmer Hauptbahnhof vollständig auf das Stellwerk Süd, das jetzt Zentralstellwerk genannt wurde, überging. Am 17. März 2007 wurde das elektronische Stellwerk (ESTW) Ulm Hbf in Betrieb genommen, welches seitdem den Bereich des Neu-Ulmer Bahnhofs mit den angrenzenden Strecken steuert, ferngesteuert aus der Betriebszentrale Karlsruhe.
Zu Pfingsten 2022 sollte in zwei Schritten das ESTW Ulm Hbf in Betrieb genommen und das Drucktastenstellwerk Uhf ablösen. Die Arbeiten wurden Anfang Februar 2022 ersatzlos abgesagt. Nach weiteren Verschiebungen war die Inbetriebnahme des Stellwerks für Mai 2024 geplant, jene von ETCS für 2027. Die Inbetriebnahme des Stellwerks ist nicht erfolgt.

## Verkehr

### Geschichte des Schienenverkehrs
Der Ulmer Hauptbahnhof ist seit jeher ein wichtiger Fernverkehrssystemhalt und Regionalverkehrsknoten. Im Eröffnungsjahr 1850 fuhren am Ulmer Bahnhof nach Stuttgart und Friedrichshafen jeweils drei Zugpaare pro Tag. Die Fahrzeit zwischen Ulm und Stuttgart betrug vier Stunden, zwischen Ulm und Friedrichshafen drei Stunden und 15 Minuten. Nach der Eröffnung der Bayerischen Maximiliansbahn am 1. Juni 1854 verkehrten zudem vier Zugpaare zwischen Ulm und München, wobei Eilzüge drei Stunden 30 Minuten und Personenzüge fünf bis sechs Stunden brauchten. Im Sommerfahrplan 1860 wurde Ulm erstmals planmäßig von einem Nachtzug bedient und im Jahr 1865 wurde eine Nachtzugverbindung von Wien nach Paris mit Halt am Ulmer Bahnhof eingerichtet. Zum 15. Mai 1867 wurde eine Schnellverbindung Paris–Ulm–Wien eingerichtet, bei der die Fahrt von Ulm nach Paris 19 Stunden und zehn Minuten und die Fahrt nach Wien 16 Stunden und 35 Minuten dauerte. 1874 fuhren täglich von Ulm nach Stuttgart sechs Züge, von Stuttgart nach Ulm sieben Züge, zwischen Ulm und Friedrichshafen fünf Zugpaare, zwischen Ulm und Augsburg sechs Zugpaare, zwischen Ulm und Kempten vier Zugpaare, sowie zwischen Ulm und Blaubeuren fünf Zugpaare. Am 5. Juni 1883 kam der erste Orient-Express von Paris nach Konstantinopel um 11:35 in Ulm an, nachdem er um 19:36 des vorherigen Tages in Paris Gare de l’Est abgefahren war. Der Zug bediente Ulm mittwochs und samstags und besaß von Paris bis Warna eine Fahrzeit von 78 Stunden. Von Warna nach Konstantinopel bestand eine Schiffsverbindung. Zum Beginn des Ersten Weltkriegs musste der Betrieb des Orient-Expresses eingestellt werden. Als Ersatz verkehrte ab dem 15. Januar 1916 ein Zugteil des Balkanzuges von Straßburg nach Konstantinopel, der jedoch wegen schwacher Nachfrage im Juni 1917 auf den Laufweg München–Konstantinopel verkürzt wurde und somit Ulm nicht mehr bediente. Ab Juli 1930 bewältigte der Schnellzug D 208 als schnellster württembergischer Zug die 104 Kilometer lange Strecke Ulm–Friedrichshafen in 78 Minuten.
Im Zweiten Weltkrieg wurde der Zugverkehr stark eingeschränkt und nach einigen Luftangriffen ganz eingestellt. Nach Ende des Zweiten Weltkriegs verkehrten am 21. August 1945 wieder 24 Personenzüge am Ulmer Hauptbahnhof. Am 28. Mai 1967 wurde der Bahnhof in das seit 1957 existierende, nur erste Klasse führende Trans-Europ-Express-Netz integriert. Ab dem 28. Mai 1967 hielt der TEE Rembrandt von Amsterdam nach München in Ulm. Am 26. September 1971 wurde der InterCity-Verkehr im Zweistundentakt aufgenommen. Ulm wurde fortan von der Linie 1 des bis 1979 nur die erste Klasse führenden InterCity-Netzes zwischen Hamburg-Altona und München bedient, obwohl es im Unterschied zu den meisten anderen von InterCitys bedienten Städten weniger als 100.000 Einwohner hatte. Mit dem Sommerfahrplan am 27. Mai 1979 fuhren die InterCity-Züge im Stundentakt und mit Wagen erster und zweiter Klasse. Am 28. Mai 1983 wurde der Laufweg des TEE Rembrandt auf Stuttgart verkürzt, wodurch er Ulm nicht mehr bediente. Im Dezember 1985 wurde mit dem Flügelzug des TEE Rheingold von Amsterdam über München nach Salzburg, der bisher über Aalen und Donauwörth verkehrte, erneut ein Trans-Europ-Express über Ulm gelegt. Am 30. Mai 1987 wurde er jedoch wieder eingestellt. Am 2. Juni 1991 nahm die Deutsche Bundesbahn den Intercity-Express-Verkehr auf, wobei die im Stundentakt verkehrende bisherige Intercity-Linie 6 von Hamburg-Altona über Hannover, Frankfurt und Stuttgart nach München auf die neuen ICE-Triebzüge umgestellt wurde. Obwohl er umstritten war, wurde der Halt der ICE-Linie in Ulm verwirklicht.
Am 15. Dezember 2002 wurde die seit 1990 im Zweistundentakt verkehrende Interregio-Linie 26 von Saarbrücken über Mannheim, Stuttgart, Ulm und Friedrichshafen nach Lindau wieder eingestellt und durch die ebenfalls im Zweistundentakt verkehrende Interregio-Express-Linie Stuttgart–Ulm–Lindau ersetzt. In der Folgezeit wurde das Interregio-Express-Netz weiter ausgebaut. Bis Dezember 2014 hielten in Ulm die City-Night-Line-Zugpaare Pollux zwischen München und Amsterdam und Cassiopeia zwischen München und Paris, die von München bis Stuttgart vereinigt fuhren.
Im dritten Gutachterentwurf des Deutschland-Takts ist der Hauptbahnhof Ulm ein Taktknoten für den Regionalverkehr zu den Minuten 0 und 30. Der Fernverkehr ist dem gegenüber, aufgrund der Kantenfahrzeit Mannheim–Stuttgart von 31 Minuten, leicht verschoben. Bei der Knotenausbildung wurde ein verstärktes Augenmerk auf Regionen mit geringerem Zugangebot gelegt, da hier gute Anschlüsse von größerer Bedeutung als entlang von Hauptachsen seien. Die Standzeiten durchgebundener Regionalzüge liegt zwischen 4 und 12 Minuten, die Wendezeiten der übrigen Züge zwischen 12 und 42 Minuten. In Hauptverkehrszeiten sind insgesamt etwa 30 Doppelbelegungen an vier Bahnsteiggleisen unterstellt.

### Fernverkehr

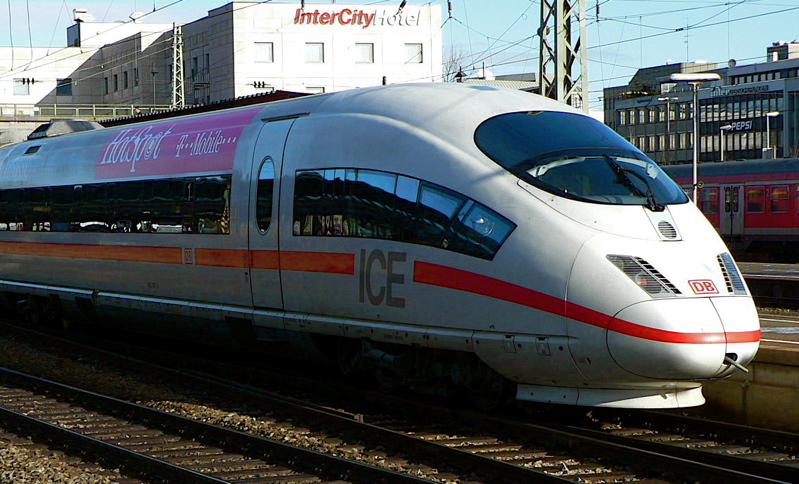
ICE 3 im Ulmer Hauptbahnhof

Im Jahr 2019 wird der Ulmer Hauptbahnhof mindestens stündlich von Intercity-Express-, Intercity- und Eurocity-Zügen angefahren. Die beiden ICE-Linien 11 und 42 verkehren jeweils im Zweistundentakt, sodass zusammen ein Stundentakt hergestellt wird. Auf der mit ICE 1 bedienten Linie 11 verkehren sieben Zugpaare zwischen Berlin Ostbahnhof und München und eines zwischen Hamburg-Altona und München. Die Linie 42 wird mit ICE 3 bedient und verbindet das Ruhrgebiet über Frankfurt mit München. Sie verkehrt mit sechs Zugpaaren von Dortmund nach München, einem von Münster nach München, das in Dortmund geflügelt wird und einem Zugpaar von Hamburg-Altona nach München. Die TGV-Linie 83 verkehrt mit einem täglichen Zugpaar zwischen München und Paris und wird mit TGV-Duplex-Triebzügen bedient.

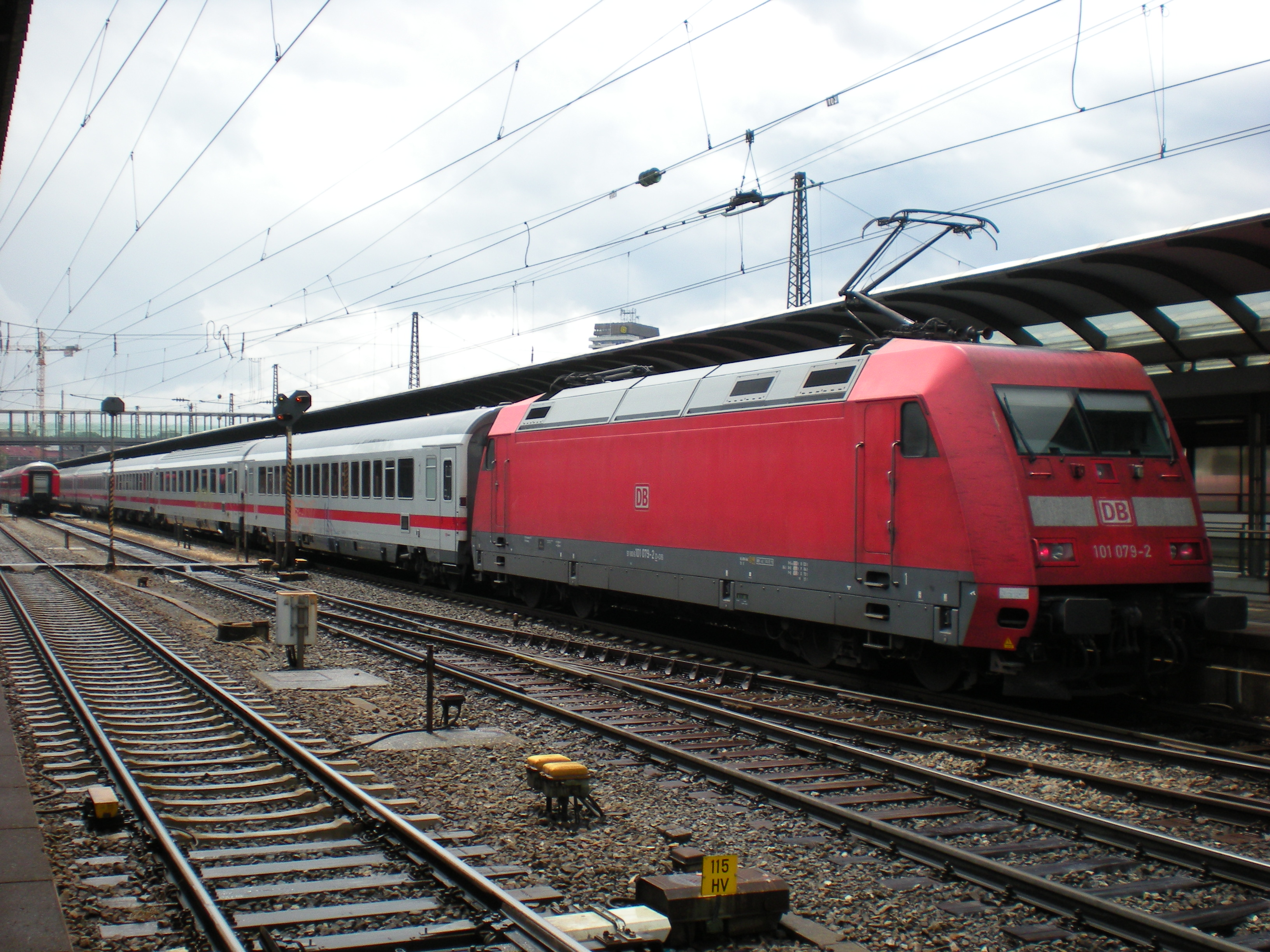
Intercity mit Lok der Baureihe 101 im Ulmer Hauptbahnhof

Die Linie 60 und die Eurocity-Linie 62 verkehren jeweils im Zweistundentakt, sodass sich zusammen ebenfalls ein Stundentakt ergibt. Taktlücken werden durch einzelne Zugpaare der Linie 32 geschlossen. Die Linie 60 verkehrt mit fünf Zugpaaren zwischen Karlsruhe und München, einem zwischen Basel Badischer Bahnhof und München und einem weiteren zwischen Karlsruhe und Salzburg. Auf der Eurocity-Linie 62 fahren zwei Zugpaare von Frankfurt nach Klagenfurt, ein Zugpaar von Frankfurt nach Graz, ein weiteres von Frankfurt nach Linz, eines von Frankfurt nach München und ein Zugpaar von Saarbrücken nach Graz. Ein Zugpaar der Linie 32 verkehrt im Takt der Linie 62 als Eurocity unter dem Namen Wörthersee zwischen Münster und Klagenfurt. Das zweite Zugpaar der Linie 32 fährt als ICE zwischen Dortmund und Innsbruck und zweigt in Ulm auf die Südbahn ab.
Folgende Fernverkehrslinien verkehren im Ulmer Hauptbahnhof:
| Linie            | Strecke | Strecke | Strecke | Strecke | Taktfrequenz  |
| ---------------- | --- | --- | --- | --- | ------------- |
| ICE 11           | Berlin Gesundbrunnen – Berlin Hbf – Leipzig – Erfurt – Fulda – Frankfurt (Main) Hbf – Mannheim – Stuttgart – Ulm – Augsburg – München                                                 | Berlin Gesundbrunnen – Berlin Hbf – Leipzig – Erfurt – Fulda – Frankfurt (Main) Hbf – Mannheim – Stuttgart – Ulm – Augsburg – München                                                 | Berlin Gesundbrunnen – Berlin Hbf – Leipzig – Erfurt – Fulda – Frankfurt (Main) Hbf – Mannheim – Stuttgart – Ulm – Augsburg – München                                                 | Berlin Gesundbrunnen – Berlin Hbf – Leipzig – Erfurt – Fulda – Frankfurt (Main) Hbf – Mannheim – Stuttgart – Ulm – Augsburg – München                                                 | zweistündlich |
| ICE 11           | Wiesbaden – Mainz – Mannheim – Stuttgart – Ulm – Augsburg – München | Wiesbaden – Mainz – Mannheim – Stuttgart – Ulm – Augsburg – München | Wiesbaden – Mainz – Mannheim – Stuttgart – Ulm – Augsburg – München | Wiesbaden – Mainz – Mannheim – Stuttgart – Ulm – Augsburg – München | einzelner Zug |
| RJX 32           | Flughafen Wien – Wien Hbf – Linz – Salzburg – Innsbruck – Lindau-Reutin – Friedrichshafen – Ulm – Stuttgart – Heidelberg – Darmstadt – Frankfurt Hbf                                  | Flughafen Wien – Wien Hbf – Linz – Salzburg – Innsbruck – Lindau-Reutin – Friedrichshafen – Ulm – Stuttgart – Heidelberg – Darmstadt – Frankfurt Hbf                                  | Flughafen Wien – Wien Hbf – Linz – Salzburg – Innsbruck – Lindau-Reutin – Friedrichshafen – Ulm – Stuttgart – Heidelberg – Darmstadt – Frankfurt Hbf                                  | Flughafen Wien – Wien Hbf – Linz – Salzburg – Innsbruck – Lindau-Reutin – Friedrichshafen – Ulm – Stuttgart – Heidelberg – Darmstadt – Frankfurt Hbf                                  | ein Zugpaar   |
| ICE 32, EC/IC 32 | Münster/Dortmund – Essen – Duisburg – Düsseldorf – Köln – Bonn – Koblenz – Mainz – Mannheim – Heidelberg – Stuttgart – Ulm –                                                          | Münster/Dortmund – Essen – Duisburg – Düsseldorf – Köln – Bonn – Koblenz – Mainz – Mannheim – Heidelberg – Stuttgart – Ulm –                                                          | Münster/Dortmund – Essen – Duisburg – Düsseldorf – Köln – Bonn – Koblenz – Mainz – Mannheim – Heidelberg – Stuttgart – Ulm –                                                          | Augsburg – München – Salzburg – Klagenfurt | ein Zugpaar   |
| ICE 32, EC/IC 32 | Münster/Dortmund – Essen – Duisburg – Düsseldorf – Köln – Bonn – Koblenz – Mainz – Mannheim – Heidelberg – Stuttgart – Ulm –                                                          | Münster/Dortmund – Essen – Duisburg – Düsseldorf – Köln – Bonn – Koblenz – Mainz – Mannheim – Heidelberg – Stuttgart – Ulm –                                                          | Münster/Dortmund – Essen – Duisburg – Düsseldorf – Köln – Bonn – Koblenz – Mainz – Mannheim – Heidelberg – Stuttgart – Ulm –                                                          | Friedrichshafen – Lindau-Reutin – Innsbruck | ein Zugpaar   |
| ICE 42           | (Kiel/Hamburg-Altona – Hamburg – Bremen – Münster –) Dortmund – Bochum – Essen – Duisburg – Düsseldorf – Köln – Frankfurt Flughafen – Mannheim – Stuttgart – Ulm – Augsburg – München | (Kiel/Hamburg-Altona – Hamburg – Bremen – Münster –) Dortmund – Bochum – Essen – Duisburg – Düsseldorf – Köln – Frankfurt Flughafen – Mannheim – Stuttgart – Ulm – Augsburg – München | (Kiel/Hamburg-Altona – Hamburg – Bremen – Münster –) Dortmund – Bochum – Essen – Duisburg – Düsseldorf – Köln – Frankfurt Flughafen – Mannheim – Stuttgart – Ulm – Augsburg – München | (Kiel/Hamburg-Altona – Hamburg – Bremen – Münster –) Dortmund – Bochum – Essen – Duisburg – Düsseldorf – Köln – Frankfurt Flughafen – Mannheim – Stuttgart – Ulm – Augsburg – München | zweistündlich |
| ICE 47           | Dortmund – Bochum – Essen – Duisburg – Düsseldorf – Köln Messe/Deutz – Frankfurt Flughafen – Mannheim – Stuttgart – Ulm – Augsburg – München                                          | Dortmund – Bochum – Essen – Duisburg – Düsseldorf – Köln Messe/Deutz – Frankfurt Flughafen – Mannheim – Stuttgart – Ulm – Augsburg – München                                          | Dortmund – Bochum – Essen – Duisburg – Düsseldorf – Köln Messe/Deutz – Frankfurt Flughafen – Mannheim – Stuttgart – Ulm – Augsburg – München                                          | Dortmund – Bochum – Essen – Duisburg – Düsseldorf – Köln Messe/Deutz – Frankfurt Flughafen – Mannheim – Stuttgart – Ulm – Augsburg – München                                          | zweistündlich |
| ICE 60           | (Basel Bad Bf –) Karlsruhe – Stuttgart – Ulm – Augsburg – München | (Basel Bad Bf –) Karlsruhe – Stuttgart – Ulm – Augsburg – München | (Basel Bad Bf –) Karlsruhe – Stuttgart – Ulm – Augsburg – München | (Basel Bad Bf –) Karlsruhe – Stuttgart – Ulm – Augsburg – München | zweistündlich |
| ICE/EC 62        | Frankfurt Hbf – Heidelberg – | Frankfurt Hbf – Heidelberg – | Stuttgart – Ulm – Augsburg – München – Salzburg (– Klagenfurt / Graz / Linz) | Stuttgart – Ulm – Augsburg – München – Salzburg (– Klagenfurt / Graz / Linz) | vier Zugpaare |
| ICE/EC 62        | Saarbrücken – Mannheim – | | Stuttgart – Ulm – Augsburg – München – Salzburg (– Klagenfurt / Graz / Linz) | Stuttgart – Ulm – Augsburg – München – Salzburg (– Klagenfurt / Graz / Linz) | vier Zugpaare |
| TGV 83           | München – Augsburg – Ulm – Stuttgart – Karlsruhe – Strasbourg – Paris Est | München – Augsburg – Ulm – Stuttgart – Karlsruhe – Strasbourg – Paris Est | München – Augsburg – Ulm – Stuttgart – Karlsruhe – Strasbourg – Paris Est | München – Augsburg – Ulm – Stuttgart – Karlsruhe – Strasbourg – Paris Est | ein Zugpaar   |
| Westbahn         | Stuttgart – Ulm – Augsburg – München – Salzburg – Linz – Wien Westbahnhof | Stuttgart – Ulm – Augsburg – München – Salzburg – Linz – Wien Westbahnhof | Stuttgart – Ulm – Augsburg – München – Salzburg – Linz – Wien Westbahnhof | Stuttgart – Ulm – Augsburg – München – Salzburg – Linz – Wien Westbahnhof | zwei Zugpaare |

### Nachtverkehr
Mit dem Fahrplanwechsel im Dezember 2022 startet bzw. endet die Nachtzuglinie München – Venedig bereits in Stuttgart und führt im Allgemeinen Kurswagen nach Zagreb, Rijeka und Budapest.
| Nummer            | Zugname         | Zuglauf                                | Zuglauf                                | Zuglauf                                | Zuglauf                                  | Betreiber    |
| ----------------- | --------------- | -------------------------------------- | -------------------------------------- | -------------------------------------- | ---------------------------------------- | ------------ |
| EN 50462 EN 50237 | Kálmán Imre     | Budapest-Keleti – Győr – Wien – Linz – | Budapest-Keleti – Győr – Wien – Linz – | Budapest-Keleti – Győr – Wien – Linz – | Salzburg – München Ost – Ulm – Stuttgart | MÁV          |
| NJ 236 NJ 237     |                 | Venedig –                              | Venedig –                              | Villach –                              | Salzburg – München Ost – Ulm – Stuttgart | ÖBB Nightjet |
| EN 480 EN 60237   | Opatija         | Rijeka –                               | Ljubljana –                            | Villach –                              | Salzburg – München Ost – Ulm – Stuttgart | HŽPP         |
| EN 414 EN 40237   | Lisinski / Sava | Zagreb –                               | Ljubljana –                            | Villach –                              | Salzburg – München Ost – Ulm – Stuttgart | HŽPP         |

Diese täglichen Zugteile werden in Österreich zusammengeführt und verkehren bis/ab Stuttgart vereinigt.

### Regionalverkehr

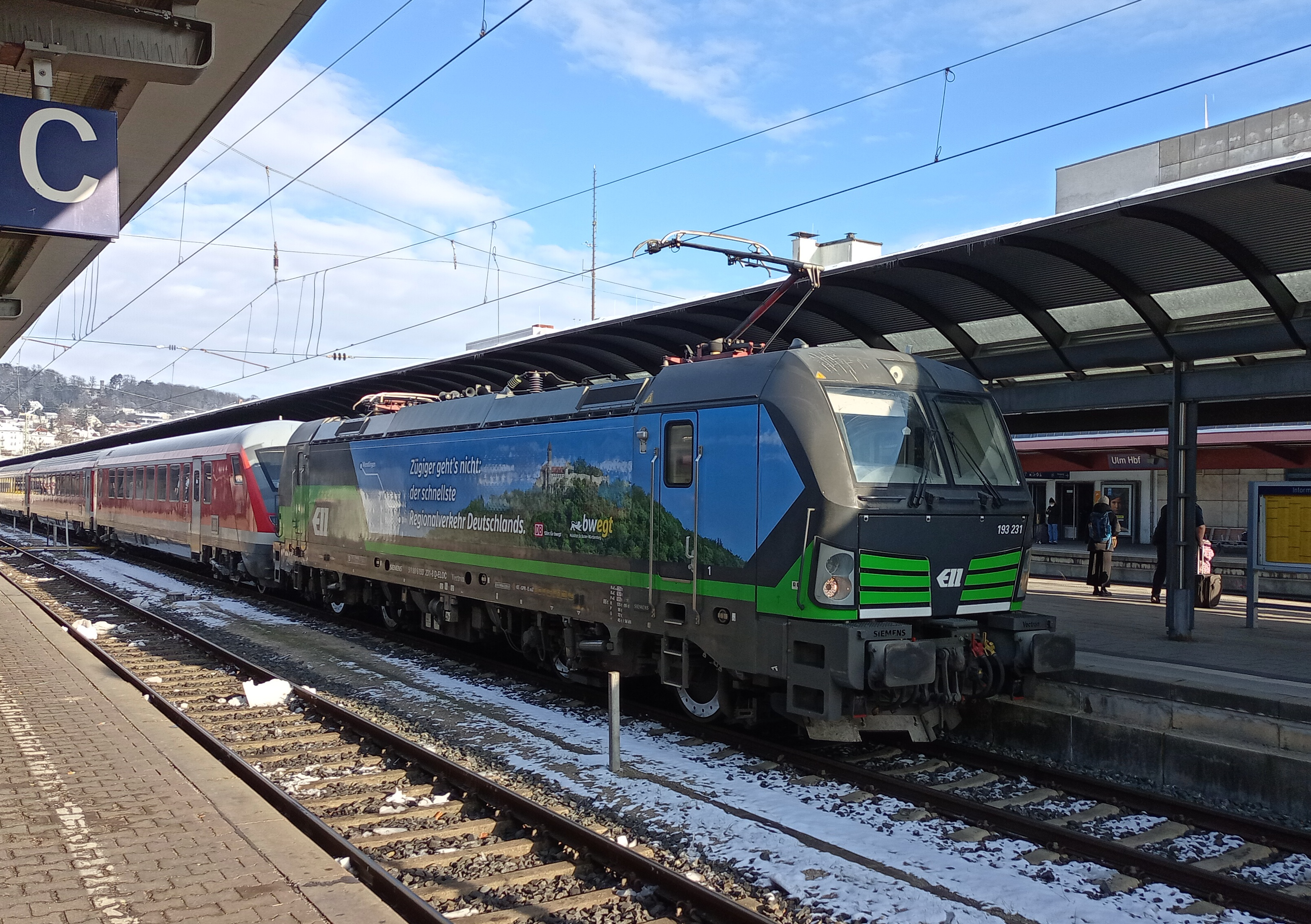
Siemens Vectron mit damaligem IRE 200 nach der Ankunft aus Wendlingen

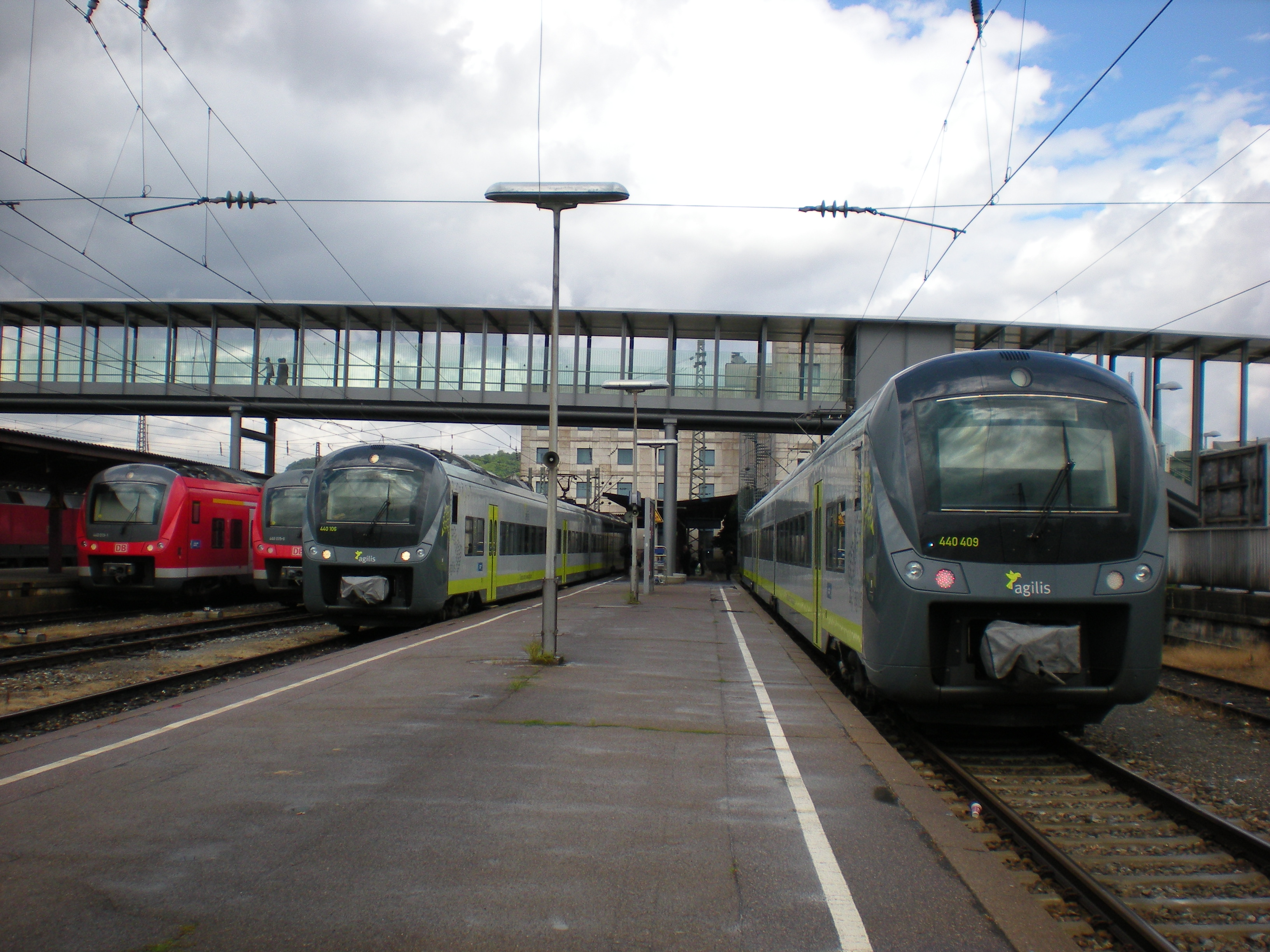
Coradia Continental von DB Regio und agilis im ehemaligen Bayerischen Bahnhofsteil

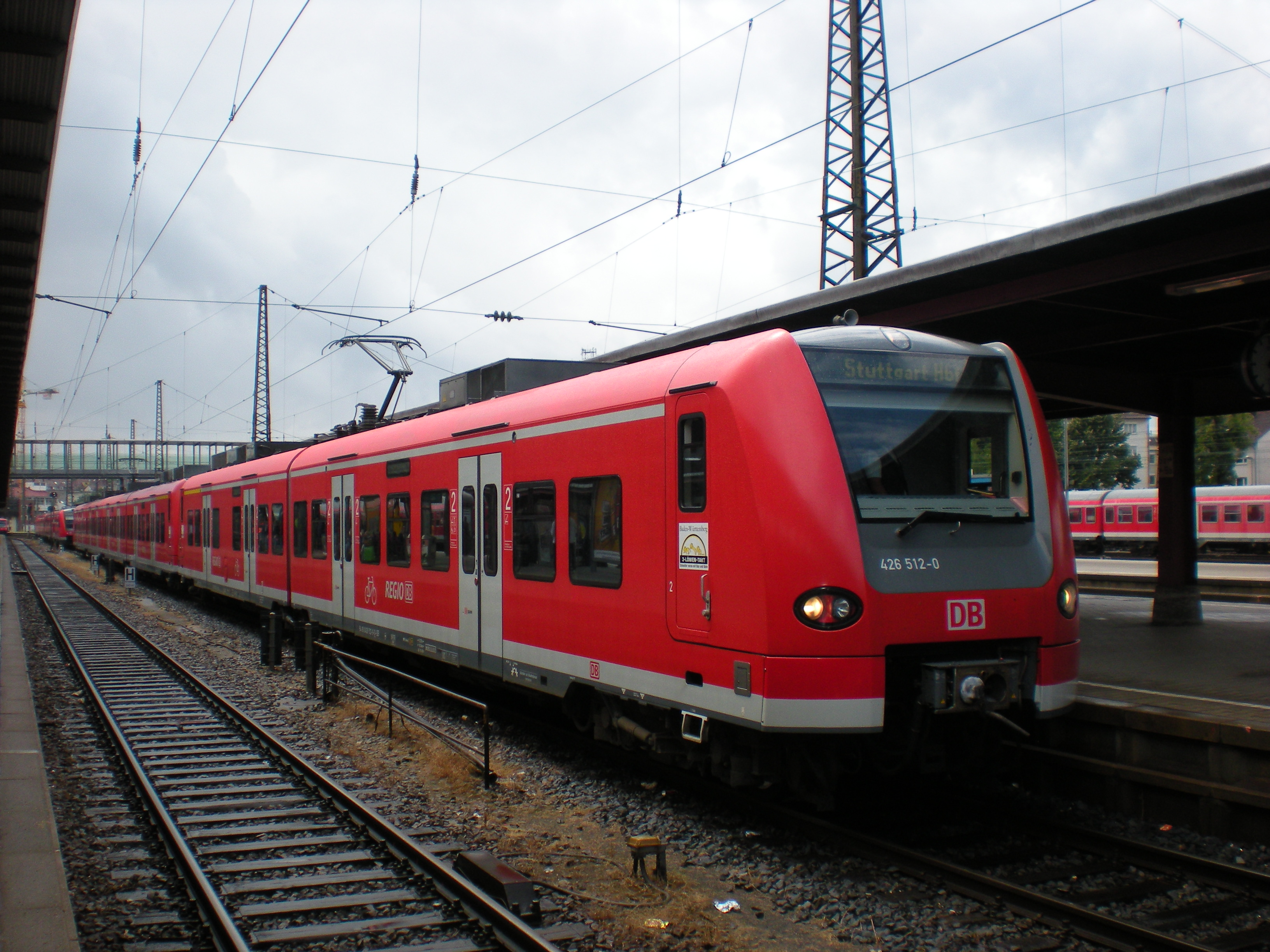
Zug der Baureihen 426 und 425 als Regionalbahn nach Stuttgart Hbf

Im Regionalverkehr wird der Ulmer Hauptbahnhof von den Zuggattungen Regional-Express (RE), Metropolexpress (MEX), Regionalbahn (RB) und Regio-S-Bahn (RS) wie folgt bedient:
| Linie       | Strecke | Frequenz | Betreiber                 |
| ----------- | --- | --- | ------------------------- |
| RE 3        | Ulm – Biberach (Riß) – Aulendorf – Ravensburg – Friedrichshafen – Lindau-Reutin                                                                     | stündlich | DB Regio                  |
| RE 5        | Stuttgart Hbf – Esslingen (Neckar) – Plochingen – Göppingen – Geislingen (Steige) – Ulm – Biberach (Riß) – Aulendorf – Ravensburg – Friedrichshafen | stündlich | DB Regio                  |
| RE 9        | Ulm – Neu-Ulm – Günzburg – Augsburg (– Mering – München)                                                                                            | stündlich bis Augsburg, zweistündlich bis München (zusätzliche Züge im Berufsverkehr)                                                     | Arverio Bayern            |
| RE 50       | Ulm – Langenau (Württ) – Giengen (Brenz) – Heidenheim – Aalen                                                                                       | zweistündlich | DB Regio                  |
| RE 55 RB 55 | Ulm – Blaubeuren – Schelklingen – Ehingen – Riedlingen – Herbertigen – Sigmaringen (– Tuttlingen – Donaueschingen – Villingen)                      | stündlich (Sigmaringen – Donaueschingen außerhalb der HVZ zweistündlich, dreimal täglich von und nach Villingen, einzelne Züge als RB 55) | DB Regio                  |
| RE75        | Ulm – Illertissen – Memmingen – Kempten (Allgäu) (– Immenstadt – Oberstdorf)                                                                        | stündlich | DB Regio Bayern           |
| RE 200      | Wendlingen (Neckar) – Merklingen – Schwäbische Alb – Ulm                                                                                            | stündlich | DB Regio                  |
| RB15        | Ulm – Neu-Ulm – Günzburg – Donauwörth – Ingolstadt (– Regensburg – Plattling)                                                                       | stündlich bis Ingolstadt (Mo–Fr) bzw. Regensburg (Sa+So), zweistündlich bis Plattling (Sa+So)                                             | agilis                    |
| MEX 16      | Ulm – Geislingen (Steige) – Göppingen – Plochingen – Esslingen – Stuttgart                                                                          | stündlich (zusätzliche Züge im Berufsverkehr)                                                                                             | Arverio Baden-Württemberg |
| RS 2        | Ulm – Erbach – Laupheim West – Biberach (Riß) – Biberach (Riß) Süd                                                                                  | stündlich | DB Regio                  |
| RS 21       | Ulm – Erbach – Laupheim West – Laupheim Stadt – Biberach (Riß) – Biberach (Riß) Süd (– Aulendorf)                                                   | stündlich (einzelne Züge bis Aulendorf)                                                                                                   | DB Regio                  |
| RS 3        | Ulm – Blaustein – Herrlingen (– Blaubeuren – Schelklingen – Ehingen – Munderkingen)                                                                 | halbstündlich (Mo–Fr, stündlich nach Munderkingen)                                                                                        | DB Regio Stuttgart        |
| RS 5        | Ulm – Langenau – Sontheim (Brenz) – Giengen (Brenz) – Heidenheim – Aalen                                                                            | stündlich | DB Regio Stuttgart        |
| RS 51       | Ulm – Langenau (– Sontheim (Brenz) – Giengen (Brenz) – Heidenheim – Aalen)                                                                          | stündlich (einzelne Züge bis Aalen) | DB Regio Stuttgart        |
| RS7         | Ulm – Neu-Ulm – Senden – Illertissen – Memmingen | stündlich (zusätzliche Züge bis Illertissen)                                                                                              | DB Regio Bayern           |
| RS71        | Ulm – Neu-Ulm – Senden – Weißenhorn | stündlich | DB Regio Bayern           |
| RB 59       | (Ulm – Schelklingen –) Münsingen – Engstingen – Gammertingen                                                                                        | einzelne Züge Ulm – Schelklingen | Schwäbische Alb-Bahn      |
| FEX 12      | Stuttgart – Ulm – Aulendorf – Friedrichshafen – Radolfzell – Singen                                                                                 | ein Zugpaar Sams-, Sonn- und Feiertags im Sommerhalbjahr                                                                                  | SVG                       |

(Stand 11. Dezember 2022)

### Stadtverkehr

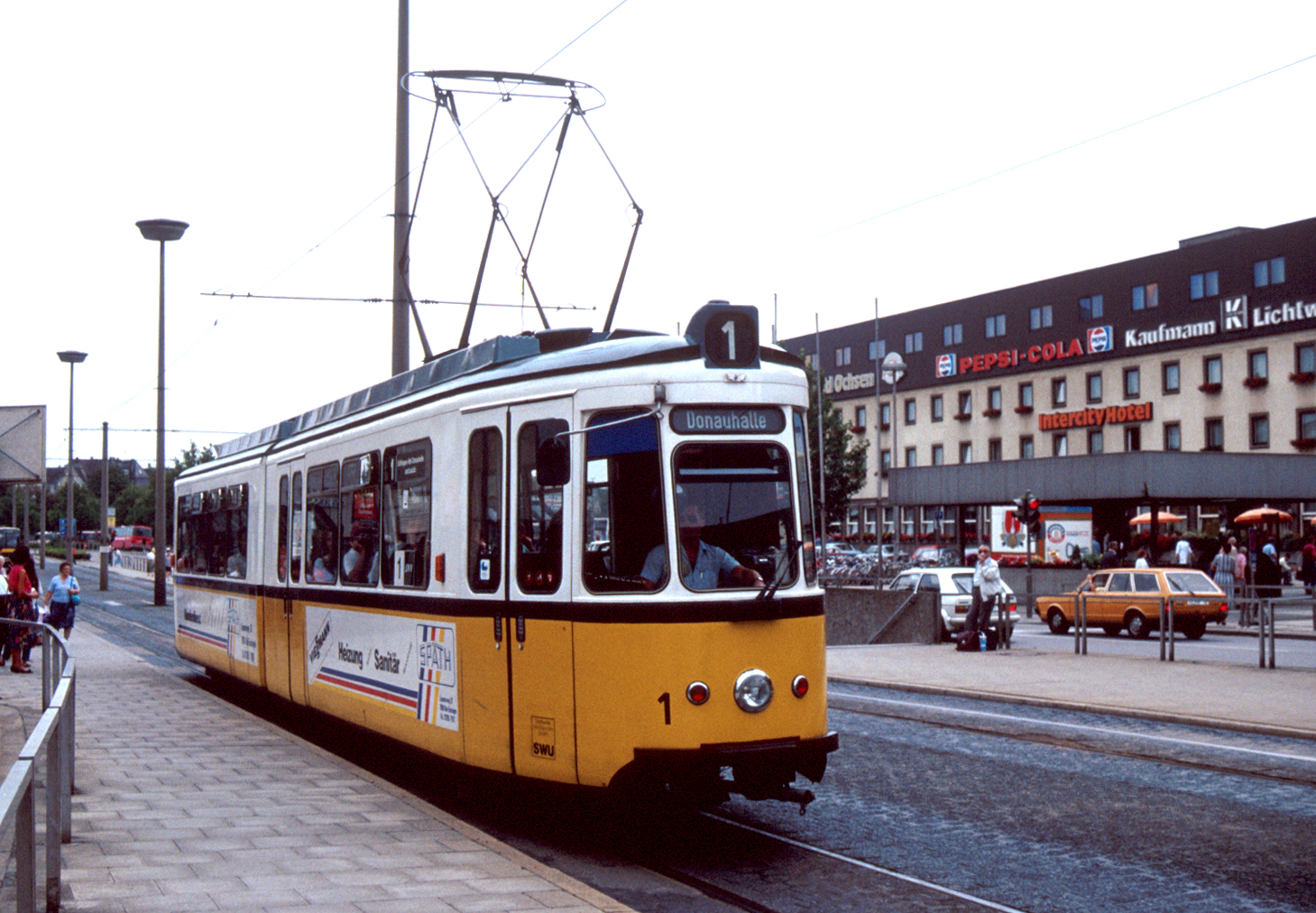
Straßenbahn des Typs GT4 auf dem Bahnhofsvorplatz, 1985

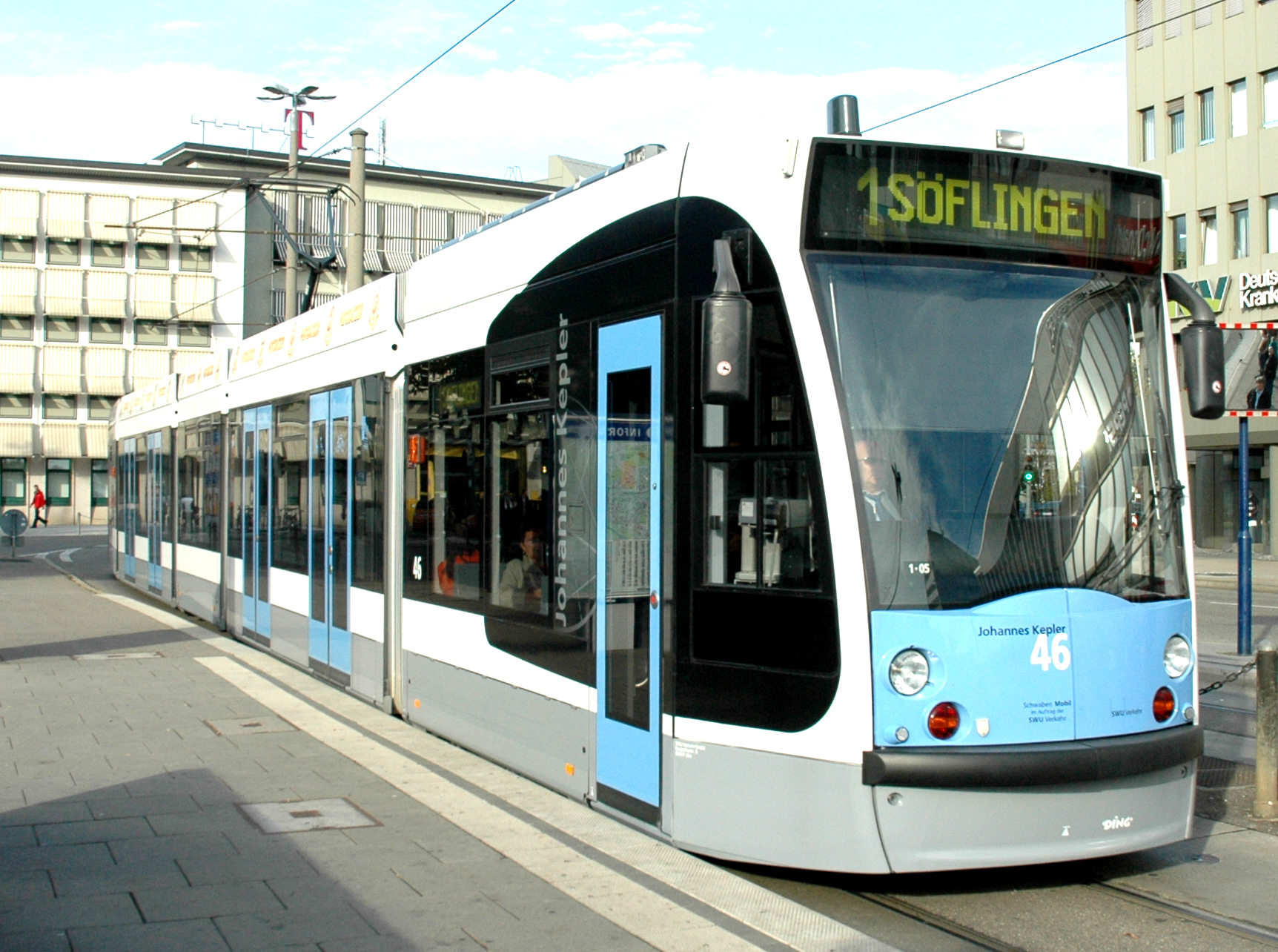
Straßenbahn des Typs Combino auf dem Bahnhofsvorplatz

Auf dem Bahnhofsvorplatz befindet sich eine Haltestelle, die von den beiden Ulmer Straßenbahnlinien, sowie von den Buslinien 5, 6, 7 und 10 der SWU Verkehr bedient wird. Angrenzend an den Bahnhofsvorplatz und direkt neben Gleis 28 befindet sich der Zentrale Omnibusbahnhof (ZOB) mit 13 Bussteigen. Von dort verkehren Regionalbuslinien sowie die Stadtbuslinien 11 und 12.
Die Straßenbahn Ulm, deren zwei Linien auf dem Ulmer Bahnhofsvorplatz hielten, wurde am 15. Mai 1897 eröffnet. Während die eine Straßenbahnlinie die Bahnhöfe Ulm und Neu-Ulm verband, verkehrte die andere als Ringbahn um die Innenstadt. Der Bau der Zinglerbrücke, die die Gleise im Süden des Bahnhofs überquert, ermöglichte den von den Bewohnern schon länger geforderten Anschluss der westlich des Hauptbahnhofs liegenden Stadtteile an das Netz der Ulmer Straßenbahn, ab 18. Oktober 1906 fuhr die Straßenbahn über die Brücke und weiter nach Söflingen. Am 14. Mai 1947 wurde der Oberleitungsbus Ulm in Betrieb genommen, dessen zwei Linien eine Haltestelle am Ulmer Hauptbahnhof besaßen. Er ersetzte die Straßenbahnlinie 2 nach Neu-Ulm, die am 24. Dezember 1944 aufgrund der Kriegseinwirkungen stillgelegt worden war. Am 23. Oktober 1963 wurde der Oberleitungsbusbetrieb wieder eingestellt und durch Dieselbusse ersetzt. Ab dem 22. Mai 1967 benutzte die Ulmer Straßenbahnlinie 1 vom Donaustadion nach Söflingen statt der Zinglerbrücke die 1966 fertiggestellte Ehinger-Tor-Unterführung. Am 21. März 2009 wurde die Linie 1 von der Donauhalle nach Böfingen verlängert. Am 15. Oktober 2015 wurde mit dem Bau der neuen Straßenbahnlinie 2 zum Kuhberg und in die Wissenschaftsstadt begonnen. Während der rund drei Jahre dauernden Bauarbeiten an der Neubaustrecke kam es bei den Stadtbuslinien zu umfangreichen Umleitungen, weshalb mit Ausnahme der Straßenbahnlinie 1 und der Buslinie 7 alle anderen Linien nicht mehr an der eigentlichen Haltestelle am Bahnhofsvorplatz, sondern an einem Bussteig am ebenfalls umgebauten Zentralen Omnibusbahnhof (ZOB) südlich des Bahnhofsgebäudes, hielten. Mit der Inbetriebnahme der neuen Straßenbahnlinie 2, die nun auch die Station „Hauptbahnhof“ bedient, wurden auch die übrigen Buslinien für kurze Zeit wieder an die ursprüngliche Haltestelle zurückverlegt, sodass der Zustand vor dem Baubeginn der Linie 2 wieder hergestellt war.
Im Rahmen der Neugestaltung des Bahnhofsvorplatzes mit Neubau einer Tiefgarage und der unterirdischen Bahnhofspassage wurde die eigentlich in Straßenmittellage in der Friedrich-Ebert-Straße verlaufende Straßenbahntrasse von Februar 2019 bis September 2021 auf provisorische Gleise vor dem Empfangsgebäude verlegt. Nach der Fertigstellung der Umgestaltung befindet sich die neu errichtete Haltestelle wieder in Mittellage.
| Linie | Verlauf |
| ----- | --- |
| 1     | Böfingen (Ostpreußenweg) – Egertweg – Willy-Brandt-Platz – Theater – Hauptbahnhof – Ehinger Tor – Theodor-Heuss-Platz – Söflingen                                                |
| 2     | Science Park II – Kliniken Wissenschaftsstadt – Universität Süd – Stadtwerke – Theater – Hauptbahnhof – Ehinger Tor – Römerplatz – Kuhberg Schulzentrum                          |
| 5     | Universität Süd – Hochschule – Eselsbergsteige – Lehrer Tal – Stadtwerke – Hauptbahnhof – Rathaus Ulm – Rathaus Neu-Ulm – ZUP – Wiley (Washingtonallee) / Ludwigsfeld (Hasenweg) |
| 6     | Donaustadion – Rathaus Ulm – Hauptbahnhof – Theater – Stadtwerke – Lehrer Tal – Bahnhof Söflingen – Eselsberg Hasenkopf                                                          |
| 7     | Rathaus Jungingen – Hörvelsinger Weg – Kliniken Michelsberg – Keplerstraße – Stadtwerke – Theater – Hauptbahnhof – Ehinger Tor – ZUP – Congress Centrum – Willy-Brandt-Platz     |
| 10    | Blautal-Center – Stadtwerke – Theater – Hauptbahnhof – Ehinger Tor – Donautal |

## Zukunft
Für das Jahr 2030 werden 18,1 Millionen Reisende (Ein-, Aus- und Umsteiger) am Bahnhof erwartet.

### Neu- und Ausbaustrecke Stuttgart–Augsburg
Geplant ist die Achse von Stuttgart nach Augsburg (Neu- und Ausbaustrecke Stuttgart–Augsburg) auszubauen. Im Dezember 2022 ging die Schnellfahrstrecke Wendlingen–Ulm in Betrieb, die mit der Inbetriebnahme von Stuttgart 21 im Dezember 2026 bis Stuttgart verlängert werden soll. Im Februar 2019 wurde das Bahnprojekt Ulm–Augsburg begonnen, in dessen Rahmen eine zweigleisige Neu- und Ausbaustrecke zwischen Neu-Ulm und Augsburg entstehen soll. Die Donaubrücke wurde bereits auf vier Gleise erweitert und der Bahnhof Neu-Ulm im Zuge des Projekts Neu-Ulm 21 unterirdisch verlegt.
Durch das Projekt Neu- und Ausbaustrecke Stuttgart–Augsburg wird mit einer Zunahme des Fern- und Regionalverkehrs in Ulm gerechnet. In den folgenden Jahren werden diesen Umständen entsprechend das gesamte Bahnareal sowie die umliegenden Straßenzüge und Stadtviertel komplett neu geplant und umgebaut. Im Wesentlichen erfolgt dabei der Neubau des Bahnhofsgebäudes zu einem modernen City-Bahnhof mitsamt unterirdischer Anbindung an die Innenstadt, an eine noch zu bauende Einkaufsgalerie und an das jenseits der Gleisanlagen gelegene Dichterviertel.
Der Umbau des Hauptbahnhofs Ulm ist Gegenstand des Planfeststellungsabschnitts 2.5a1 der Neubaustrecke Wendlingen–Ulm. Der Antrag auf Planfeststellung wurde am 23. Dezember 2005 gestellt. Am 7. Mai 2007 bat das Eisenbahn-Bundesamt das Regierungspräsidium Tübingen, das Anhörungsverfahren durchzuführen. Der Erörterungstermin fand am 22. Juni 2009 statt. Der Anhörungsbericht, in dem verschiedene Planänderungen bereits berücksichtigt sind, wurde am 18. Dezember 2009 fertiggestellt. Mit einer Dauer von fast zehn Jahren war das Planfeststellungsverfahren das längste im Bahnprojekt Stuttgart–Ulm. Der Umbau der Donaubrücke, der den anschließenden Planfeststellungsabschnitt 2.5a2 bildete, war bereits mit Bescheid vom 27. August 2004 genehmigt worden.
Anfang Juni 2010 schrieb die Deutsche Bahn die Bauüberwachung für diesen Abschnitt europaweit aus. Demnach sind im Hauptbahnhof vorgesehen: die Anpassung beziehungsweise der Neubau von 8,52 km Gleisen, der Neu- und Umbau von 83 Weichen, der Ausbau des südlichen Bahnhofskopfes auf sechs Gleise, die Errichtung eines zweigleisigen (585 m langen) sowie eines eingleisigen (150 m langen) Trogbauwerks, von zwei Eisenbahnbrücken sowie 1.000 m Schallschutzwänden. Insgesamt sind 74 Bauzustände vorgesehen. Der zu vergebende Vertrag läuft von Oktober 2010 bis Dezember 2019. Mitte Juli 2012 begann die Baufeldfreimachung.

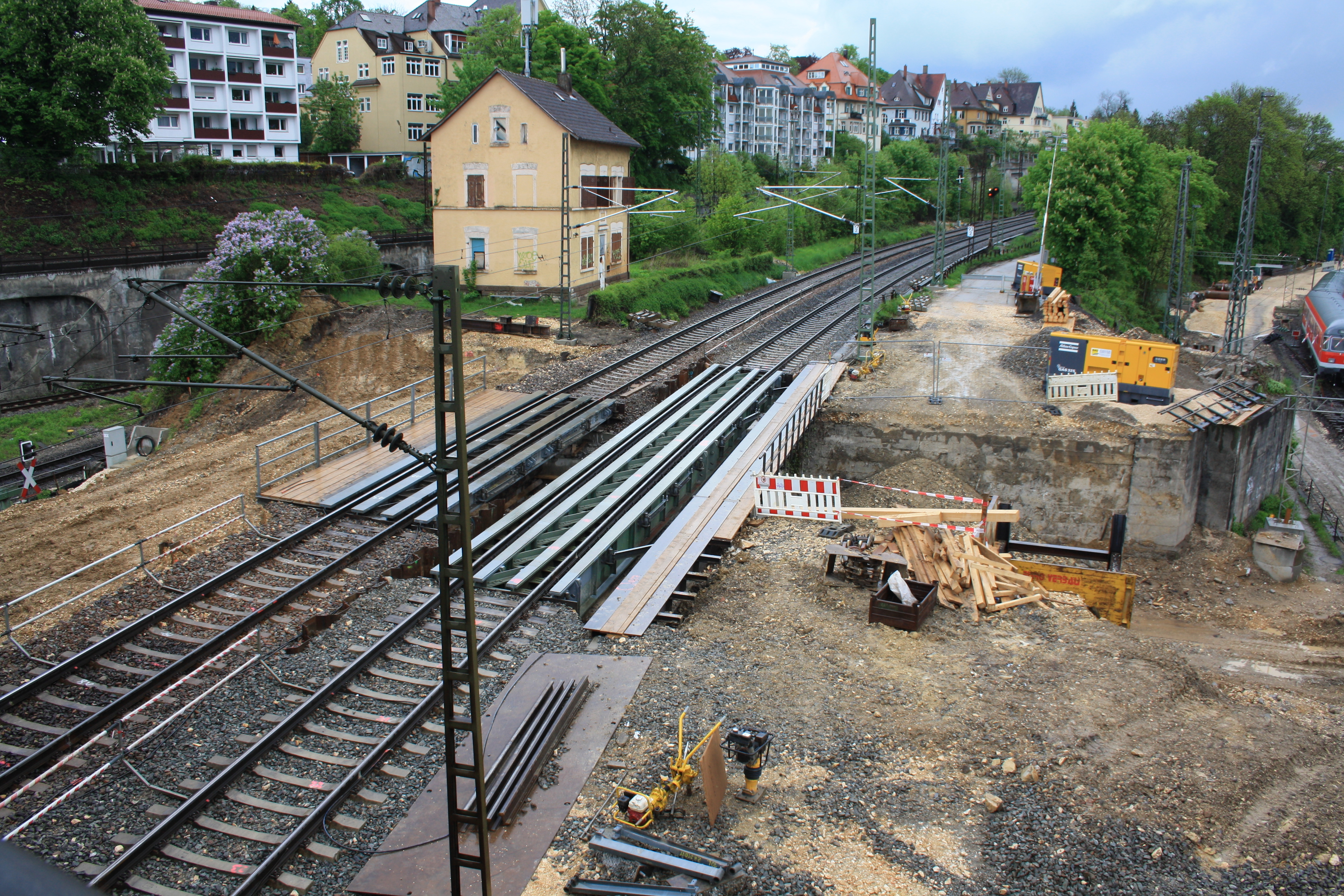
Der Einbau einer Hilfsbrücke, im Mai 2013, zählte zu den ersten vorbereitenden Baumaßnahmen im Ulmer Hauptbahnhof

Am 18. Januar 2012 bat das Eisenbahn-Bundesamt das Regierungspräsidium Tübingen, zu weiteren Planänderungen ein weiteres Anhörungsverfahren durchzuführen. Zu diesen Änderungen zählt der Entfall des zunächst vorgesehenen fünften Bahnsteigs im Hauptbahnhof, der Entfall des Ostbahnhofs, fahrdynamische Anpassungen sowie Änderungen an Schallschutz und der Abwassertechnik. Die Deutsche Bahn begründet den Entfall des fünften Bahnsteigs mit betrieblichen Verbesserungen durch den optimierten Spurplan infolge der Konzentration aller Abstellanlagen in einer neuen Fahrzeug-Instandshaltungs-, -Behandlungs- und -Abstellanlage (FIBA). Das Ministerium für Verkehr und Infrastruktur bezweifelt, ob der Bahnsteig im Hinblick auf die langfristige Angebotsverbesserungen (einschließlich der Regio-S-Bahn Donau-Iller) tatsächlich entfallen kann. Der Verzicht auf den Bahnsteig war Teil eines 89 Millionen Euro umfassenden Optimierungspaketes an der Neubaustrecke. Kritiker sehen das S-Bahn-Konzept gefährdet, wenn nicht von vornherein ein fünfter Bahnsteig vorgesehen werde. Sollte ein fünfter Bahnsteig tatsächlich notwendig werden, wäre laut DB-Angaben dessen Finanzierung separat zu klären. Planungen für eine S-Bahn seien dem Unternehmen nicht bekannt. Die Nachrüstung eines fünften Bahnsteigs sei nach Bahnangaben möglich und würde rund 20 Millionen Euro kosten, die Städte und Landkreise der Region-Iller tragen müssten. Die Deutsche Bahn kündigte 2013 an, an Stelle des fünften Bahnsteigs das Gleis 5a für Regionalzüge zu verlängern und zusätzliche Weichen einzubauen.
Die Deutsche Bahn beziffert die Kosten der Anbindung der Neubaustrecke an den Hauptbahnhof, einschließlich weiterer Maßnahmen, mit etwa 120 Millionen Euro. Diese Kosten werden vom Bund, der Deutschen Bahn und dem Land Baden-Württemberg getragen. Nach Angaben von 2017 seien für Ulm 100 Millionen Euro Baukosten veranschlagt. Für den gesamten Planfeststellungsabschnitt 2.5 waren, zum Preisstand von 2010, 143,8 Millionen Euro veranschlagt.
Als letzte Rohbauarbeiten der Neubaustrecke wurden zwei Bauaufträge für deren Anbindung an den Bahnhof im Januar 2016 für rund 52 Millionen Euro vergeben. Der Umbau des Nordkopfes, für rund 38 Millionen Euro, wurde an eine Arbeitsgemeinschaft der Unternehmen Geiger und Schüle Bau (Ulm), Matthäus Schmid Bauunternehmen (Baltringen) und Kurt Motz Tiefbau (Illertissen) vergeben. Für weitere rund 13 Millionen Euro wurden Gleis- und Tiefbauarbeiten an eine Arbeitsgemeinschaft der Unternehmen Max Bögl (Stuttgart), Bickhardt Bau (Kirchheim) und Hartung Bau (Fulda) vergeben.
Nachdem der Albabstiegstunnel im November 2016 durchgeschlagen wurde, wurde die Strecke Ende 2022 in Betrieb genommen.
Ein Informationszentrum zum Bahnprojekt, das von 2014 bis Juli 2018 oberhalb des Südportals des Albabstiegstunnels eingerichtet war, besuchten mehr als 16.000 Menschen.
Im Zuge der Baumaßnahmen wird unter anderem die Brenzbahn und die Filstalbahn umgelegt. Nach Abschluss des Umbaus sollen von allen sieben anschließenden Strecken gleichzeitige behinderungsfreie Einfahrten erfolgen können. Gleis 17 im Hauptbahnhof fällt im Zuge der Neubaustrecke ersatzlos weg.
Im Dezember 2020 erging ein Planänderungsbescheid, in dessen Rahmen eine Spurplanoptimierung zur Optimierung von Bahnsteignutzlängen, der Entfall von vier Weichen, ein zusätzlicher Stellwerksstandort sowie weitere Kleinmaßnahmen genehmigt wurden. Im gleichen Monat wurden für 24 Millionen Euro Bahntechnik, Tief-/Oberbau und Kabelanlage im Zusammenhang mit dem Elektronischen Stellwerk (ESTW) Ulm vergeben. Unter anderem sollen 39 Weichen neu- sowie 37 weitere Weichen zurückgebaut werden.
Im Zuge einer 2021 bekannt gewordenen Trassierungsoptimierung wurde die zulässige Geschwindigkeit auf fünf regelmäßig befahrenen Fahrwegen bei der nördlichen Einbindung der Neubaustrecke um bis zu 30 km/h angehoben. Dazu werden Kreuzungen, Radien und Überhöhungen geändert. Damit einher gehen Änderungen an einem Kreuzungsbauwerk und einem Rettungsweg. Der Nutzen der Optimierung soll sich schrittweise entfalten und hängt unter anderem vom ESTW Ulm Hbf und ETCS ab. So soll mit der Inbetriebnahme des Elektronischen Stellwerks die Einfahrgeschwindigkeit von der Schnellfahrstrecke von 60 auf 100 km/h angehoben werden. Weitere Optimierungen werden im Rahmen der bis 2025 laufenden Spuranpassungen verfolgt.

### Citybahnhof Ulm

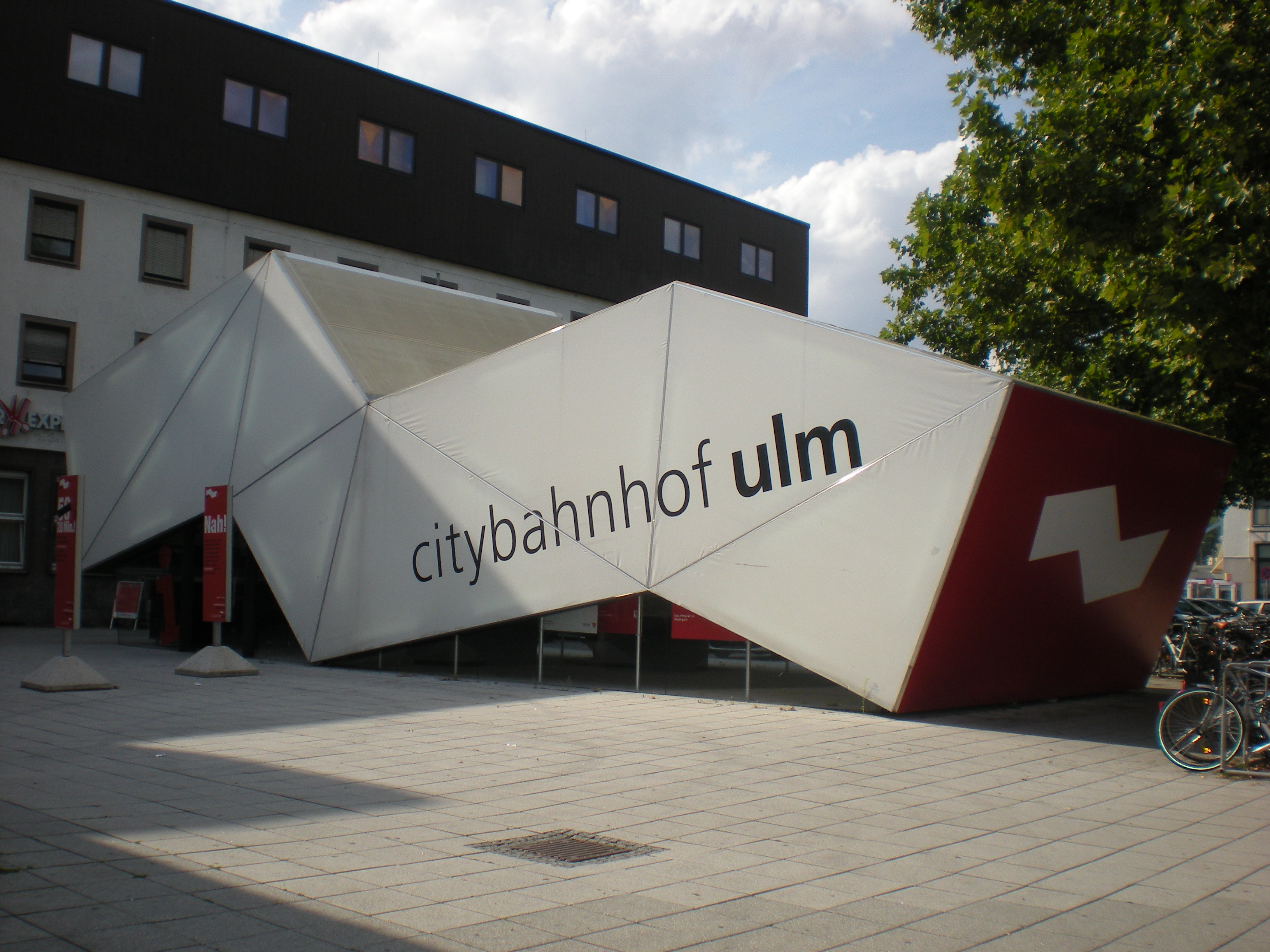
Informations-Pavillon zum Citybahnhof Ulm vor dem Empfangsgebäude

Im Rahmen des Konzepts Citybahnhof Ulm sollte der Bahnhof frühestens in den Jahren 2020 und 2021 ein neues Empfangsgebäude erhalten, das zusammen mit der Neubaustrecke in Betrieb genommen werden soll. Nach Fertigstellung einer Straßenbahntrasse und einer Tiefgarage – nicht vor 2017/18 – soll ein neuer Bahnhofsvorplatz entstehen. Eine Realisierungsstudie im Jahr 2008 ergab, dass ein Umbau des Ulmer Hauptbahnhofs möglich sei.
Im Zuge des Projekts sollte der Bahnhofsplatz mit dem Dichterviertel unterirdisch verbunden werden. Entlang dieser Passage sollten die Bahnhofshalle sowie Haltestellen und die Innenstadt miteinander verbunden werden. Ziel war es, die Fußwegverbindungen zu verkürzen. Nach den Vorgaben der Stadtverwaltung erfolgt der Zugang zu den Haltestellen unterirdisch. Barrierefreiheit sollte durch Aufzüge gewährleistet werden. An der Schillerstraße war eine neue Vorfahrt für Taxen und Kurzparker geplant.
Für die Bahnhofshalle waren zwei Ebenen vorgesehen: Straßenniveau und Tiefgeschoss. Die Stadt Ulm hat planerisch vorgegeben, dass die Wegeverbindung zwischen Bahnhof und Innenstadt durch das Tiefgeschoss verlaufen muss. Dadurch wird der motorisierte Verkehr auf der Friedrich-Ebert-Straße nicht behindert. Eine 2016 von der Deutschen Bahn und der Stadt Ulm durchgeführte Machbarkeitsstudie untersuchte einen geringstmöglichen baulichen Umfang für einen Neubau der Bahnhofshalle. Bei geschätzten Kosten von wenigstens 132 Millionen Euro für den Neubau des Bahnhofsgebäudes sowie weitere 35 Millionen Euro für einen Neubau und Durchstich der Personenunterführung habe sich keine wirtschaftlich tragfähige Variante ergeben.
Bereits 2016 sollte der Bau einer Tiefgarage mit 540 Stellplätzen unter dem südlichen Bahnhofsvorplatz (einschließlich einer unterirdischen Passage vom Bahnhof zur Innenstadt) beginnen. Anschließend, nicht vor 2017, soll der darüber liegende Platz und Haltestellenbereich neu gestaltet werden. Ebenfalls 2017 soll der Bahnhofssteg mit Treppen und Aufzügen erschlossen werden. Eine weitere Parkgarage soll nördlich der Bahnhofshalle neu gebaut werden. Fahrradstellplätze sind ebenfalls geplant.
Der Platz vor dem Bahnhofsgebäude soll neu gestaltet werden. Die Stadt möchte die Haltestelle in Sachen Sicherheit, Attraktivität und Funktion optimieren. Neben dem Hauptbahnhof plant die Stadt auch das dazugehörende Umfeld umfangreich zu modernisieren. Der zukünftige Citybahnhof soll nicht nur Verkehrs-, sondern auch neues Handels- und Dienstleistungszentrum in Ulm werden. Dazu sollen die Bahnhofshalle modernisiert und direkt am Bahnhof ein neues Dienstleistungszentrum gebaut werden. Die benötigten zusätzlichen Flächen sollen durch Überbauung des Zentralen Omnibusbahnhofs geschaffen werden.
Zur intensiveren Beteiligung der Bürger an den Planungen des Citybahnhofs richtete die Stadt Ulm im Jahr 2011 eine moderierte Online-Plattform ein. Die Öffentlichkeit konnte neun verschiedene Planungsentwürfe diskutieren, neue Ideen einbringen und diese mit Punkten bewerten. Im Ergebnis zeigte sich, dass bei allen neun Entwürfen die Verkehrsführung mehrheitlich abgelehnt wurde. Die teilnehmenden Bürger wünschten sich für Fußgänger und Radfahrer eine rein oberirdische Querung des Bahnhofsplatzes. Die Friedrich-Ebert-Straße sollte unter dem Platz geführt werden. Eine lang gezogene Rampe von der Bahnsteigunterführung bis hin zur Straßenbahnhaltestelle sollte dafür sorgen, dass für die Umsteigebeziehung ICE/Regionalbahn–Straßenbahn weder Treppen noch Aufzüge notwendig werden. Kritisiert wurde von den Diskussionsteilnehmern auch, dass der städtebauliche Wettbewerb unter zu engen Rahmenbedingungen erfolgte. So wurde beispielsweise die Führung des Fußgängerverkehrs in einem Tunnel von der Stadt bereits in der Ausschreibung des Wettbewerbs vorgegeben, so dass in Folge keiner der neun eingereichten Entwürfe einen entsprechenden Vorschlag enthielt.
Für die Modernisierung des Bahnhofs veranschlagte die Deutsche Bahn im Jahr 2015 130 Millionen Euro. Für den Neubau einer Personenunterführung (einschließlich Aufzügen) sind weitere 40 Millionen Euro veranschlagt. Dies sei laut DB-Angaben weder wirtschaftlich noch finanzierbar, ein gemeinsamer Weg mit der Stadt sei notwendig. Im Frühjahr 2016 soll ein Bahnhofskonzept für eine Teilerneuerung von der Deutschen Bahn vorgelegt werden. Eine stufenfreie Erschließung der Bahnsteige, über Aufzüge vom Steg der Stadt, sei bis Ende 2018 vorgesehen.
Nach einem im Oktober 2020 vorgestellten Konzept war eine Modernisierung des Bestandes und eine Vervollständigung des barrierefreien Ausbaus mit einem Gesamtumfang von über 15 Millionen Euro vorgesehen. Unter anderem sollen Bahnsteigbeläge erneuert, Treppen und Bahnsteigdächer saniert und der Bahnsteig an den Gleisen 27/28 erneuert werden. Im Empfangsgebäude soll der Hallenboden saniert und die Heizung saniert werden. Die Modernisierung des Empfangsgebäudes sollte 2021 beginnen und vier Jahre andauern, der barrierefreie Ausbau sollte in den Jahren 2022 bis 2024 erfolgen. Im April 2024 begannen schließlich Vorarbeiten. Ende September 2024 wurde das Empfangsgebäude für die Bauarbeiten gesperrt und am 22. Oktober 2024 der feierliche Baubeginn begangen. Die Eröffnung ist für Anfang 2027 geplant. Insgesamt sollen 33 Millionen Euro investiert werden, davon 20 Millionen durch die DB und 13 Millionen durch den Bund.
Die Stadt Ulm investiert nach eigenen Angaben rund um den Hauptbahnhof rund 130 Millionen Euro.

### Regio-S-Bahn Donau-Iller
Der Ulmer Hauptbahnhof soll zum zentralen Knotenpunkt der Regio-S-Bahn Donau-Iller werden. Neben den bereits bestehenden Verbindungen nach Memmingen und Weißenhorn sind weitere Linien nach Ummendorf, nach Blaubeuren und Obermarchtal, nach Geislingen, nach Langenau und Aalen, nach Buxheim und Tannheim sowie nach Mindelheim vorgesehen.
Im Zuge der Umgestaltung zum Citybahnhof Ulm war die Errichtung eines fünften Bahnsteigs geplant, dessen Planung im Zuge eines laufenden Planänderungsverfahrens aber aufgegeben wurde.